# Mayenne (département)
Ne pas confondre avec Mayenne (commune) qui est une sous-préfecture située au nord du département
Ne pas confondre avec Mayenne (rivière), affluent constitutif de la Maine, qui traverse le département du nord au sud
Pour les articles homonymes, voir Mayenne.
La Mayenne (/ma.jɛn/) est un département français de la région Pays de la Loire. Ses habitants sont les Mayennais et les Mayennaises. L'Insee et La Poste lui attribuent le code 53. Son chef-lieu est Laval.
Le département a été constitué par le décret de l'Assemblée nationale du 15 janvier 1790. Comme une soixantaine de départements en France, il s'identifie au nom d'un cours d'eau, en l'occurrence la Mayenne. Il correspond essentiellement au Bas-Maine, qui formait la moitié occidentale de la province du Maine. Le tiers méridional du département faisait toutefois partie de l'Anjou, et il est d'ailleurs appelé « Mayenne angevine ». L'Anjou se trouve également dans la région naturelle du Val de Loire.
L'histoire du département est notamment marquée par la période gallo-romaine, avec la cité de Noviodunum, par les conflits entre la France et l'Angleterre au Moyen Âge, puis par la Chouannerie. La canalisation de la Mayenne pendant la Renaissance permet un certain essor économique et jusqu'au XIXe siècle, la culture et le tissage du lin ainsi que la métallurgie sont les principales activités départementales. Au XXe siècle, après un exode rural marqué, la Mayenne réoriente son économie vers la production laitière et l'agro-alimentaire.
Le département compte 240 communes (en 2021) et 305 437 habitants en 2022. Malgré une croissance démographique modérée, la Mayenne demeure le département le moins peuplé des Pays de la Loire. Elle ne possède que trois villes de plus de 10 000 habitants : le chef-lieu, Laval, et les deux sous-préfectures, Château-Gontier-sur-Mayenne et Mayenne.

## Géographie
| MAINE-ET-LOIRE ILLE · ET · VILAINE MANCHE ORNE SARTHE Laval Mayenne Château-Gontier Évron Ernée Craon Villaines-la-Juhel Ambrières-les-Vallées Gorron Renazé Cossé-le-Vivien Meslay-du-Maine Lassay-les-Châteaux Pré-en-Pail Andouillé Montsûrs Port-Brillet Bais Vaiges Grez-en-Bouère Saint-Denis-d'Anjou Landivy Sainte-Suzanne Mont des Avaloirs · 417 m |

| MAINE-ET-LOIRE ILLE · ET · VILAINE MANCHE ORNE SARTHE Laval Mayenne Château-Gontier Évron Ernée Craon Villaines-la-Juhel Ambrières-les-Vallées Gorron Renazé Cossé-le-Vivien Meslay-du-Maine Lassay-les-Châteaux Pré-en-Pail Andouillé Montsûrs Port-Brillet Bais Vaiges Grez-en-Bouère Saint-Denis-d'Anjou Landivy Sainte-Suzanne Mont des Avaloirs · 417 m |

### Situation
La Mayenne se trouve dans le Nord-Ouest de la France, elle est sans accès à la mer, mais Landivy, située au nord-ouest du département, n'est qu'à une trentaine de kilomètres de la baie du Mont-Saint-Michel. Le département forme un rectangle régulier, orienté sur un axe nord-sud selon le cours de la rivière Mayenne. À l'ouest, il est limitrophe de la région Bretagne avec l'Ille-et-Vilaine, et au nord de la région Normandie, avec la Manche et l'Orne. À l'est, il est bordé par la Sarthe, et au sud, par le Maine-et-Loire, deux départements qui font également partie des Pays de la Loire. La Mayenne est au carrefour des routes reliant Paris à la Bretagne et Caen à Angers et Nantes.

### Paysages
La Mayenne possède dans son ensemble un relief peu marqué, c'est une région de transition entre la Bretagne, la Normandie et l'Anjou, des régions très différentes. Le département est surtout fait de collines arrondies et de vallées peu profondes. Néanmoins, il se trouve sur la partie orientale du Massif armoricain et s'élève en moyenne à 150 mètres au-dessus du niveau de la mer. Son point culminant, le mont des Avaloirs, atteint 416 mètres. C'est le point le plus haut du massif ainsi que de tout le Grand Ouest français. Le mont se trouve au nord-est du département, près de l'Orne et de la Sarthe. D'autres sommets se répartissent dans le nord-est de la Mayenne, comme le mont Rochard, le Montaigu et le Tertre Ganne.
À cause d'un relief relativement uniforme, la Mayenne peut difficilement être divisée en régions naturelles distinctes. Six espaces ont toutefois été distingués par des organismes locaux comme la Direction régionale de l’environnement des Pays de la Loire :
- au nord-ouest, autour de Gorron et Landivy, se trouvent les « Marches de Bretagne », caractérisées par des collines bocagères humides et fortement domestiquées ;
- au nord-est, les « Collines du Maine » ont un paysage boisé et mouvementé et regroupent des sommets comme le mont des Avaloirs. Elles comptent aussi des petites vallées fluviales ;
- au centre du département, le « Cœur de la Mayenne » correspond à la vallée de la Mayenne. Il se trouve sur l'axe Paris-Brest et concentre la population et les activités économiques. Le relief est peu marqué, avec des vallées, des étangs, du bocage, des vergers et quelques forêts ;
- le « Pays ardoisier », autour de Renazé, est une petite région située au sud-ouest du département. Il est marqué par un relief orienté est-ouest et des alignements de barres boisées ;
- le « Pays de l’Erve » situé à l'est, autour de Sainte-Suzanne et Saulges, possède un paysage calcaire plat entrecoupé de rivières et de vallées encaissées ;
- le « Haut-Anjou mayennais », qui correspond approximativement à l'arrondissement de Château-Gontier, est formé de plateaux, de vallées larges et de grandes étendues ouvertes.

Paysages de la Mayenne :
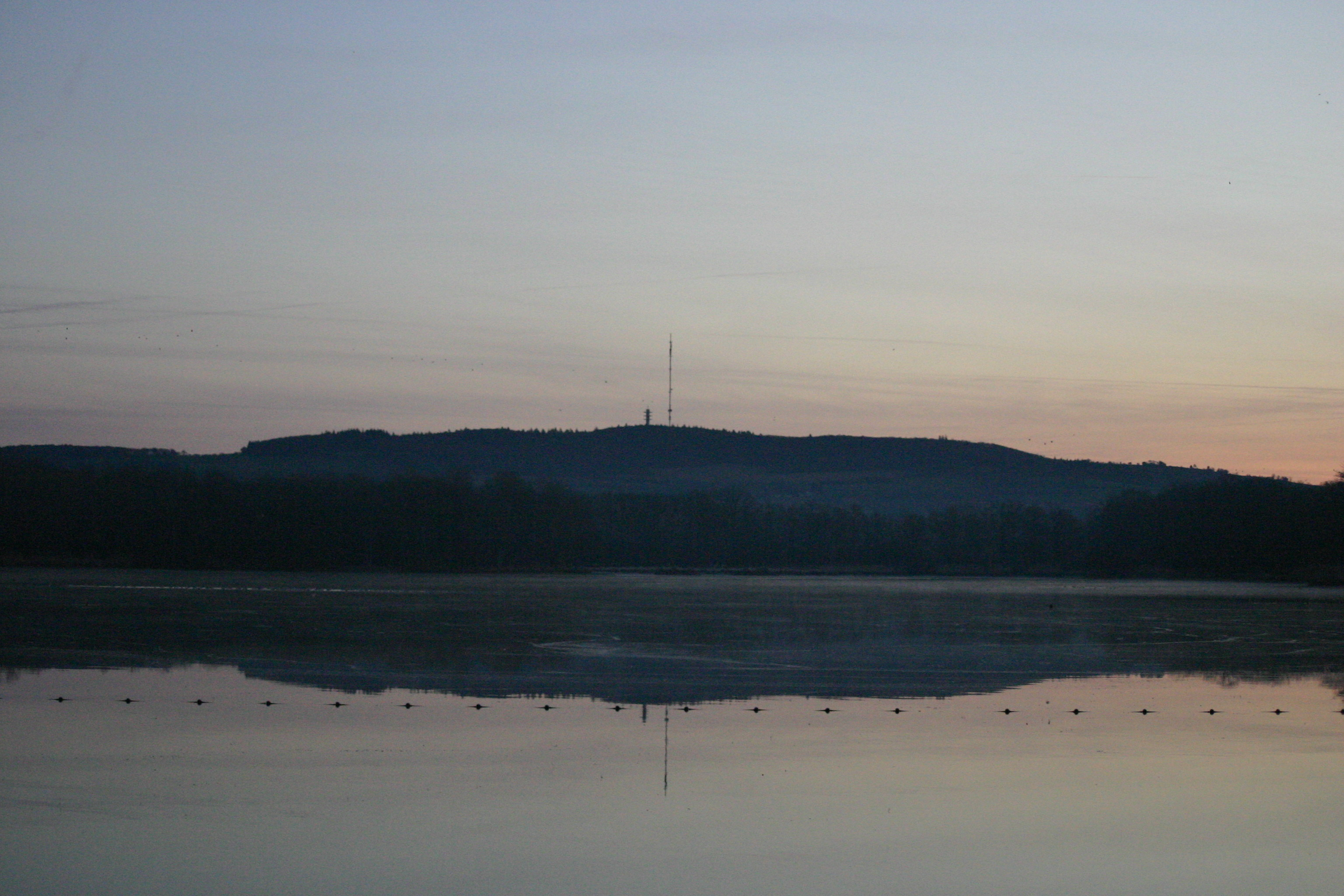
Le mont Rochard, qui culmine à 357 mètres, vu depuis un étang.
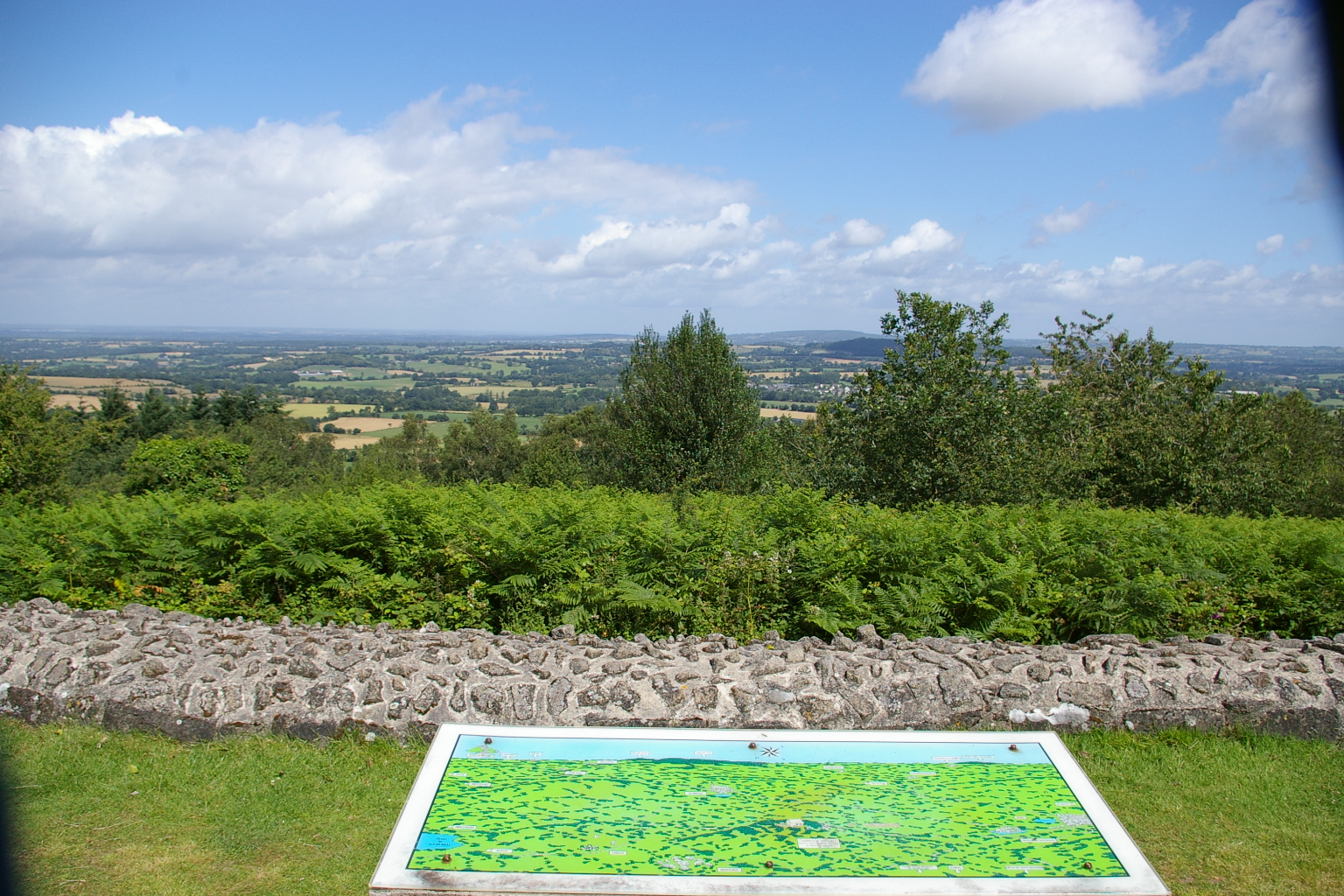
Panorama depuis le sommet du Montaigu, qui culmine à 291 mètres.
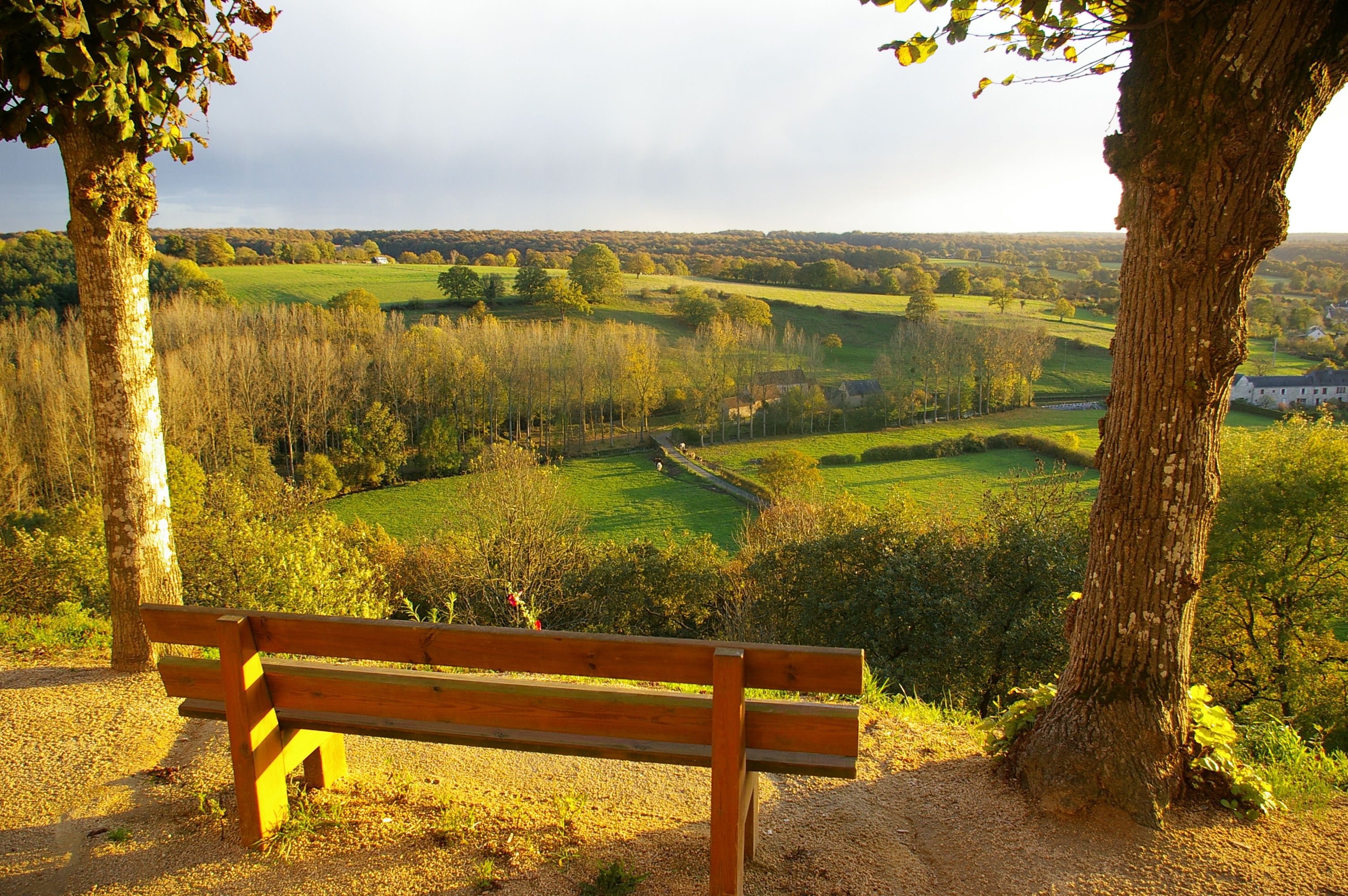
Paysage des Coëvrons.

### Occupation des sols

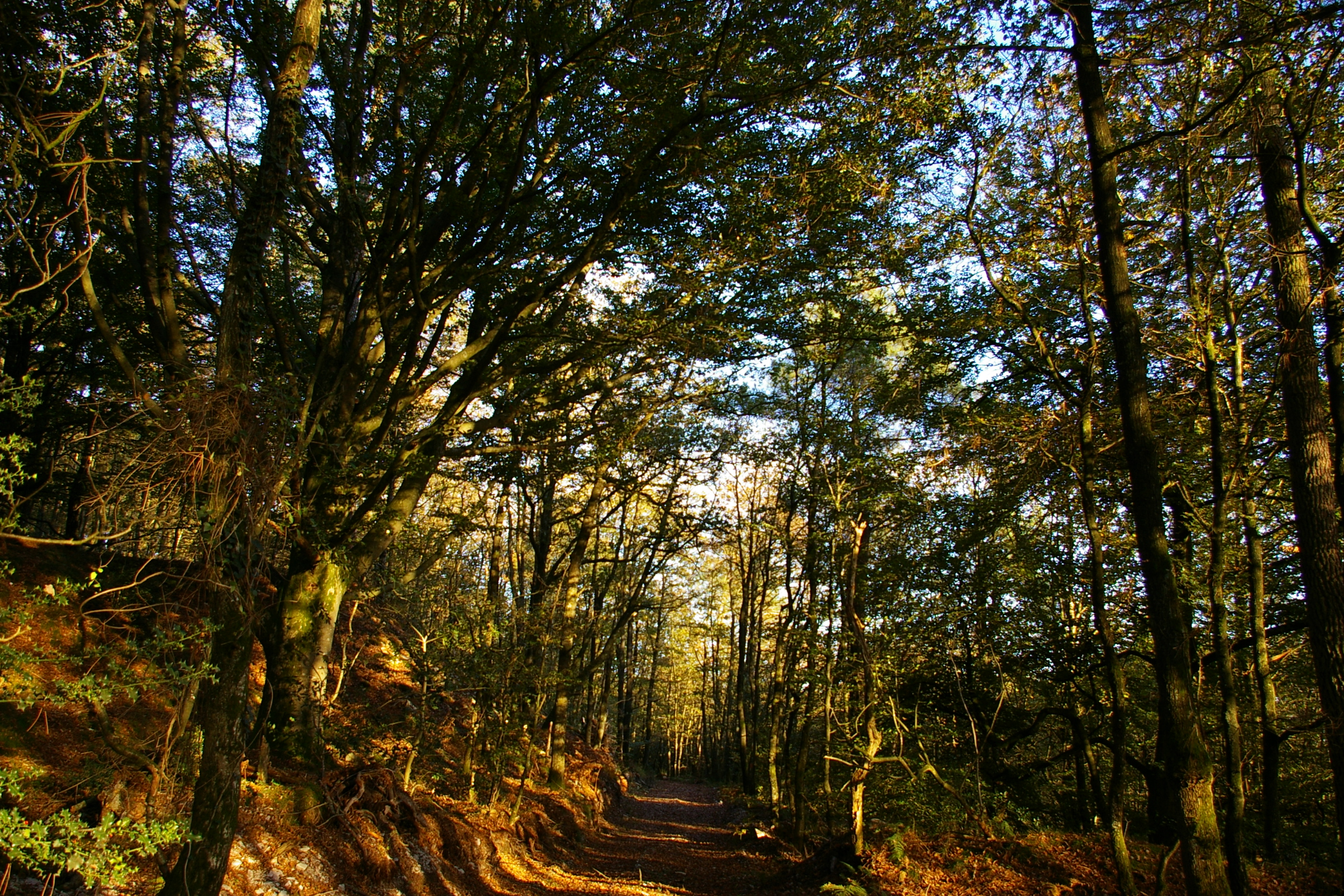
La forêt de Charnie.

Le département fait 5 175,2 km2. Il est couvert à 80 % par des terres agricoles et à 7,9 % par les surfaces urbanisées. Les forêts occupent 7,1 % de la superficie départementale, les autres milieux naturels, 3,3 % et le bocage, 2,7 %. La Mayenne compte par ailleurs 411 900 hectares de surface agricole utile, dont 60 % de surfaces fourragères. Le bocage structure une grande partie du département, et les prairies naturelles sont aussi un élément caractéristique de la Mayenne. Les milieux naturels, comme les forêts et les landes, sont surtout présents dans le nord-est, autour du mont des Avaloirs et des Coëvrons. La surface agricole diminue progressivement, perdant en moyenne 500 hectares par an. Cette perte se fait au profit de l'urbanisation, qui gagne 400 hectares, le reste étant surtout composé de terres reboisées.
L'urbanisation des terres agricoles concerne à 58 % la construction de logements. Elle est très marquée depuis les années 1970, lorsque les agglomérations ont commencé à s'étendre de façon rapide. Suivent les zones d'activités et les infrastructures de transport comme les routes et les voies ferrées. La construction de la LGV Bretagne-Pays de la Loire a par exemple fait disparaître plus de 800 hectares de terres agricoles.

### Géologie
L'ensemble du territoire mayennais fait partie du Massif armoricain, et son sous-sol s'est formé au Paléozoïque, notamment grâce à l'activité volcanique, puis a été recouvert par des formations tertiaires diverses. Une grande partie du département, environ 1 800 km2, est ancienne, puisqu'elle est constituée de schistes précambriens. Ces schistes forment le sous-sol de la Mayenne angevine et de petits territoires épars, comme le sud de Laval et les environs d'Évron, de Chailland, de Bais, d'Ernée ou encore de Villaines-la-Juhel.
La moitié nord du département, avec le mont des Avaloirs, la forêt de Pail, la forêt de Charnie et les Coëvrons, est surtout constituée de grès du Silurien. Les schistes du bassin ardoisier Anjou-Mayenne, exploités à Renazé jusqu'au XXe siècle, ainsi que ceux de Javron datent de la même époque. Les sous-sols du Silurien représentent 600 km2. Le nord de la Mayenne est aussi partiellement formé d'anciens terrains éruptifs ayant laissé du gneiss et du granite. Ces terrains représentent 900 km2.
Au centre, le département est marqué par le bassin houiller de Laval datant du Carbonifère et du Dévonien. Il s'étend d'est en ouest de Sablé-sur-Sarthe à Saint-Pierre-la-Cour et sa faible largeur est comprise entre Montigné-le-Brillant et Louverné. Similaire au bassin de Châteaulin dans le Finistère, il forme une zone de faiblesse au sein du massif armoricain, il est comprimé entre les blocs rigides mancellien au nord et rennais au sud. Il est composé de schistes et de calcaires carbonifères formant des couches plissées. Le marbre et la chaux y a été abondamment exploitée, notamment à Saint-Berthevin, Argentré, Louverné, Grez-en-Bouère et Saint-Pierre-la-Cour. Le bassin regroupe environ 1 200 km2.
Enfin, les vallées fluviales autour de Château-Gontier-sur-Mayenne, Gorron, Ambrières-les-Vallées, Mayenne, Craon, Meslay-du-Maine ou encore Évron contiennent des alluvions déposées pendant l'Ère tertiaire, notamment du gravier. Ces alluvions concernent environ 150 km2.

### Hydrographie

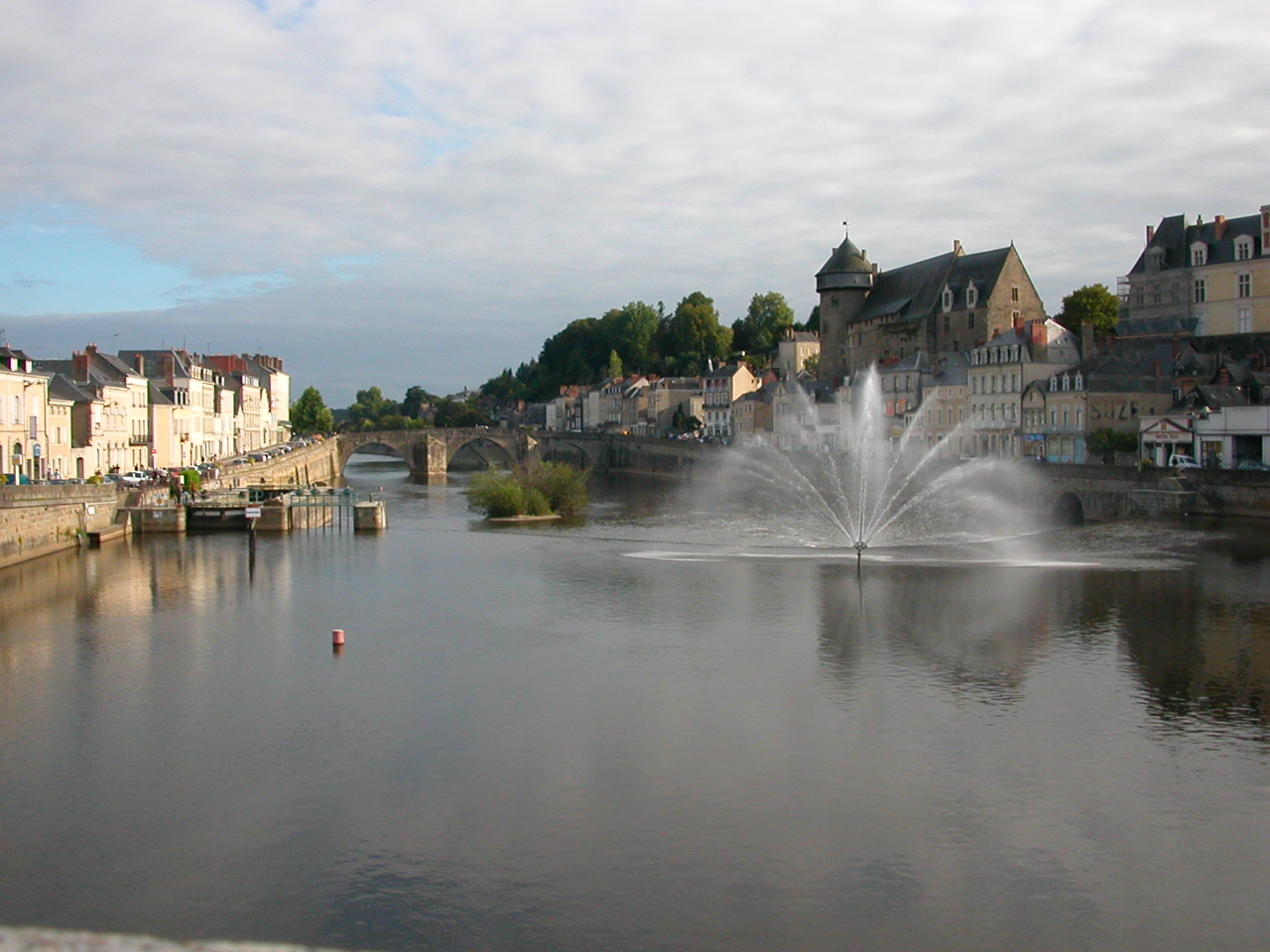
La Mayenne dans le centre de Laval.

Le département est presque entièrement compris dans le bassin versant de la Mayenne, vaste de 4 358 km2. La Mayenne est une rivière longue de 202 km qui prend sa source sur le versant nord du mont des Avaloirs, dans l'Orne. Elle traverse le département du nord au sud, puis elle descend vers Angers, où, avec la Sarthe et le Loir, elle forme la Maine, un affluent de la Loire. Le bassin versant de la Mayenne s'étend donc dans l'Orne et le Maine-et-Loire, mais aussi dans la Manche et l'Ille-et-Vilaine. Le département de la Mayenne possède toutefois 71 % du bassin. La Mayenne possède un certain nombre d'affluents, comme l'Aisne, l'Aron, la Jouanne et l'Ouette sur la rive gauche, et la Varenne, la Colmont, l'Ernée et le Vicoin sur la rive droite. L'Oudon prend sa source dans le département mais se jette dans la Mayenne en Maine-et-Loire, près du Lion-d'Angers. Le bassin compte au total 6 500 km de cours d'eau.

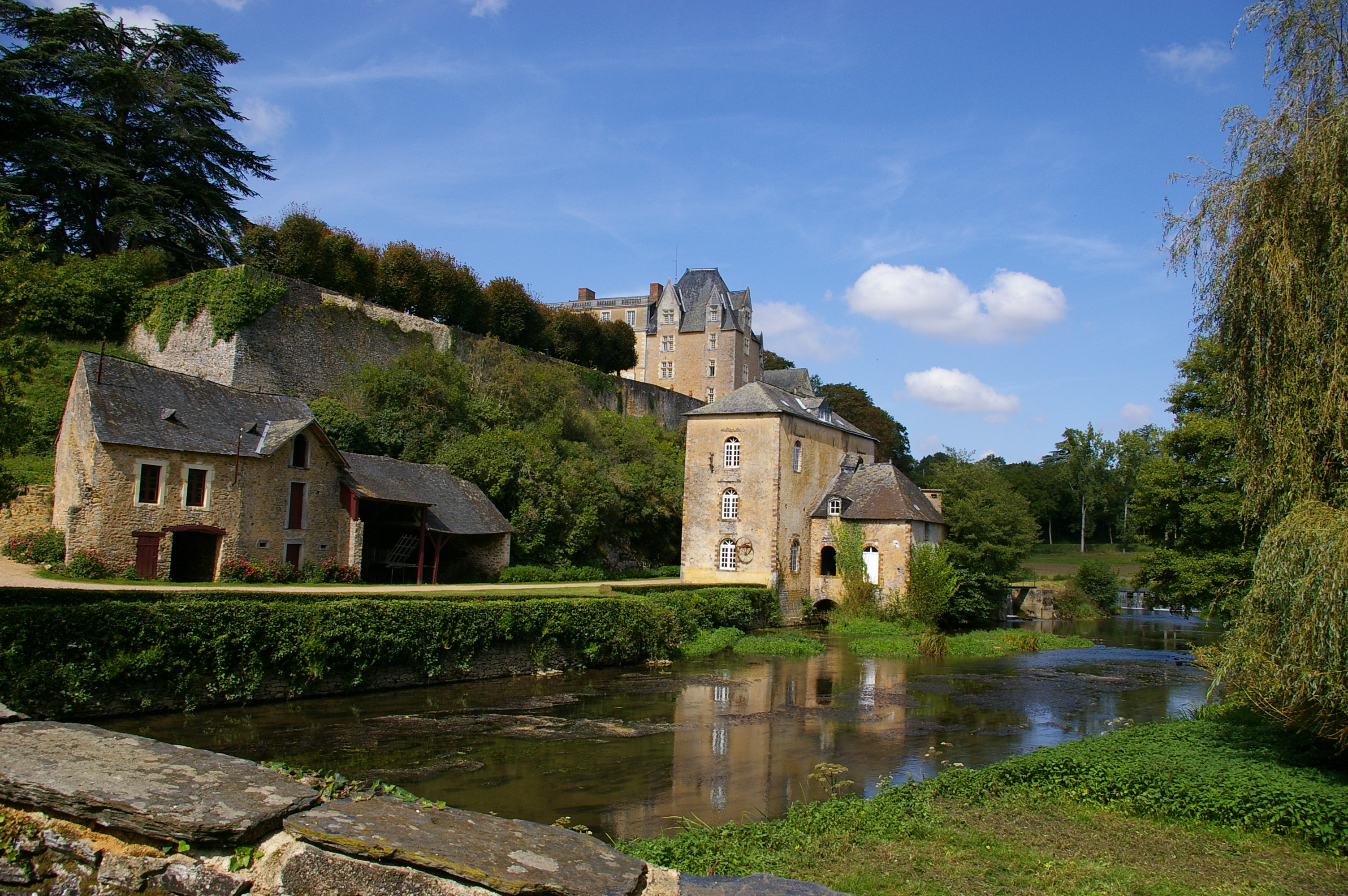
L'Erve à Chémeré-le-Roi.

Le bassin de la Mayenne se trouve principalement sur un sous-sol de schistes et de granites. On y trouve deux types d’aquifères : les aquifères d’interstices, situées dans les sols perméables constitués de sables, de grès
altérés ou de calcaires, et les aquifères de fissures et de fracturation, dans lesquelles l'eau circule dans les fissures non argilisées. Ce dernier type est le plus important et il forme un vaste réseau d'eaux souterraines. Chaque année, près de six millions de mètres cubes d'eau sont prélevés dans ces réserves, et le bassin possède un potentiel annuel estimé à environ douze millions de mètres cubes.
La Mayenne est navigable jusqu'à la ville de Mayenne, mais son intérêt économique se limite au tourisme fluvial (pêche, voile, randonnée sur les chemins de halage, etc). En outre, des petits barrages et 24 installations hydroélectriques construits sur la Mayenne fournissent près de 2 % de la consommation électrique du bassin versant, qui totalise 280 000 habitants.
Une mince bande de territoire, située le long de la limite orientale du département, fait partie du bassin versant de la Sarthe. La rivière y compte plusieurs affluents, comme le Merdereau, la Vaudelle, l'Orthe, la Vaige, la Taude et l'Erve, qui arrose les Coëvrons. Cette dernière a creusé les sols calcaires autour de Saulges, formant un paysage karstique comprenant un canyon et des grottes. L'extrémité nord-ouest de la Mayenne fait de son côté partie des bassins de la Sélune et du Couesnon, deux fleuves côtiers qui se jettent dans la baie du Mont-Saint-Michel. Enfin, quelques territoires de l'ouest de la Mayenne font partie du bassin de la Vilaine, qui y prend sa source.

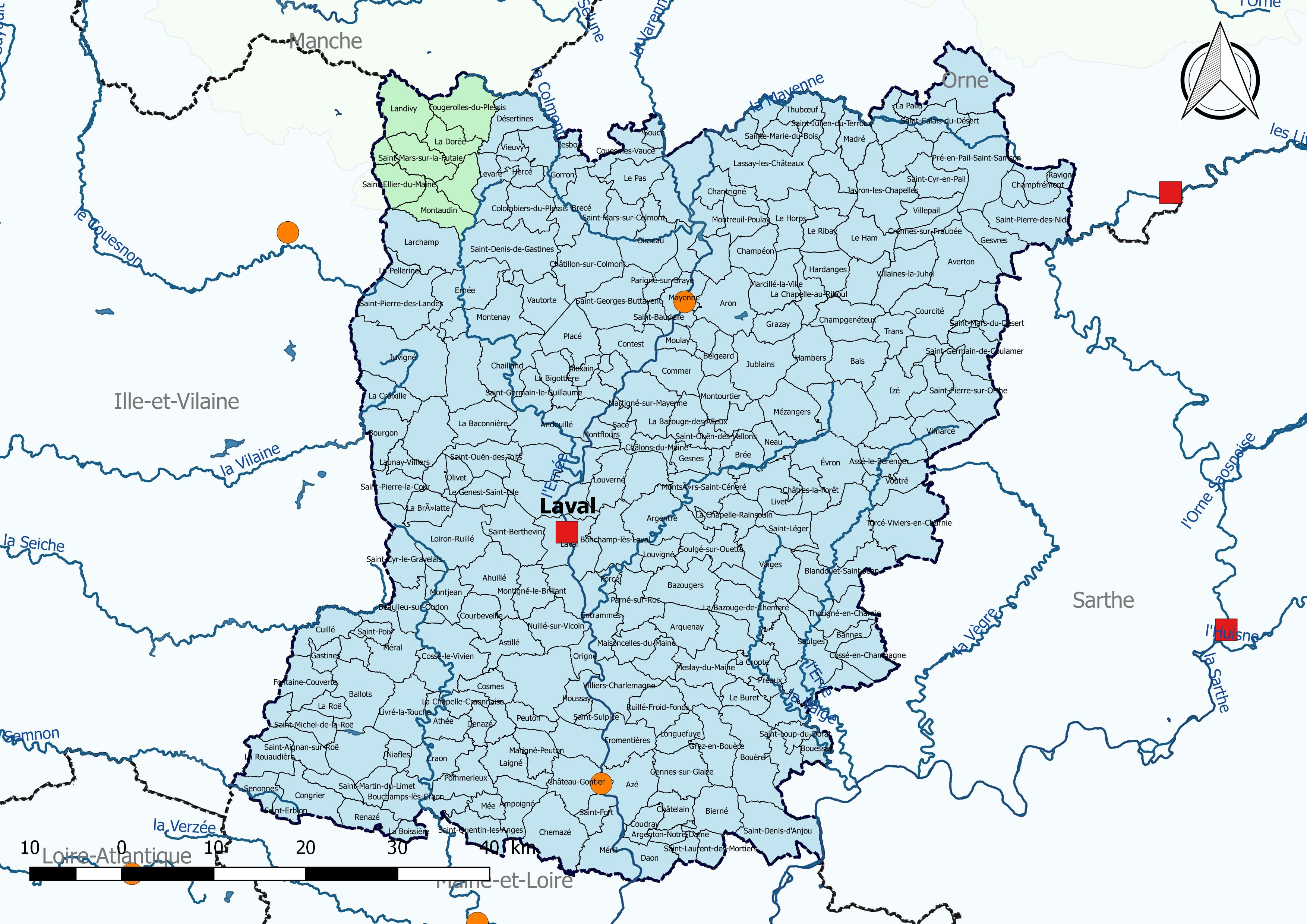
La Mayenne est découpée en deux bassins DCE : Loire-Bretagne et Seine-Normandie.
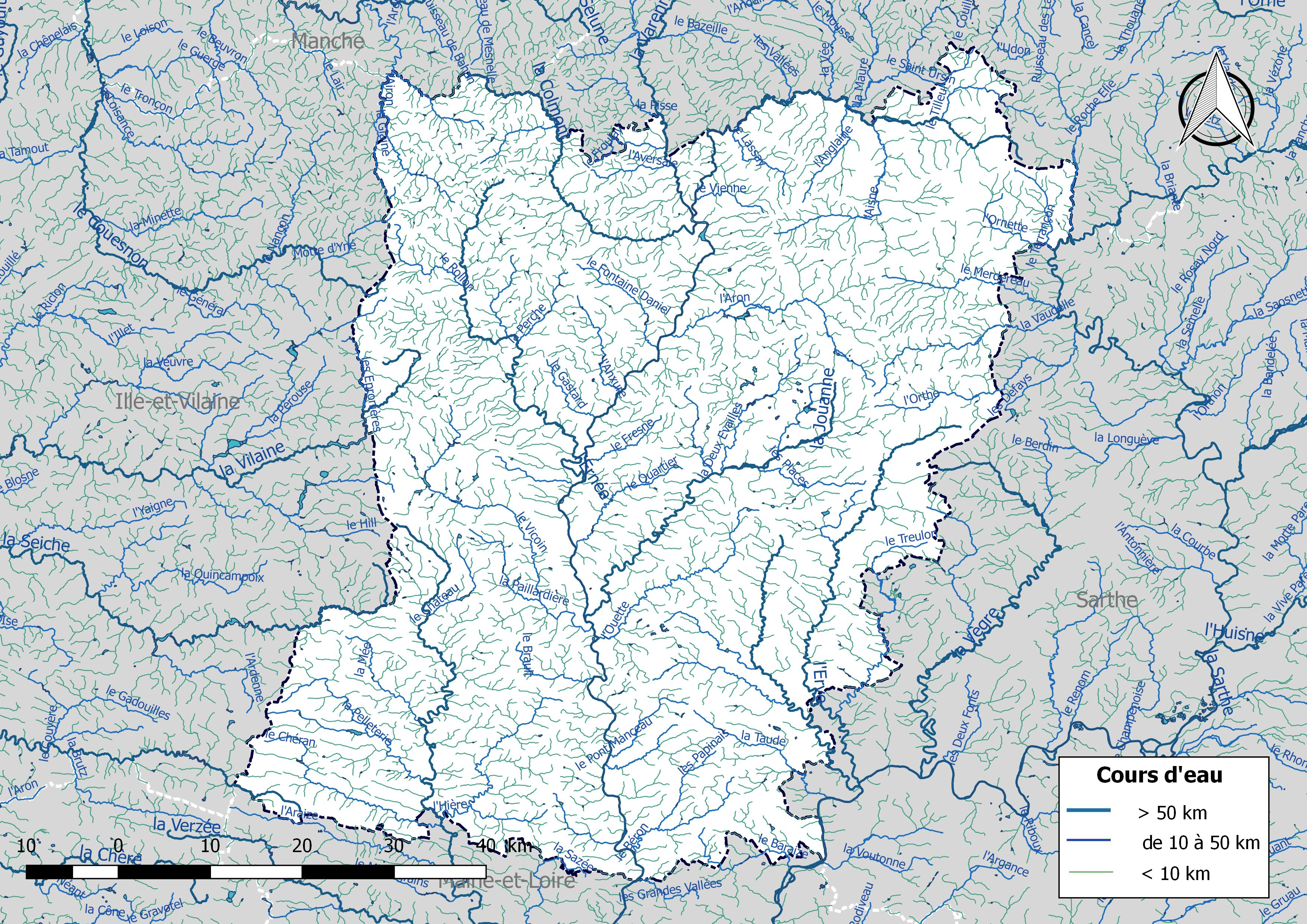
Carte de l'ensemble du réseau hydrographique de la Mayenne

### Climat
La Mayenne, grâce à la proximité de la Manche et de l'océan Atlantique, possède un climat océanique. Le temps est souvent humide, avec des températures régulières et modérées. Les températures extrêmes, −10 °C en hiver et 32 °C en été, sont rares. Les précipitations sont étalées sur l'année et sont donc rarement abondantes. Le centre et le sud du département reçoivent 60  à   70 cm d'eau par an. Le nord, au relief plus marqué, est aussi plus humide. Les régions autour de Landivy et de Pré-en-Pail reçoivent ainsi près de 100 cm d'eau par an.
Données pour Laval :
| Mois                              | jan. | fév. | mars  | avril | mai   | juin  | jui.  | août  | sep.  | oct.  | nov. | déc. | année   |
| --------------------------------- | ---- | ---- | ----- | ----- | ----- | ----- | ----- | ----- | ----- | ----- | ---- | ---- | ------- |
| Température minimale moyenne (°C) | 2,2  | 2,2  | 3,8   | 5,4   | 9,1   | 11,7  | 13,5  | 13,4  | 10,9  | 8,8   | 4,8  | 1,9  | 7,3     |
| Température moyenne (°C)          | 5    | 5,8  | 8,2   | 10,5  | 14,2  | 17,2  | 19,1  | 19    | 16,5  | 12,9  | 8,1  | 4,8  | 11,8    |
| Température maximale moyenne (°C) | 7,8  | 9,3  | 12,6  | 15,6  | 19,3  | 22,5  | 24,5  | 24,6  | 21,9  | 17    | 11,4 | 7,7  | 16,2    |
| Ensoleillement (h)                | 61,4 | 75,7 | 122,5 | 146,5 | 190,5 | 204,2 | 206,9 | 221,8 | 156,9 | 107,2 | 70,2 | 47,4 | 1 611,2 |
| Précipitations (mm)               | 66,4 | 57,6 | 56,4  | 41,4  | 64,2  | 39,2  | 42,2  | 39    | 30,7  | 70,8  | 58,8 | 65,9 | 632,6   |

### Faune, flore et environnement

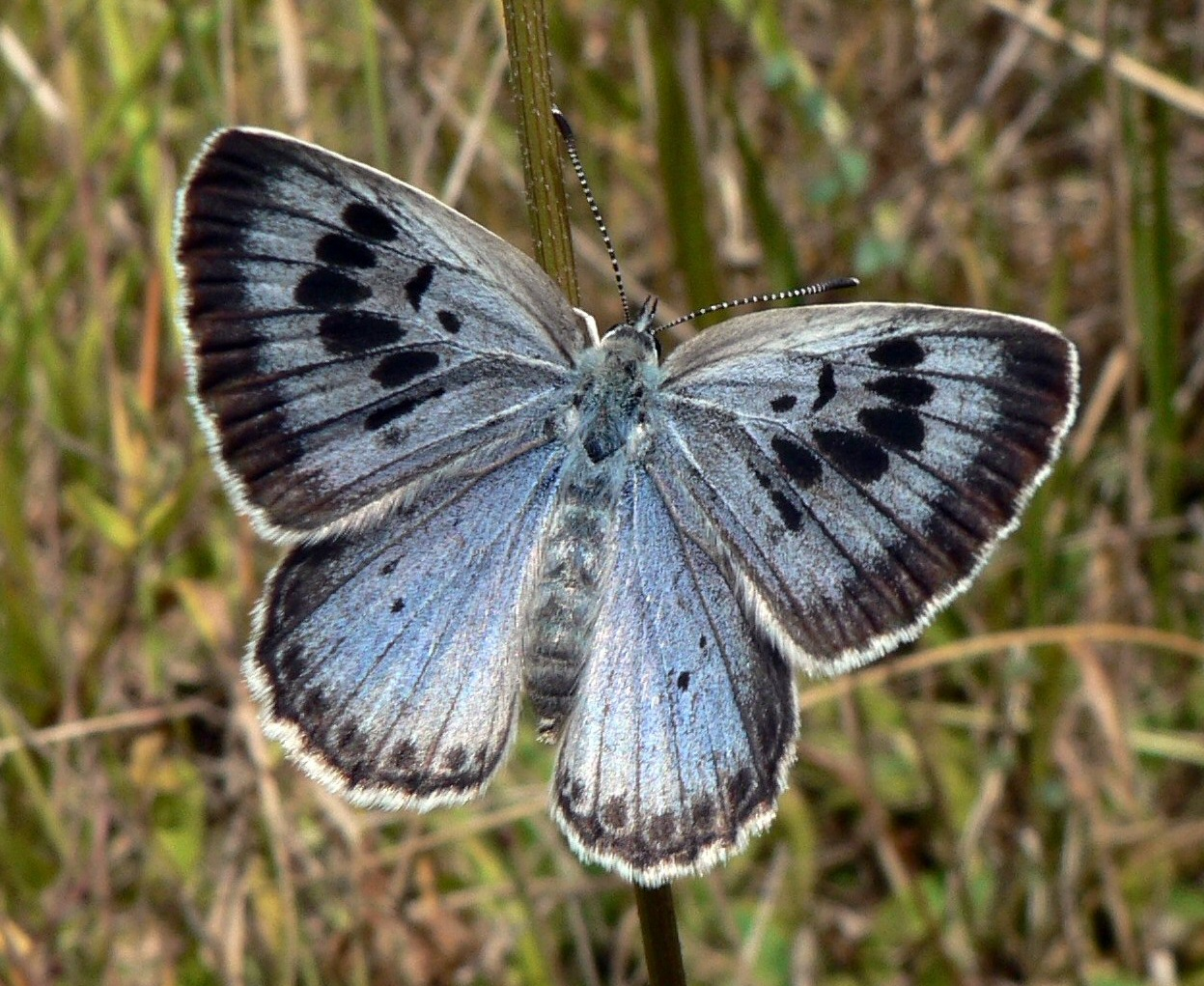
L'azuré du serpolet, menacé par la disparition des pâturages.

La Mayenne compte 1 445 espèces de plantes, 63 espèces de mammifères, 280 espèces d’oiseaux, 16 espèces d’amphibiens, 11 espèces de reptiles et plusieurs milliers d'espèces d'insectes, encore peu étudiées. Le département compte plusieurs espaces naturels remarquables, comme des tourbières, des forêts et du bocage. Les tourbières se trouvent surtout dans le nord du département. On y trouve des espèces animales et végétales rares, comme des plantes carnivores (droséras et grassette), vénéneuses (fritillaire pintade) ou herbacées (linaigrette à feuilles étroites, potentille des marais). Les tourbières sont généralement entourées de bois d'aulnes et de frênes, au pied desquels poussent des fougères ou des plantes basses comme la dorine à feuilles opposées. La faune comprend notamment des libellules et des araignées.

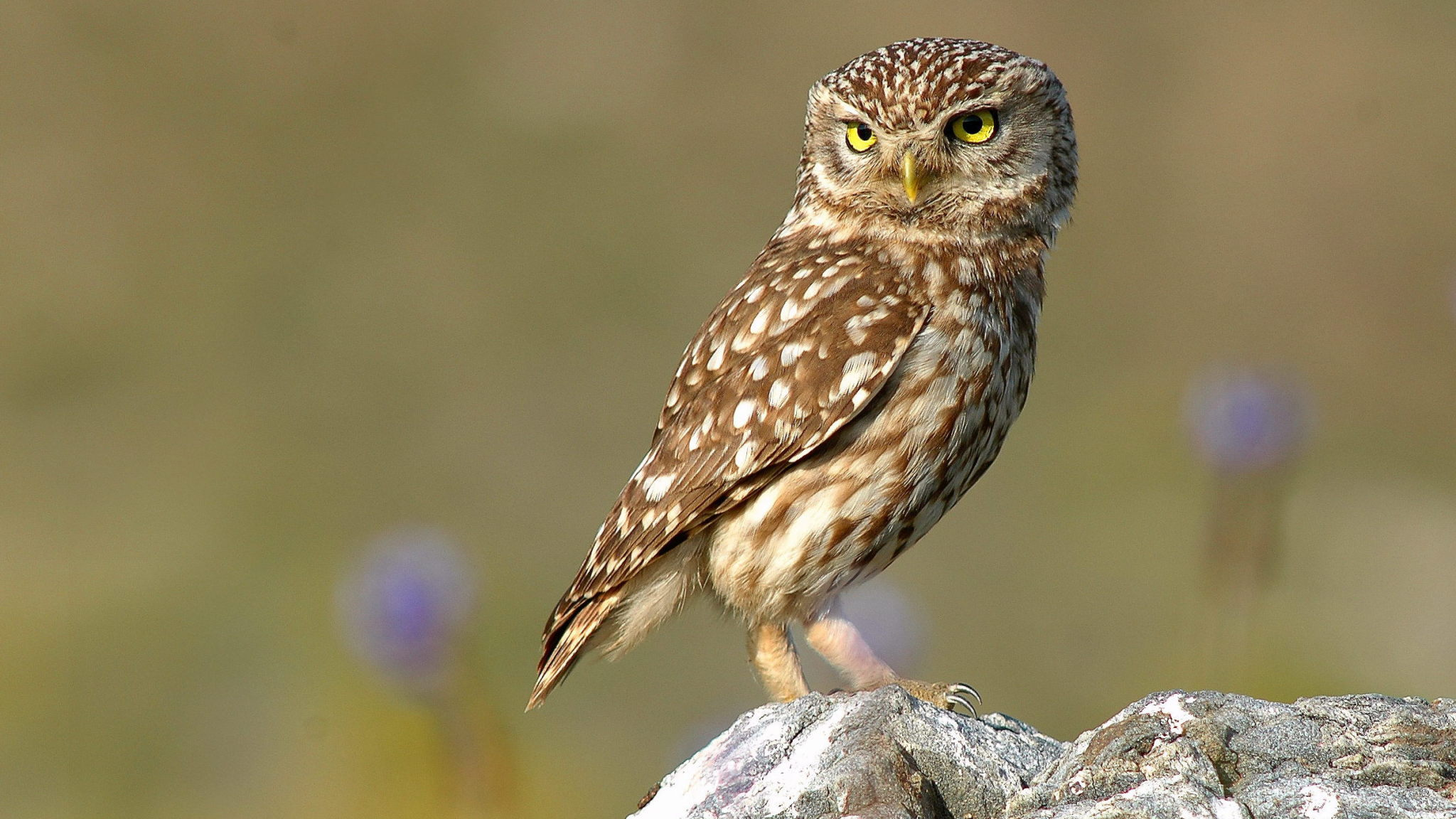
La chevêche d'Athéna, qui peut être observée dans le bocage.

Le département possède de grandes étendues de forêts, comme la forêt de Concise (privée), la forêt de Mayenne ou celle de Charnie. Le nord de la Mayenne, et surtout les massifs du mont des Avaloirs et des Coëvrons, sont cependant plus boisés que le sud. La plupart des forêts mayennaises font moins d'un hectare ; la futaie et les espèces feuillues, notamment le chêne, dominent. Les forêts abritent le chevreuil, le petit sylvain, la salamandre tachetée, l'amanite tue-mouches ou encore le pic mar. Le bocage sert de refuge à un grand nombre d'espèces très variées : le blaireau européen, la chevêche d'Athéna, la reinette verte, l'ancolie commune, la couleuvre d'Esculape…

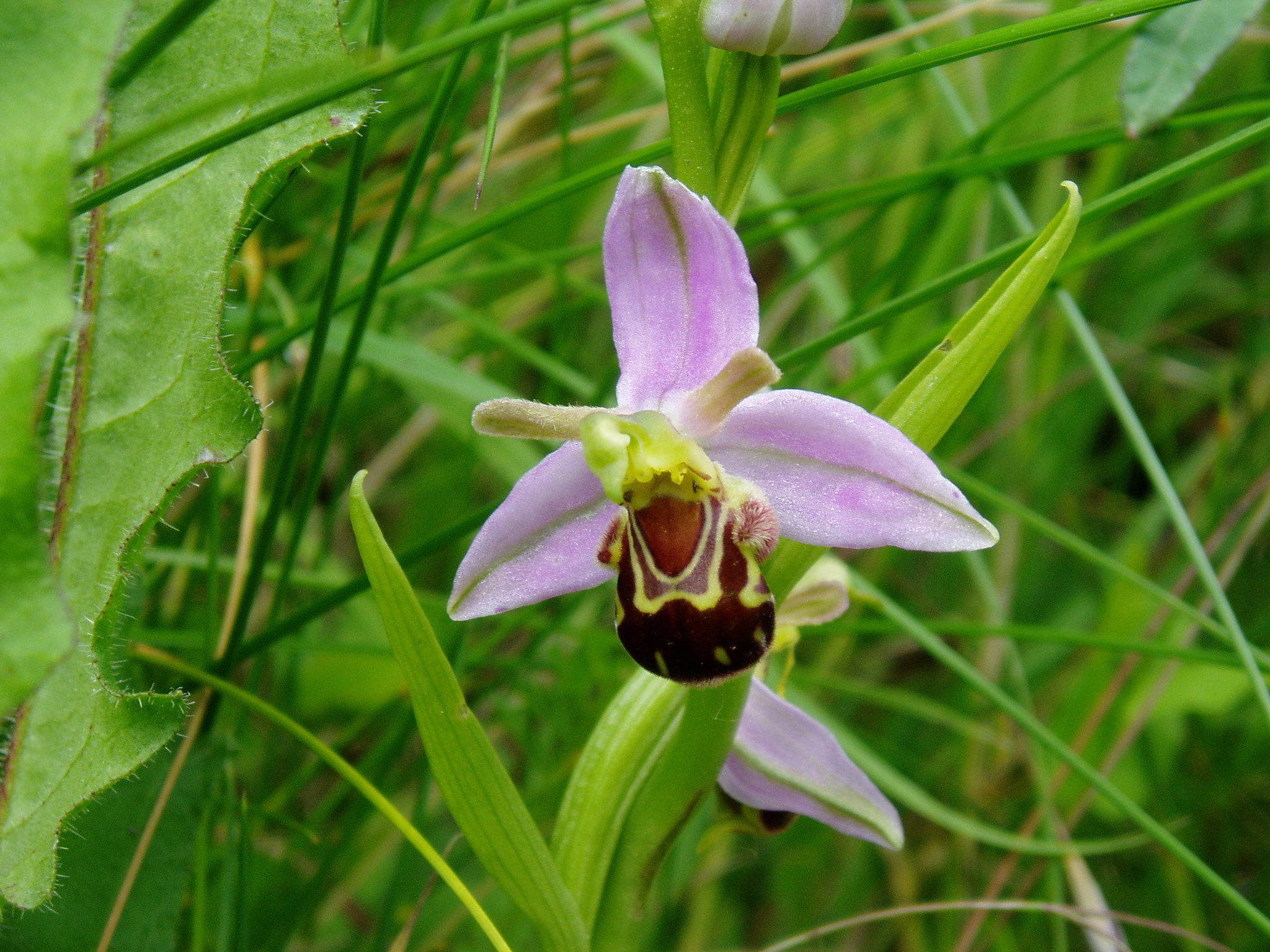
L'ophrys abeille, une orchidée visible dans les pelouses sèches du bassin de Laval.

Les pelouses sèches, qui couvrent les sols calcaires ou gréseux, sont également riches en faune et en flore. Elles abritent la vipère aspic, l'azuré du serpolet, un papillon, l'ophrys abeille, une orchidée, ou l'œdipode turquoise, un criquet. Les landes, situées principalement dans le nord, sont peuplées d'ajoncs nains, de bruyères, d'argiopes, d'engoulevents ou de fauvettes. Les anciennes carrières sont le refuge de chauves-souris, de géraniums, de batraciens, ou encore de platanthères, qui sont des orchidées. Dans les villes et les villages, on trouve aussi le hérisson d'Europe, le choucas des tours, l'hirondelle de fenêtre ou encore la linaire cymbalère, qui pousse sur les vieux murs. Enfin, les rivières et les étangs sont le refuge de l'anguille, du triton crêté, de la loutre d'Europe, du martin-pêcheur, de la couleuvre à collier, de la gallinule poule-d'eau, de la renoncule, de l'iris des marais, du sagittaire flèche d'eau, ou de l'isopyre faux-pigamon, une petite plante vénéneuse.
La périurbanisation, qui entraîne le mitage des terres agricoles et la disparition du bocage, est la principale menace qui pèse sur les paysages mayennais. Le département compte un site naturel classé, Ahuillé, ainsi que huit autres sites inscrits. Le parc naturel régional Normandie-Maine, qui s'étend aux confins de la Mayenne, de l'Orne et de la Sarthe, englobe plusieurs communes du nord-est du département, comme Ambrières-les-Vallées, Pré-en-Pail et Lassay-les-Châteaux. Ce parc recouvre également la plupart des sommets mayennais, comme le mont des Avaloirs. Le département est aussi soumis à des problèmes de pollution liés au traitement des déchets. L'usine Aprochim de Grez-en-Bouère a par exemple été accusée en 2011 d'avoir diffusé du PCB dans l'environnement. Plusieurs troupeaux de bovins avaient dû être abattus. En outre, la qualité de l'eau n'est pas toujours optimale, notamment pour les affluents en rive gauche de la Mayenne. Ces cours d'eau contiennent des quantités non négligeables de nitrates rejetés par l'industrie et l'agriculture, mais la situation tend à s'améliorer, et la Mayenne doit atteindre un bon état écologique avant 2021. Par ailleurs, les nombreux barrages construits sur les rivières sont des obstacles infranchissables pour les poissons migrateurs.

## Transport

### Voies routières

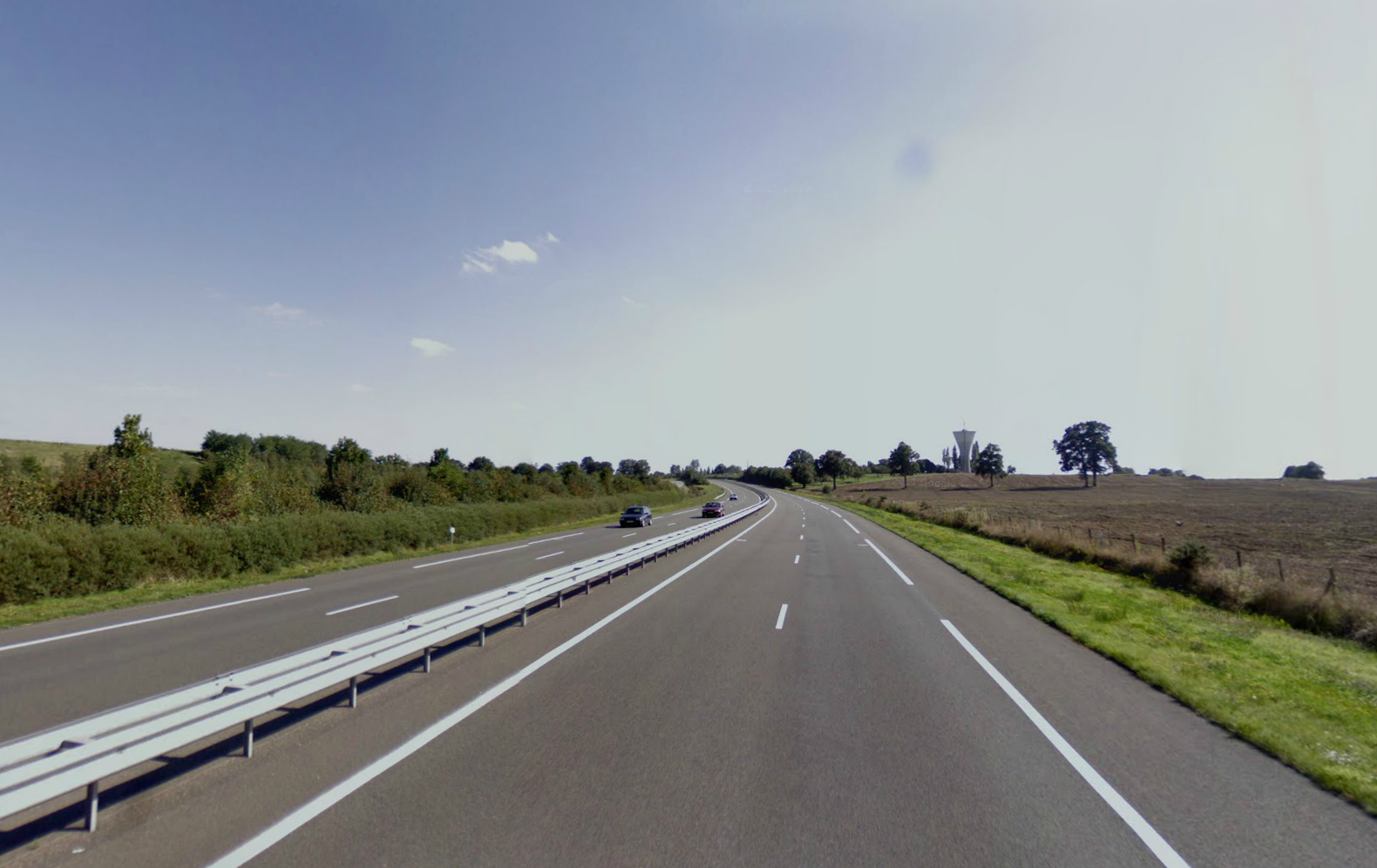
La D 31 près de La Baconnière.

Au 31 décembre 2011, la Mayenne possédait 8 074 kilomètres de routes, dont 57 kilomètres d'autoroutes, 147 kilomètres de routes nationales, 3 687 kilomètres de routes départementales et 4 183 kilomètres de voies communales. Le département occupait ainsi le 74e rang au niveau national sur les 96 départements métropolitains pour la longueur du réseau routier, et le 73e rang pour la densité, avec 1,6 kilomètre de route par km2 de territoire.
La Mayenne est traversée par une seule autoroute, l'A81, qui relie Le Mans à Rennes et traverse le département d'est en ouest, en desservant Laval. L'A81 se trouve par ailleurs sur la route entre Paris et la Bretagne. Le nord du département est traversé par un axe parallèle, la RN 12, qui relie Paris à Brest en passant par Alençon. Elle dessert notamment Pré-en-Pail, la ville de Mayenne, Ernée et entre en Ille-et-Vilaine par Fougères.
Laval est le principal nœud routier mayennais, et de nombreuses routes partent en étoile depuis la ville. C'est notamment le cas de la D 31, qui dessert Ernée et Landivy et qui est partiellement en 2 × 2 voies. La vallée de la Mayenne est également un axe important, puisqu'elle permet de relier Laval aux deux sous-préfectures, Château-Gontier et Mayenne, et traverse le département du nord au sud. Elle est empruntée par la  D 962 (ex RN 162 transférée au Département en 2024), qui se poursuit jusqu'au Lion d'Angers, en Maine-et-Loire.

### Transport ferroviaire
La Compagnie des chemins de fer de l'Ouest en 1855 ouvre la section Le Mans-Laval puis le 1er mai 1857 est inauguré les 73 kilomètres restant reliant Laval à Rennes. L'événement suscite ce commentaire dans l'Illustration daté du 9 mai 1857 : « C'est de Laval qu'est parti le premier train à grande vitesse, dont le passage, dans cette contrée classique de la superstition et de la sainte ignorance, va introduire les usages et les habitudes qui doivent faire bientôt rentrer la Bretagne dans le concert de notre civilisation… »

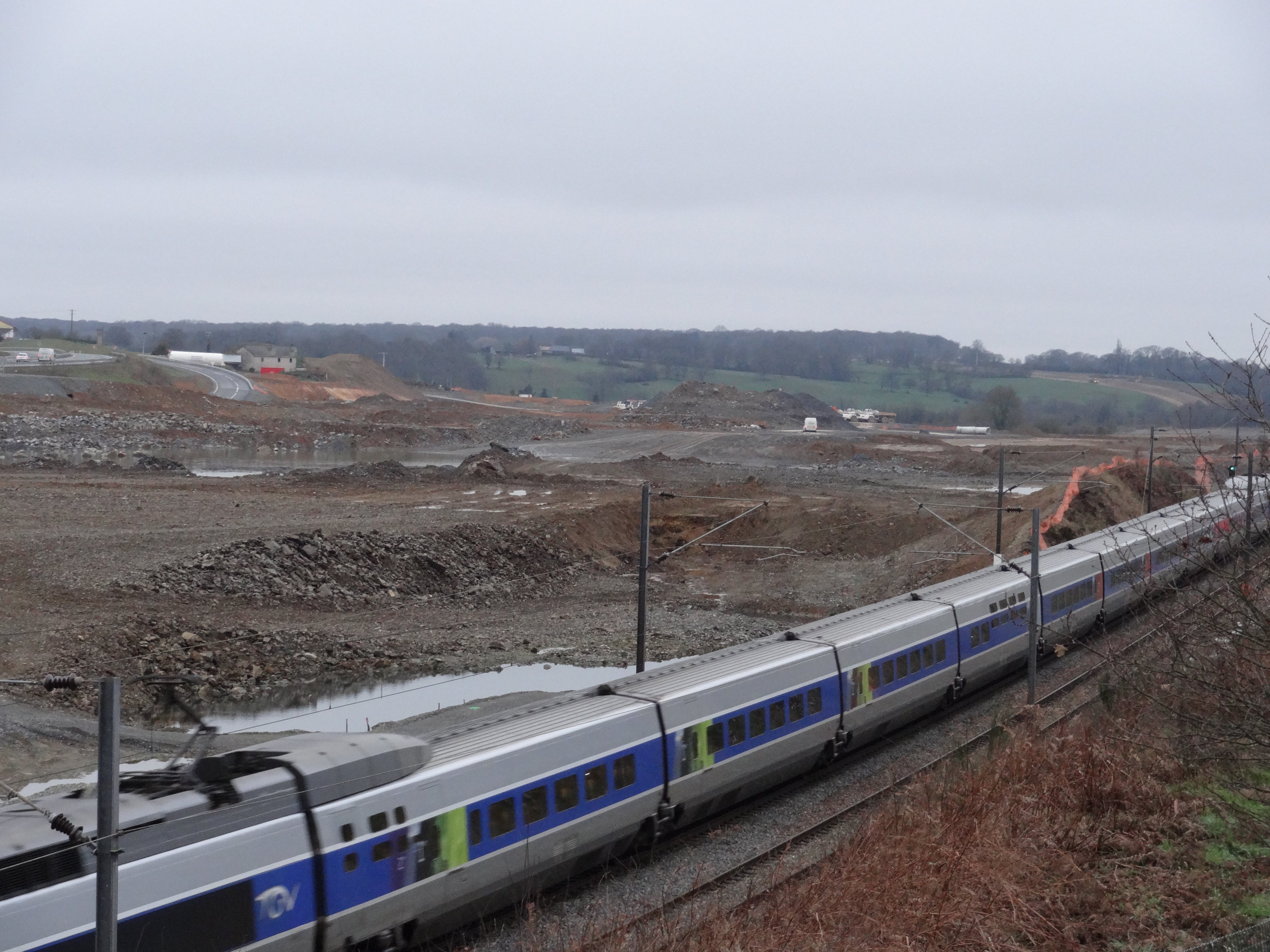
Un TGV traversant le chantier de la LGV Bretagne-Pays de la Loire près de Laval, en 2013.

En 1959, le réseau ferroviaire mayennais totalisait 289 km de voies, huit lignes et 43 gares et haltes. La plupart des lignes ont été déclassées au cours de la seconde moitié du XXe siècle et seule la ligne de Paris-Montparnasse à Brest sert encore au transport de voyageurs. Cette ligne est l'une des plus fréquentées de France et elle est empruntée par des TGV Atlantique ainsi que par des TER Pays de la Loire. Ces derniers desservent les quelques gares mayennaises, comme celle de Laval, d'Évron, de Montsûrs, de Port-Brillet ou de Saint-Pierre-la-Cour. Ils permettent aussi des liaisons avec des gares de la Sarthe et d'Ille-et-Vilaine, notamment Le Mans et Rennes. La gare de Laval est la seule à être desservie par des TGV, qui effectuent pour la plupart des liaisons entre Paris et des grandes gares bretonnes.
La LGV Atlantique, qui dessert le Grand Ouest, s'arrête avant Le Mans jusqu'en 2017, les TGV poursuivant leur trajet en Mayenne puis en Bretagne roulent alors sur une ligne classique. Afin de remédier à cette situation et de réduire les temps de trajet, Réseau ferré de France lance la construction de la LGV Bretagne-Pays de la Loire, qui s'étend du Mans jusqu'à Rennes; elle est inaugurée le 1er juillet 2017. La Mayenne est traversée d'est en ouest par cette nouvelle LGV qui s'aligne parallèlement à la ligne classique de Paris-Montparnasse à Brest.

### Autres moyens de transports

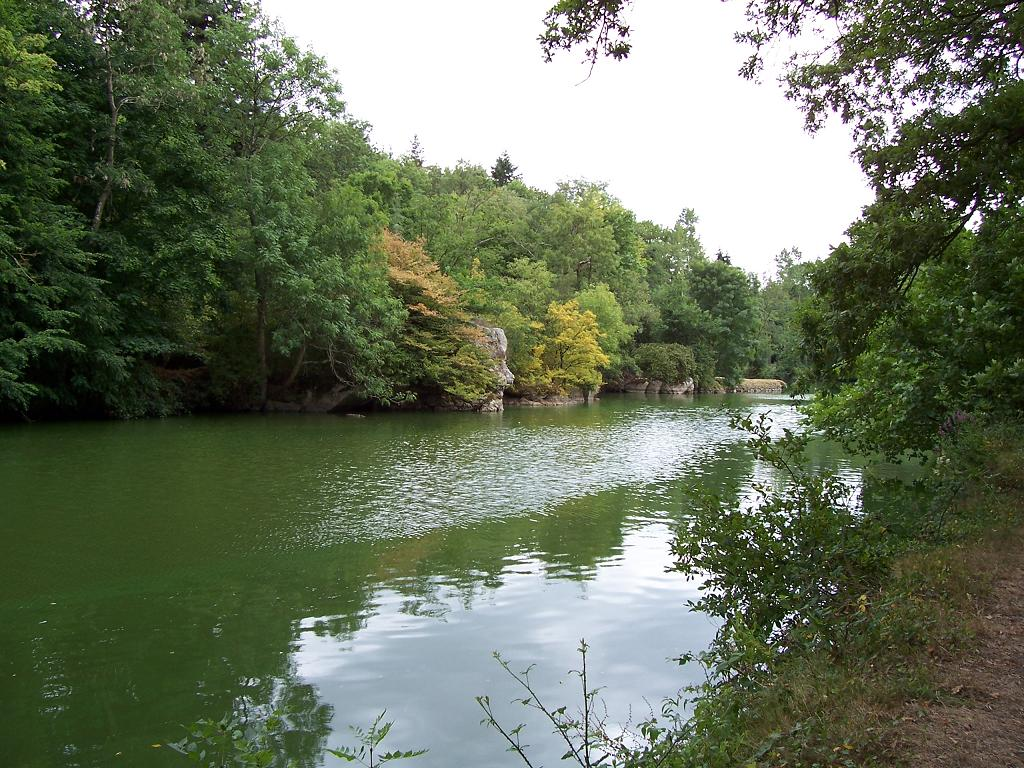
La Mayenne vue depuis le chemin de halage à Entrammes.

La Mayenne possède un petit aéroport, celui de Laval-Entrammes, qui ne propose aucun vol commercial régulier. L'aéroport proposant ce type de services le plus proche est celui de Rennes Saint-Jacques. Le transport fluvial, autrefois très important pour l'économie locale, a été abandonné au profit du transport ferroviaire puis du transport routier, et la Mayenne, l'unique cours d'eau navigable, n'est plus utilisée que par les plaisanciers. Elle n'est d'ailleurs pas gérée par l'établissement public Voies navigables de France mais par les services du Conseil départemental.
La carence en lignes ferroviaires est compensée par le réseau régional d'autocars, le réseau Aléop, qui dessert de nombreuses communes mayennaises ainsi que des villes situées dans des départements limitrophes, comme Châteaubriant et Sablé-sur-Sarthe. L'agglomération de Laval possède enfin son propre réseau de bus, géré par les Transports urbains lavallois.
La Mayenne possède un réseau de pistes cyclables conséquent. Il englobe notamment 128 kilomètres d'anciennes voies ferrées reconverties en voies vertes ainsi qu'un chemin de halage de 85 kilomètres qui suit le cours de la Mayenne. À Laval, il existe un système de vélos en libre-service, appelé Vélitul.

## Histoire

### Étymologie
Le département porte le nom de la rivière Mayenne selon un processus courant de transfert d'un hydronyme à un toponyme.
Le nom de la rivière est attesté sous les formes Meduana au VIe siècle, puis Medena, Mehena, Maesne et Meenne. La forme Mayenne est mentionnée pour la première fois au XIVe siècle.
Hans Krahe a vu dans Meduana un dérivé de la racine indo-européenne *medh- « du milieu ». Il s'agit plus probablement du mot indo-européen qui s'est perpétué en celtique sous la forme *medu « miel, hydromel ». Il se retrouve dans l'irlandais meda (génitif de mid), le gallois medd et le breton mez qui signifient tous « hydromel ». Medu- est identifié également dans les noms de rivières Meduacus (aujourd'hui la Brenta) en Cisalpine, la Mionnaz en Suisse (de *Medu-ona).
Le second élément -ana, appellatif ou suffixe est fréquemment attesté dans les noms de rivières. Il s'agit peut-être du gaulois ana « marais » attesté dans le glossaire de Vienne que l'on rencontrerait également dans le nom de la Seine, Sequana.
Mayenne est aussi le nom de la troisième ville du département. La Mayenne est l'un des départements français, avec la Corrèze et le Doubs, qui partage son nom à la fois avec une rivière et avec une commune.
À Angers, la Mayenne rencontre la Sarthe et le Loir et les trois cours d'eau forment la Maine, dont le nom dérive de « Mayenne ». En revanche, la province du Maine, à laquelle faisaient partie les deux tiers du département, tient son nom de la tribu gauloise des Cénomans, tout comme Le Mans.

### Préhistoire et Antiquité

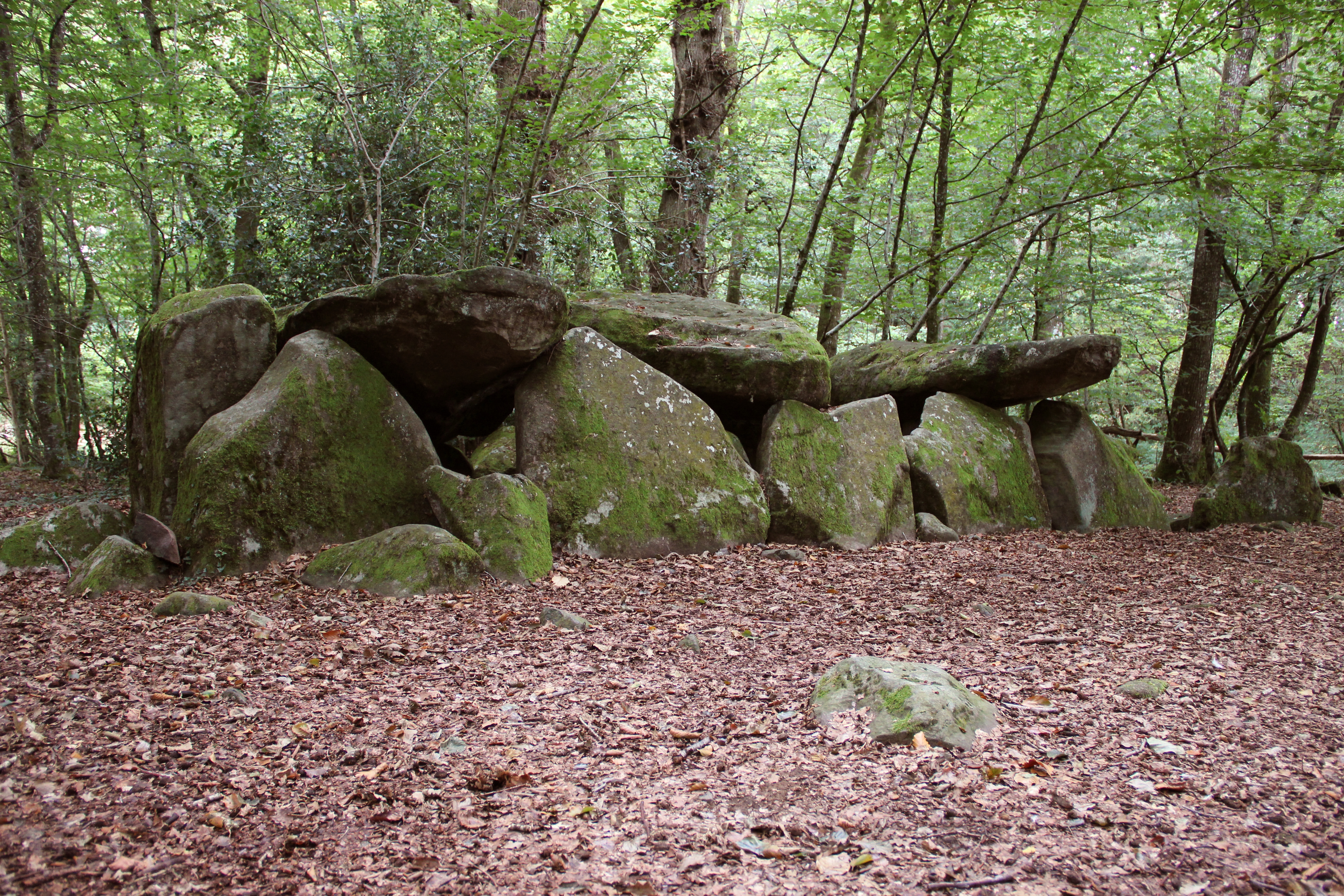
Un dolmen à Ernée.

La région des Coëvrons, située dans l'est du département, est la plus riche en vestiges préhistoriques. Les traces les plus anciennes d'occupation humaine datent de 400 000 av. J.-C., soit pendant le Paléolithique inférieur. Les environs de Saulges semblent ensuite avoir été occupés par l'Homme de Néandertal, puisque des objets du Moustérien y ont été découverts. Ensuite, la région est régulièrement occupée au Paléolithique supérieur. La commune de Saulges, située dans un canyon calcaire, comprend une trentaine de grottes et d'abris sous roche. Deux de ces grottes, la grotte Margot et la Mayenne-Sciences, sont ornées. Le site de Saulges est surtout occupé pendant l'Aurignacien puis au Solutréen. Le Magdalénien et l'Azilien sont eux aussi représentés, mais une occupation gravettienne n'est pas totalement confirmée.

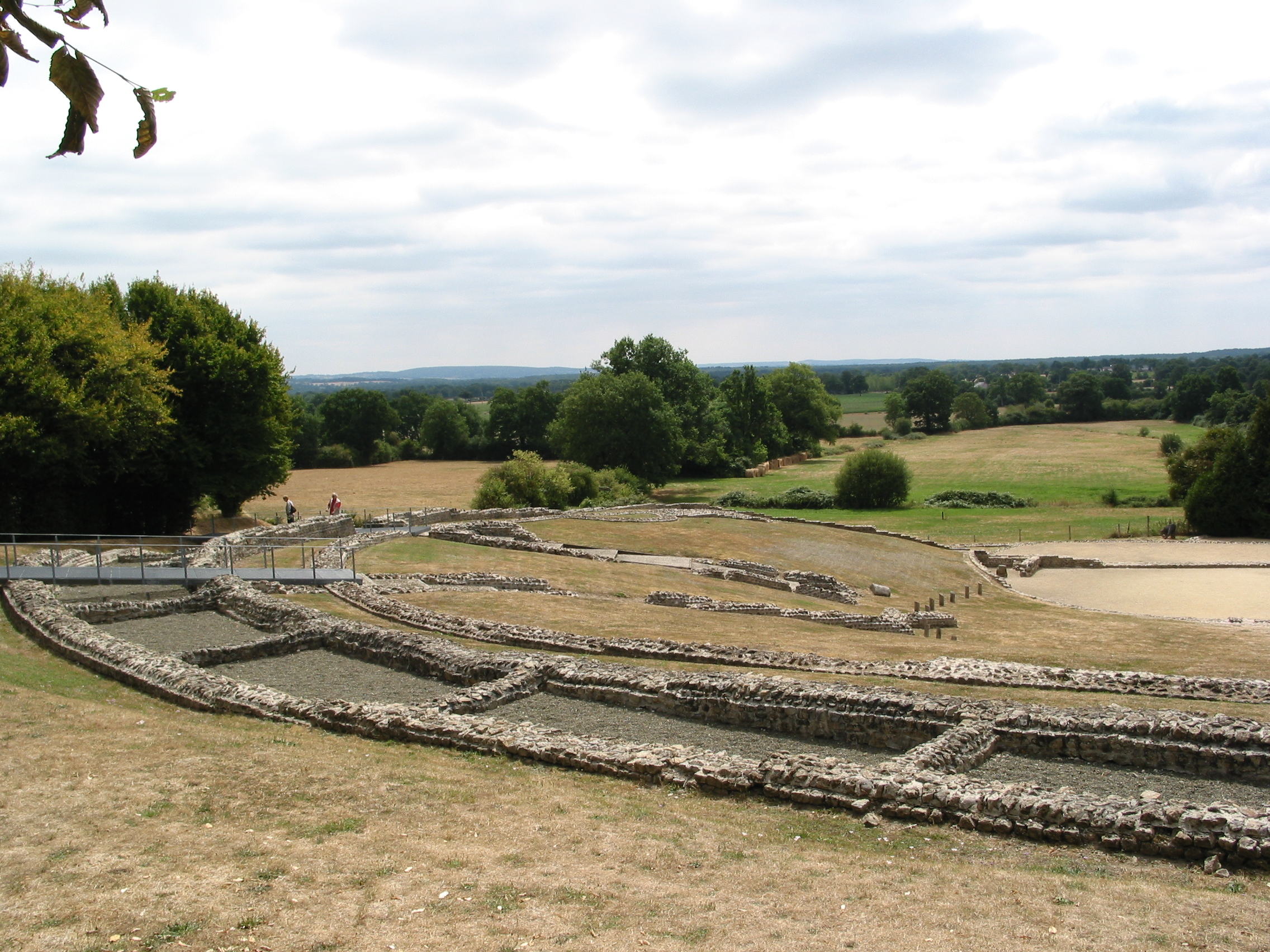
Vestiges du théâtre antique de Jublains.

Au Néolithique, plusieurs mégalithes sont édifiés, comme les menhirs de Bouchamps-lès-Craon, dans le sud-ouest, et de Saint-Thomas-de-Courceriers, dans le nord, l'allée couverte de la Hamelinière et le dolmen des Erves à Sainte-Suzanne. Pendant la Protohistoire, la région est envahie par les Celtes et les deux-tiers du département sont occupés par les Aulerques Diablintes tandis que le sud est occupé par les Andécaves. Les Diablites ont laissé plusieurs traces d'occupation, dont l'oppidum de Moulay, l'un des plus grands oppida de Gaule. Il possédait deux rangées de remparts et couvrait 135 hectares. Il fut vraisemblablement la capitale des Diablintes du IIe au Ier siècle av. J.-C..
Les Romains envahissent l'Ouest de la Gaule en 57 av. J.-C. Auguste place la Mayenne actuelle dans la Gaule lyonnaise et l'oppidum de Moulay est délaissé au profit d'une ville nouvelle, Noviodunum (actuelle Jublains). Les Gaulois avaient occupé le site depuis environ 450 av. J.-C. et y avaient fondé un sanctuaire en bois. Il est remplacé par un temple vers 66 ap. J.-C. Une vingtaine d'années plus tard, les Romains construisent un théâtre et Noviodunum devient une ville romaine à part entière. À la fin du IIIe siècle, alors que les invasions barbares commencent, l'entrepôt fortifié est probablement transformé en forteresse. Les Romains laissent d'autres traces à travers le département, comme les thermes d'Entrammes, près de Laval, la forteresse-garnison du Rubricaire, près de Sainte-Gemmes-le-Robert sur les pentes du Mont Rochard. Ils construisent aussi la voie reliant Le Mans à Corseul, qui traversait la Mayenne d'est en ouest.

### Moyen Âge

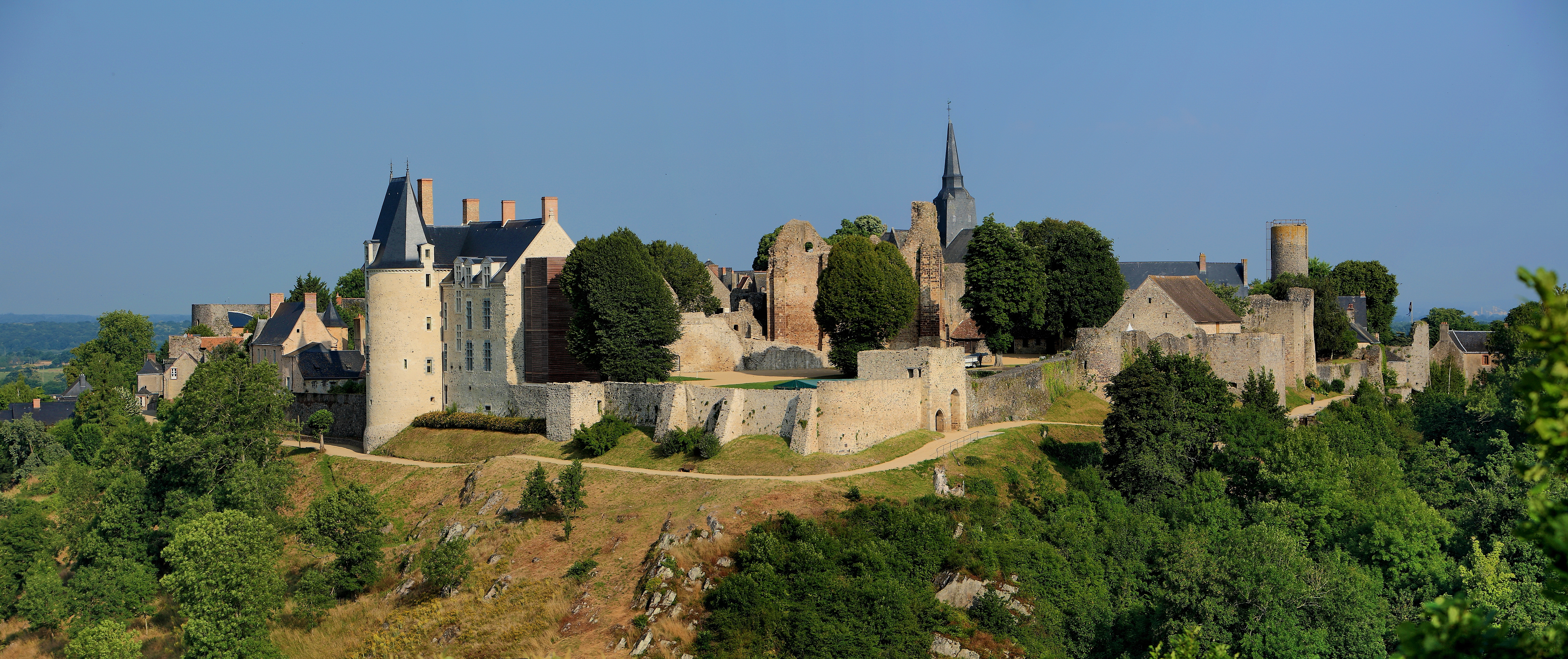
Vue de Sainte-Suzanne, depuis le Tertre Ganne.

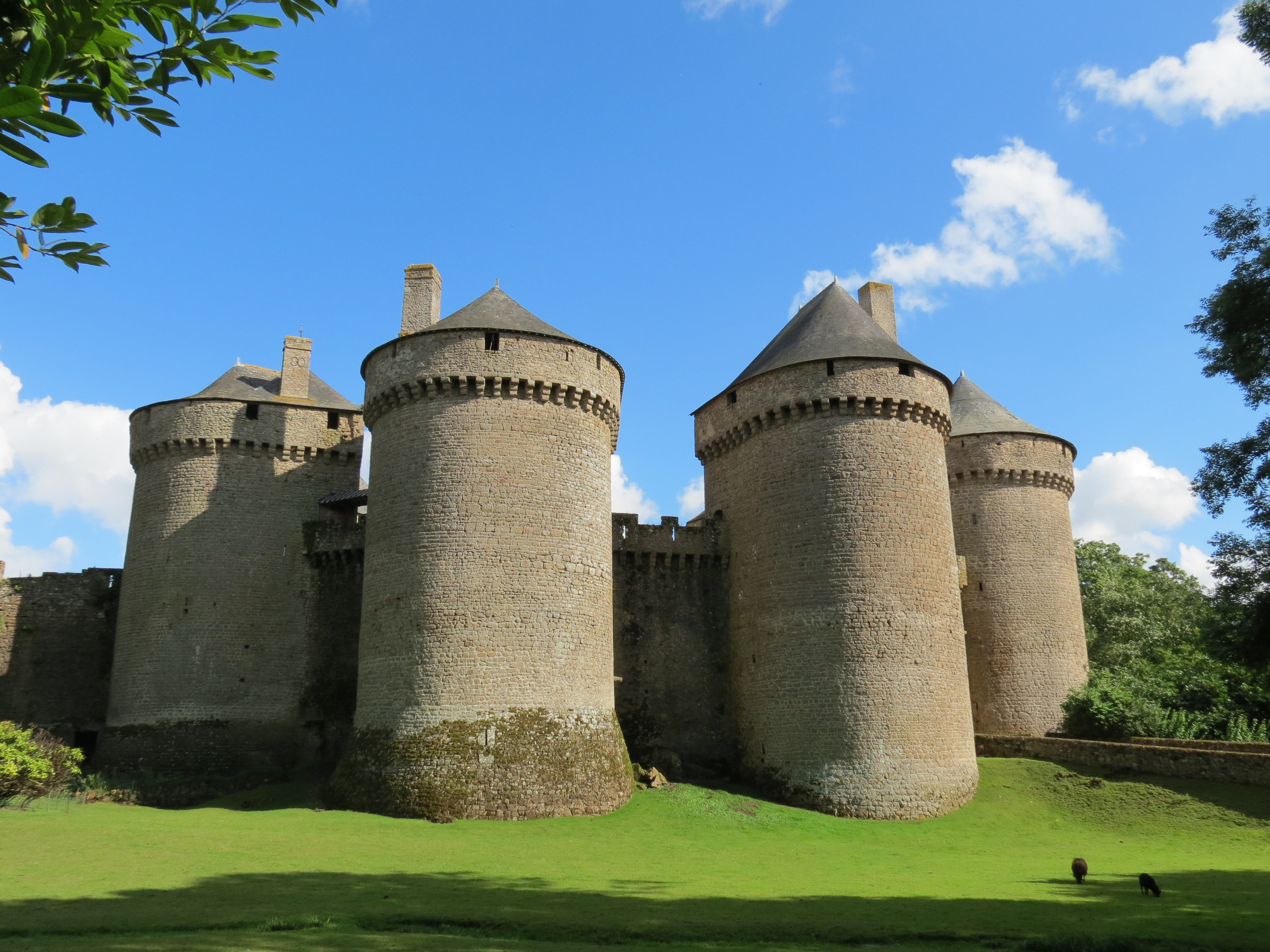
Le château de Lassay.

Selon la tradition, le premier évangélisateur et évêque du Mans, et par extension du territoire de l’actuelle Mayenne, serait saint Julien aux IIIe et IVe siècles. Cependant, les textes relatant sa vie qui nous sont parvenus sont très tardifs, tels que les actus pontificum cenomannis du IXe siècle ou la Vie de saint Julien du Mans de Létald de Micy du XIe siècle. Le premier évêque historiquement attesté de la région est Victeur au milieu du Ve, il est donc plus probable que la christianisation se soit faite progressivement au cours des IVe et Ve siècles.
Pendant les invasions barbares, l'autorité romaine s'affaiblit et des révoltes éclatent régulièrement contre la pression fiscale. Noviodunum périclite et perd son statut de chef-lieu des Diablintes au Ve siècle. Son territoire est rattaché à celui des Cénomans, dont la capitale était Le Mans. Cette annexion est le premier acte fondateur de la province du Maine. Noviodunum demeure toutefois occupée jusqu'à l'époque carolingienne, puis disparait totalement après 900, lors de la naissance de la ville de Mayenne.
Les Francs s'installent durablement dans la région au Ve siècle où ils cohabitent avec les Gallo-romains avant d'être assimilés. Au même moment, l'Armorique connaît une importante immigration de Bretons, venus de Grande-Bretagne. Ceux-ci établissent des petits royaumes ennemis des Francs. Les guerres entre Francs et Bretons sont d'ailleurs fréquentes entre le VIe siècle et le IXe siècle, et la Mayenne actuelle est soumise à plusieurs attaques bretonnes. Pour sécuriser leur frontière, les Francs mettent en place la Marche de Bretagne, une zone tampon comprenant plusieurs forteresses et qui s'étale du Poitou à la Normandie.

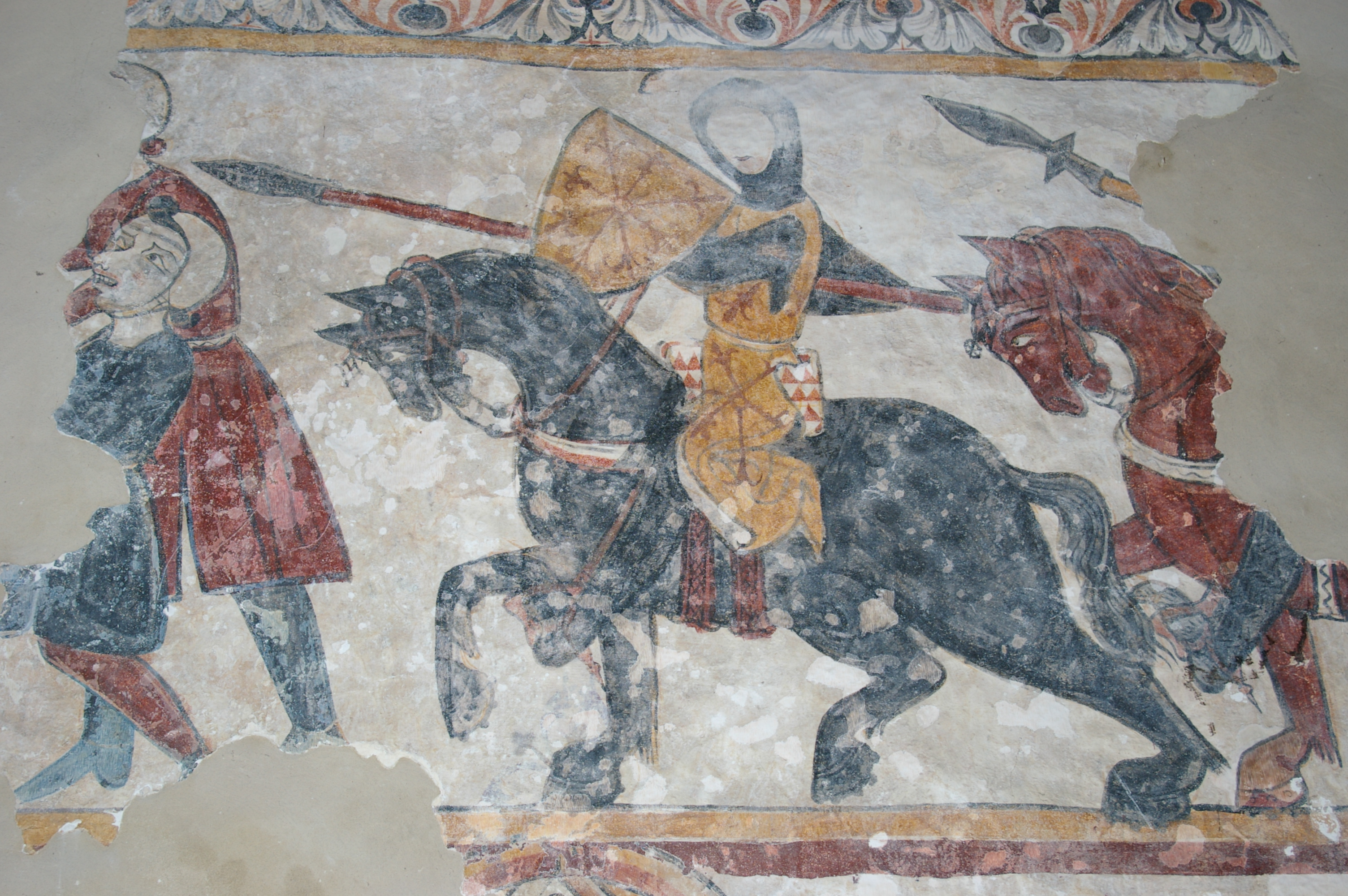
Fresque médiévale dans l'église Saint-Vigor de Neau.

La ville de Mayenne, qui fait partie intégrante de la Marche de Bretagne, apparaît dès le VIIIe siècle, avec la fondation du château, censé protéger un gué sur la Mayenne. Il est attaqué par les Bretons entre 840 et 870 puis il est reconstruit en pierres. La marche est alors contrôlée par Charles le Chauve, petit-fils de Charlemagne, qui donne probablement le château aux premiers comtes du Maine. De nombreux autres châteaux forts sont construits vers l'an mille, notamment ceux de Laval, Lassay, Château-Gontier et Sainte-Suzanne. Ils sont généralement l'œuvre de nouveaux seigneurs à qui les comtes du Maine délèguent des pouvoirs locaux. Ces seigneurs fondent de grandes familles comme les Scépeaux, les Mayenne, les Laval ou encore les Beauvau dans la partie angevine du département, qui appartenait alors aux comtes d'Anjou.

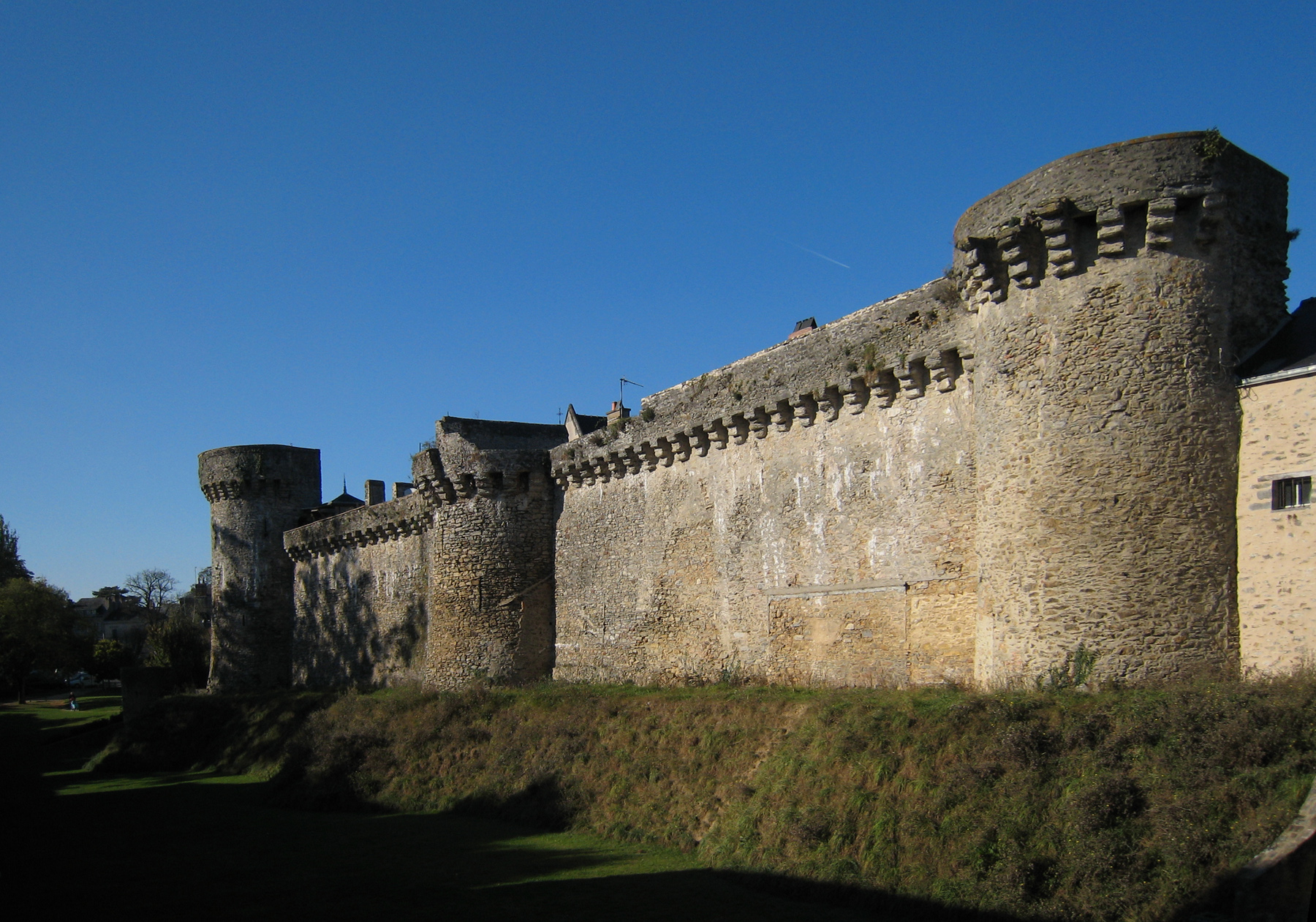
Les remparts de Laval.

Au même moment, le bocage remplace peu à peu la forêt. La plupart des villes et villages actuels apparaissent. Des constructions à caractère religieux sont également entreprises, comme l'abbaye de la Roë et celle d'Évron. Ces abbayes attirent des moines venus d'Aquitaine et d'Auvergne qui participent activement au défrichement du territoire. Au XIIIe siècle, Béatrix de Gâvre, épouse de Guy IX de Laval, fait venir des tisserands du comté de Flandre dont elle est originaire. Le tissage du lin devient alors la principale activité économique de Laval et les marais alentour sont comblés pour cultiver la plante.
Le Maine est envahi au XIe siècle par Guillaume le Conquérant, qui attaque notamment Sainte-Suzanne et Mayenne. Sujet de luttes entre Normands et Angevins, le Maine passe finalement sous la dynastie angevine des Plantagenêts en 1110 lors du mariage d’Erembourge, fille d’Hélie Ier du Maine, et de Foulque le Jeune. En 1204, le comté est annexé par le roi de France Philippe Auguste alors en guerre contre le roi Plantagenêt Jean sans Terre qui possède l’Angleterre, l’Anjou, la Normandie et l’Aquitaine. Lors de la guerre de Cent Ans, les Anglais occupent brièvement des places fortes du Maine comme Laval en 1428 et Mayenne de 1361 à 1364, puis de 1425 à 1448.

### Époque moderne

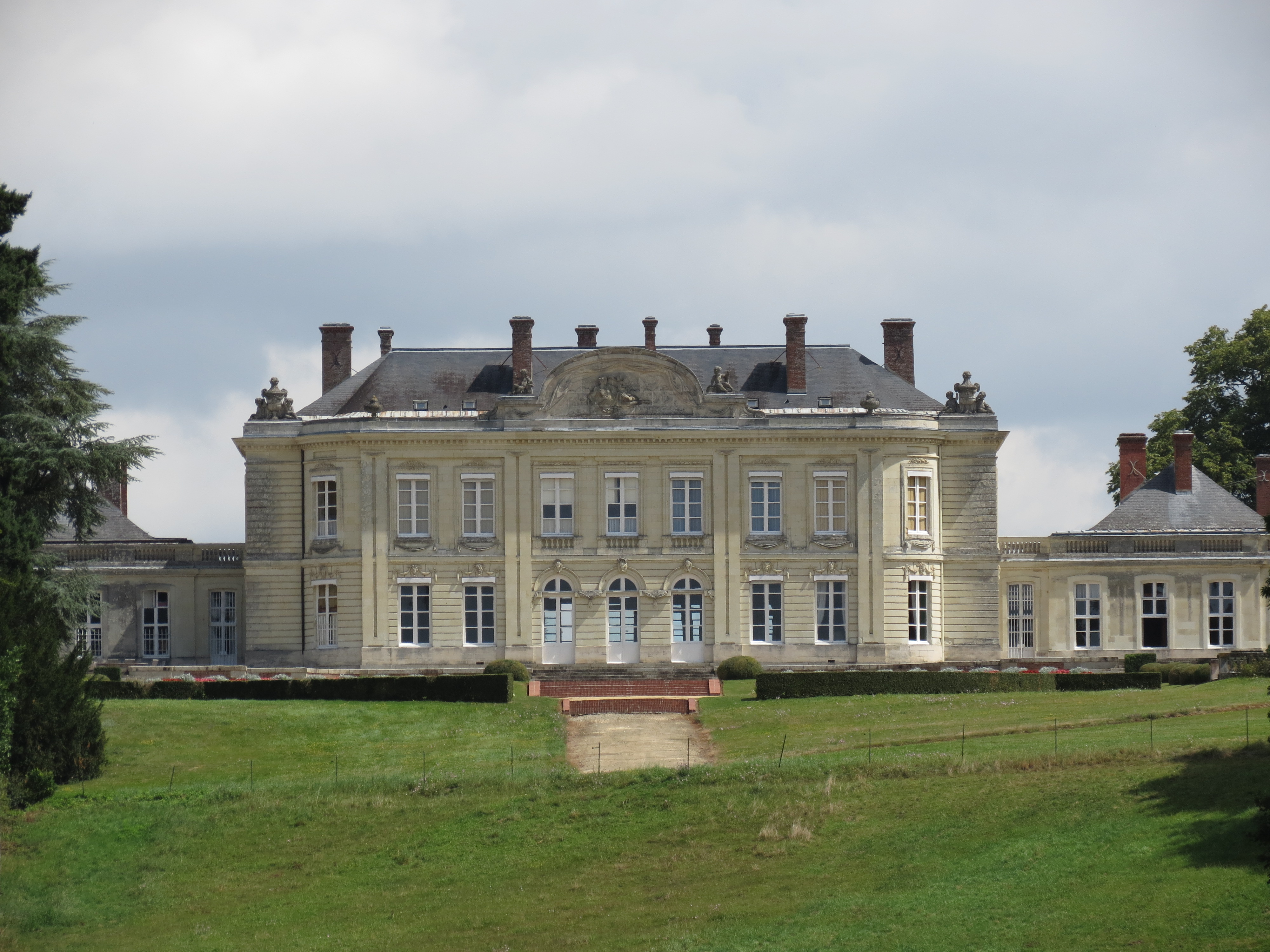
Le château de Craon.

La guerre de Cent Ans laisse en Mayenne de nombreux villages ruinés. La situation économique est alors difficile, notamment parce qu'il y a de moins en moins de terres à défricher et que la population augmente rapidement. La culture du lin et, de manière plus anecdotique, celle du chanvre, commencées au Moyen Âge, deviennent alors des activités lucratives qui permet des exportations importantes. La culture et le tissage du lin demeurent des activités essentielles pour l'économie locale jusqu'au XIXe siècle. Au XVIIIe siècle, la production textile locale concernait par exemple de 120 000 à 130 000 personnes.
François Ier fait canaliser la Mayenne en 1536 et les travaux occasionnent un autre bouleversement. La rivière permet en effet d'importer les vins d'Anjou, de bonne qualité, et les vignes mayennaises sont arrachées et remplacées par des vergers.
L'industrialisation de la Mayenne, commencée avec le tissage du lin, est poursuivie au XVIe siècle avec l'émergence des forges et des fours à chaux. Ces activités consomment une grande quantité de bois, et la forêt atteint ses limites actuelles au XVIIe siècle. Les forges industrielles apparaissent surtout au XVIIIe siècle et elles produisent des poêles, des clous, du fer plié ou de la fonte moulée. Les forges les plus importantes se trouvent alors à Port-Brillet, Aron, Chailland, Moncor et au bord de l'Orthe. Elles emploient des centaines d'ouvriers. Ainsi, l'industrie concernait non seulement les villes, où se concentraient les tisserands, mais aussi les villages. Au XVIIIe siècle, le territoire de la Mayenne peut être considéré dans son ensemble comme une région industrielle.
La gabelle est à l'origine d'une importante économie parallèle dans le Bas-Maine. La Mayenne est  pays de grande gabelle; elle est bordée au nord par le bailliage de Cotentin, pays de quart-bouillon, les salines après avoir reversé le quart de leur production à la ferme du roi vendaient un sel détaxé, et à l'ouest par la Bretagne, pays de franc-salé où aucune taxe n'est perçue sur le sel. Le prix du sel d'un coté à l'autre pouvait aller de un à dix: 50 à 60 livres le minot en Mayenne contre 2 à 3 livres en Bretagne, Vitré ou Fougère par exemple à la Croixille. En 1760 une estimation évalue que mille personnes consomment un muid sept setiers sur les greniers du Maine pour vingt muids sur les dépôts de Vitré et de Fougères, le différentiel est le reflet du trafic. Si le Parlement de Bretagne ne répond que mollement aux injonctions de la ferme du roi, il s'oppose même à l'instruction des procédures et défend les privilèges de la province, la commission de Saumur, malgré l'étendue de sa juridiction recense la proportion de 40% des affaires traitées pour l'ouest de la Mayenne. Ce trafic favorise la complicité ou la solidarité entre les paysans pauvres, le bas-clergé, et la petite aristocratie; les manoirs comme les maisons simples de cette époque disposent souvent d'une cache pour le sel dans ou proche de la cheminée, les gabelous ayant un droit de perquisition. Un chef de bande de faux-sauniers, Jean Cottereau grâce à sa connaissance du terrain et son entrainement dans les escarmouches avec les gabelous devient un des chefs de la chouannerie sous le nom de Jean Chouan.

### Révolution et Chouannerie

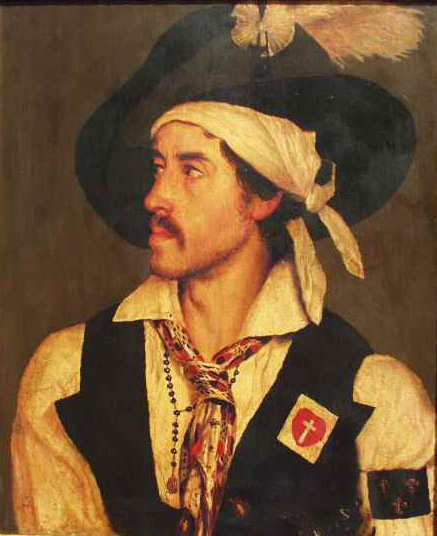
Portrait présumé de Jean Chouan.

En 1789, au début de la Révolution française, les idées jacobines se répandent dans les milieux instruits, notamment chez les imprimeurs, les avocats, les commerçants et propriétaires aisés. Néanmoins, la Mayenne, comme une partie non négligeable de l'ouest de la France, est fortement royaliste et catholique.
La Mayenne, comme 82 autres départements, est créée le 4 mars 1790. Elle résulte de la partition du Maine en deux, le Haut-Maine, centré sur Le Mans, devient la Sarthe et le Bas-Maine, centré sur Laval, devient la Mayenne. L'Anjou, situé au sud, étant trop grand pour former un seul département, est diminué et devient le Maine-et-Loire (d'abord appelé « Mayenne-et-Loire »). Des parties de l'Anjou sont donc cédées à l'Indre-et-Loire, à la Vienne et aux Deux-Sèvres, et la frange nord est répartie entre la Mayenne et la Sarthe. La Sarthe reçoit la région de La Flèche, et la Mayenne celle de Craon et Château-Gontier. Le lin étant un trait marquant de l'économie mayennaise, sa limite méridionale de culture sert à déterminer la frontière entre la Mayenne et le Maine-et-Loire.

Carte de la Mayenne 1790

La constitution civile du clergé et l'instauration de la conscription mécontentent une grande part de la population. La Chouannerie, une guerre civile qui oppose royalistes et républicains à partir de 1792, naît en partie grâce à Jean Cottereau, dit Jean Chouan, originaire de Saint-Ouën-des-Toits. Il prend la tête du mouvement royaliste local et mène plusieurs batailles contre la Garde nationale, par exemple au Bourgneuf-la-Forêt. En 1793, la région connaît une certaine accalmie, mais au sud de la Loire, la guerre de Vendée est toujours en cours. Les royalistes vendéens, qui souhaitent obtenir du renfort d'Angleterre, tentent d'atteindre la côte normande et lancent la virée de Galerne. Avec l'aide des Chouans, ils traversent facilement la Mayenne, remportant des victoires à Laval, Entrammes ou Ernée, mais à Dol-de-Bretagne, les républicains mettent les Vendéens en déroute. Ils retraversent la Mayenne vers le sud puis ils perdent le siège d'Angers et sont défaits par l'armée républicaine. Les Chouans poursuivent toutefois leur guérilla jusqu'à l'arrivée au pouvoir de Napoléon.

### Depuis 1800

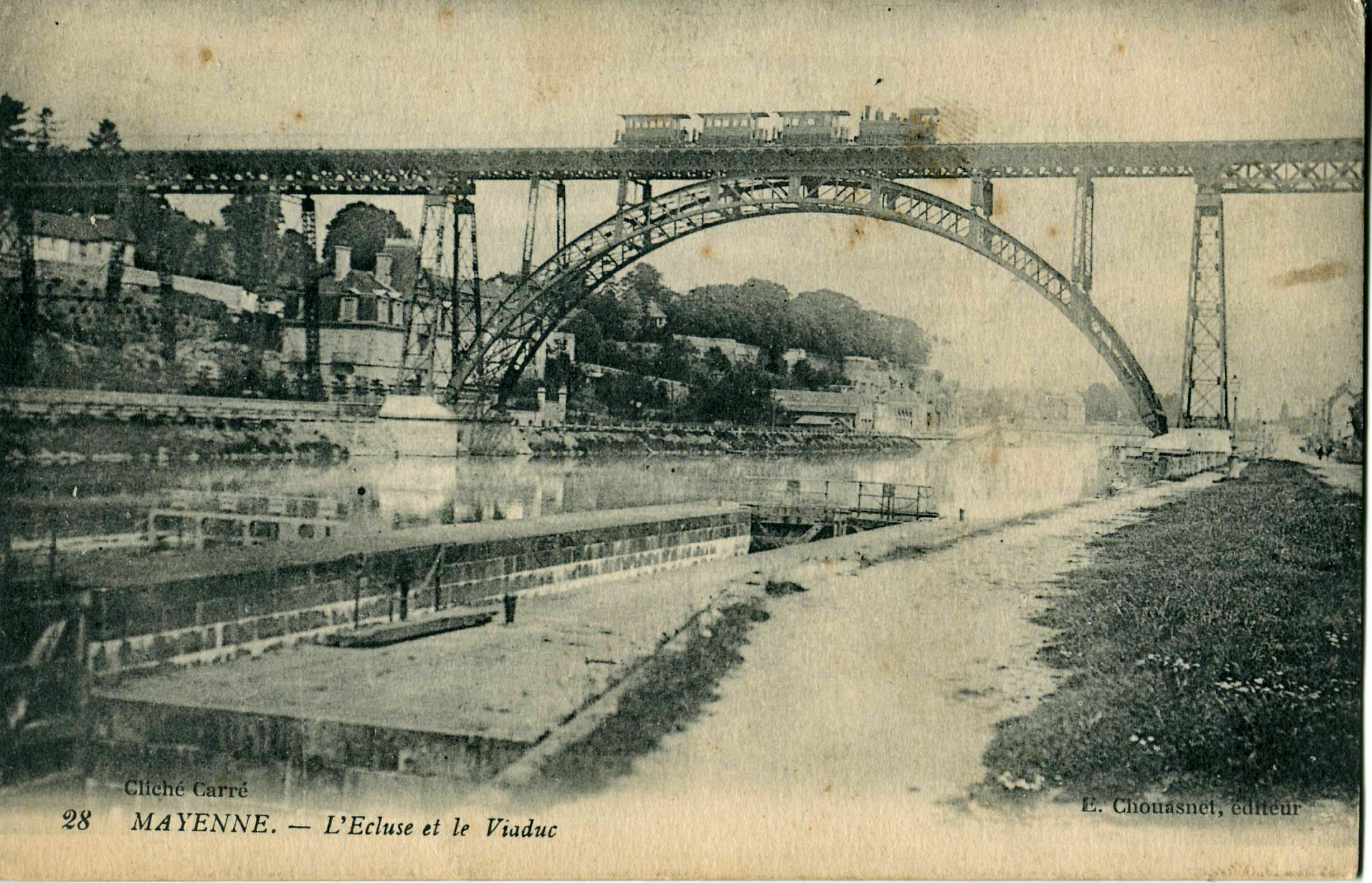
L'écluse et le viaduc de Mayenne au début du XX.

Après la victoire des coalisés à la bataille de Waterloo (18 juin 1815), le département est occupé par les troupes prussiennes de juin 1815 à novembre 1818. Avant la création des départements en 1790, certaines paroisses faisaient à la fois partie du Maine et de la Normandie, et elles avaient alors été coupées en deux, une partie rejoignant la Mayenne, l'autre l'Orne. Cette situation peu pratique persiste jusqu'en 1832 pour douze communes. Une loi puis une ordonnance font alors réunifier la plupart des communes, qui intègrent l'un des deux départements.
Au XIXe siècle, la Mayenne connaît d'importants changements économiques, surtout après 1850. Alors que la France connaît dans son ensemble une industrialisation et une urbanisation massives, la Mayenne perd son industrie et ses villes ne s'étendent que très lentement. Le déclin de l'industrie mayennaise est principalement dû à l'agonie de la production textile. À la suite de l'effondrement des prix du lin, les tisserands préfèrent travailler du coton importé, et les agriculteurs mayennais cessent donc de cultiver du lin. Les tisserands sont installés dans les villes, et les campagnes perdent alors les liens qu'elles avaient longtemps entretenus avec le monde industriel. L'industrie textile, qui concernait l'ensemble du territoire au XVIIIe siècle, est devenue citadine. Malgré le passage du lin au coton, les tisserands mayennais n'ont pas renouvelé leurs méthodes de production. Ils travaillent encore chez-eux, et investissent dans le foncier plutôt que dans de nouvelles machines. Quelques filatures modernes sont néanmoins ouvertes par des entrepreneurs en Mayenne, par exemple, les Toiles de Mayenne, à Fontaine-Daniel en 1806, Coulange à Mayenne depuis le début du XXe siècle, la filature de Bootz, à Laval en 1826 et en 1945 les tissus d'Avesnière.
La métallurgie, très ancienne en Mayenne, a pratiquement disparu avant 1850, à cause de l'épuisement des gisements de fer. En 1848, il ne reste par exemple que cinq forges dans le département, et seule celle de Port-Brillet existe encore à la fin du siècle. De leur côté, les gisements de marbre, de grès, de granit et d'ardoises sont encore importants, notamment les ardoisières de Renazé et les ardoisières de Chattemoue), et de nombreuses carrières voient le jour après l'ouverture de la voie ferrée Paris-Brest en 1856.
La production de chaux est une autre activité qui gagne en importance au XIXe siècle grâce à l'exploitation du bassin houiller de Laval, mais elle périclite vers 1890, à cause de l'arrivée des engrais chimiques. Les fours à chaux mayennais ont atteint leur apogée sous Napoléon III, et ils se trouvaient principalement autour de Laval. Il y avait 247 fours en Mayenne en 1872. Leur bref succès s'explique par la demande des agriculteurs de la région, qui avaient besoin de la chaux pour mettre en valeur les terrains pauvres. Grâce à elle, de grandes surfaces de lande ont disparu au profit du bocage et de l’élevage, ce qui a grandement contribué à transformer la Mayenne en département agricole. Cette industrie contribue à la fortune de grandes familles de chaufournier comme les Gerbault. Mais la valorisation de la terre par le chaulage est temporaire et s'épuise. Cette transformation agricole a aussi eu lieu grâce aux choix économiques des grandes fortunes mayennaises. Les principaux notables du département étaient alors de grands propriétaires fonciers conservateurs, qui préféraient sauvegarder les vieilles structures sociales et investir dans des activités sûres. En outre, les profits liés à l'agriculture ne servent pas aux aménagements d'intérêt économique, mais à l'embellisement des villes, à la reconstruction des églises paroissiales et à la construction de châteaux.

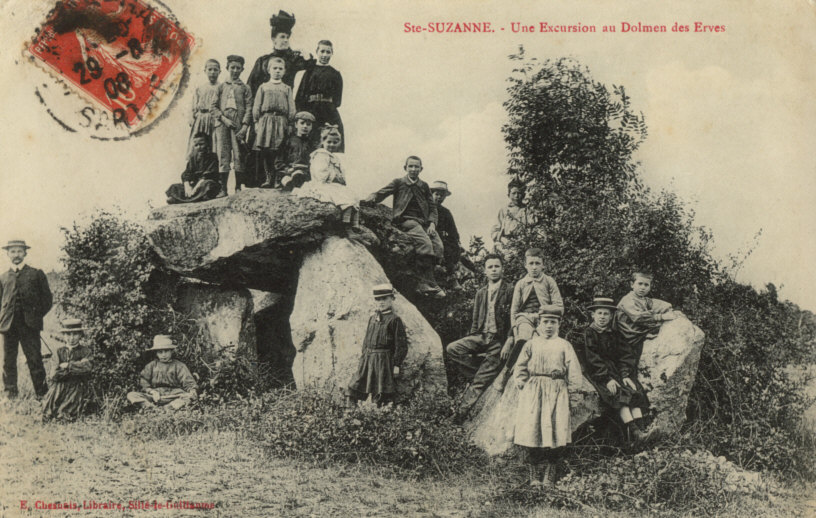
Touristes au dolmen des Erves en 1908.

Pendant la guerre de 1940, les Allemands arrivent en Mayenne le 17 juin 1940 et ils s'emparent des villes principales en moins d'un jour. Plusieurs villages, dont Chémeré-le-Roi et Villaines-la-Juhel, sont bombardés afin de faciliter l'avance des troupes. La Résistance commence ses actions en juin 1944 avec l'organisation d'un maquis à Lignières-Orgères. Au même moment, Laval est touchée par plusieurs bombardements alliés. Les Américains arrivent dans le nord de la Mayenne en août 1944 et doivent mener une bataille de quelques jours avant de prendre la ville de Mayenne le 12 août. Le reste du département est libéré avant le 8 août.
Pendant les années 1950, l'agriculture commence à se mécaniser. L'exode rural, important au début du XXe siècle, est cependant moins accentué que dans d'autres départements français. Ainsi, seulement 22 % des exploitations mayennaises disparaissent entre 1955 et 1980, contre 45 % en moyenne en France. Après 1970, les prairies fourragères diminuent au profit de la culture du maïs. Le bocage s'estompe lui aussi et l'élevage hors-sol devient important. Le retard industriel est partiellement rattrapé par l'implantation d'usines agro-alimentaires, notamment spécialisées dans la production laitière. La construction de l'autoroute A81 et de la LGV Atlantique intègrent le département au réseau national.

## Emblèmes
| Blason | Blasonnement : « D'azur au léopard d'or soutenu de deux fleurs de lys du même, à la bordure cousue de gueules, au pal ondé d'hermine brochant sur le tout. » Commentaires : Le blason de la Mayenne reprend les symboles du comté du Maine et des provinces voisines, afin de montrer que le département se trouve à la jonction de plusieurs ensembles historiques. Les deux fleurs de lys et la bordure de gueules rappellent les blasons de l'Anjou et du Maine, l'hermine évoque la Bretagne et le léopard est présent sur les armes de la Normandie ainsi que sur celles de Laval. Le pal ondé évoque le cours de la Mayenne. |

Il existe d'autres propositions de blasons départementaux, comme celle de 1950 de Robert Louis : de gueules à la fasce ondée d'argent accompagnée en chef de six écussons d'or disposés 3-2-1 et en pointe d'un léopard d'or armé et lampassé d'azur. Ces armes reprennent celles de la ville de Mayenne et de Laval, la fasce suggérant le cours de la Mayenne. L'héraldiste avait aussi proposé dix ans plus tôt de gueules à six écusson d'or disposés 3-2-1, qui est le blason de la ville de Mayenne.

Blason du Maine.
Blason de l'Anjou.
Blason de la Bretagne.
Blason de Laval. Les armes de Normandie portent deux léopards au lieu d'un.
Proposition de Robert Louis en 1950.
Blason de la ville de Mayenne.

## Logo
Le conseil départemental de la Mayenne possède un logo représentant un Pégase rouge évoquant la tradition équestre du département

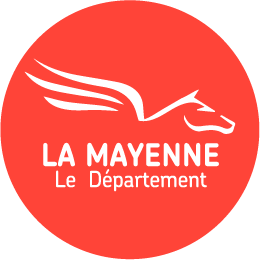
Logo du Conseil départemental depuis 2018
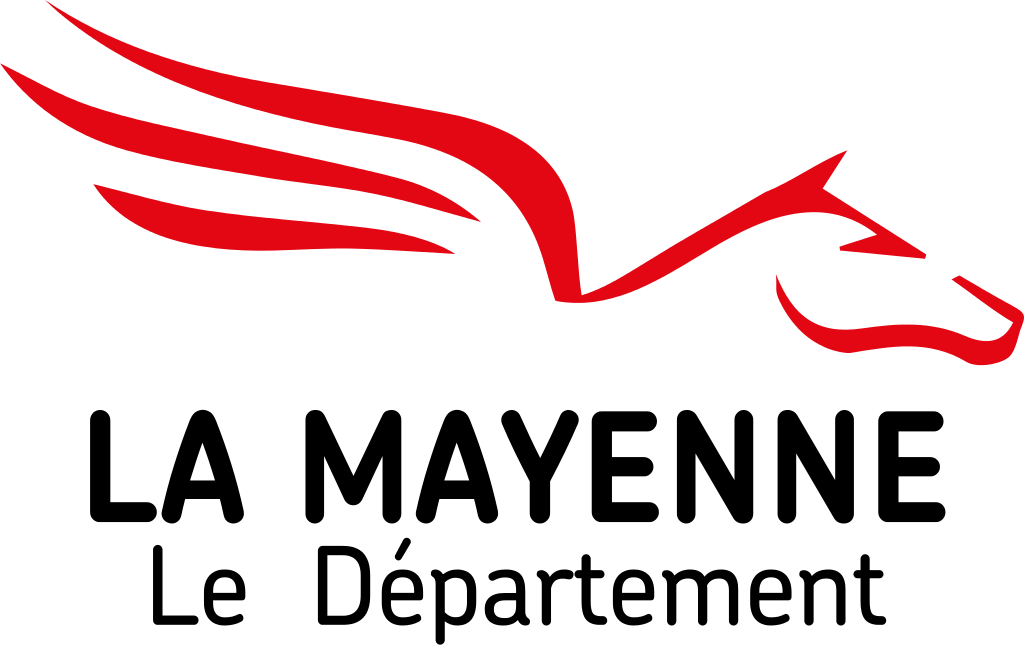
Logo du Conseil départemental de 2015 à 2018
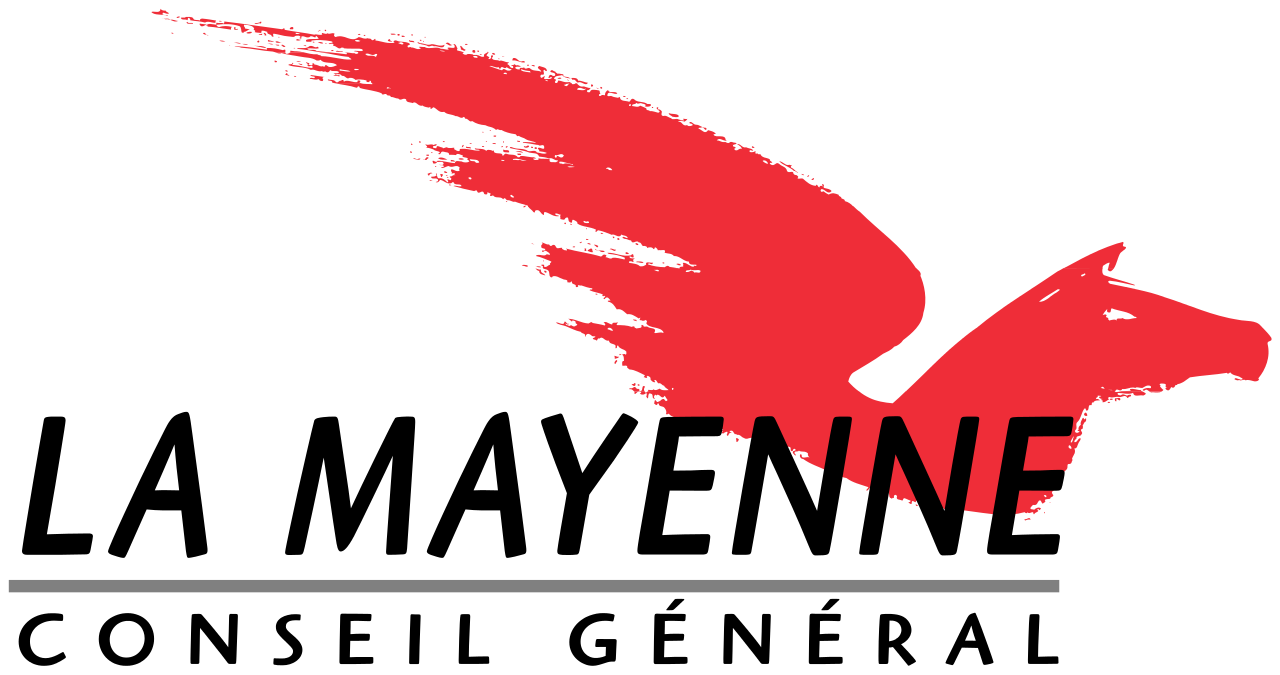
Logo du Conseil général de 1988 à 2015

## Politique et administration

### Tendances politiques
Pendant la Révolution, les Mayennais étaient majoritairement royalistes. Cette tendance n'était pas spécifique à la Mayenne, elle concernait tout le nord-ouest de la France. Ces sentiments royalistes ont perduré assez longtemps, et cela s'explique par la nature du royalisme mayennais : il s'agissait davantage d'un rejet du nouveau système que de la nostalgie de l'ancien. Le royalisme concernait toutes les couches de la population, mais il s'est atténué au cours du XIXe siècle, notamment à cause de la mise en place de l'économie de marché, de l'exode rural et de la généralisation de l'enseignement. Il se transforme définitivement en conservatisme et en républicanisme modéré au début du XXe siècle. Dans le nord du département, un certain radicalisme laïc apparaît toutefois à la même époque, avant de disparaître au cours des années 1950. En 1965, avant la visite du général de Gaulle, le préfet de la Mayenne écrivait dans un rapport que « politiquement la Mayenne tempère son conservatisme manifeste dans l’attachement des électeurs aux notables et au clergé par l’ignorance des conflits politiques et l’inorganisation des partis ».

Résultats du 1er tour de l'élection présidentielle de 2012 par communes. La Mayenne apparait majoritairement en bleu (droite), sauf l'agglomération de Laval qui en rose.

Depuis les années 1950, l'électorat mayennais a surtout élu des députés issus de la droite centriste, appartenant par exemple au MRP, au CNI puis à l'UDF. L'UDR, le RPR puis l'UMP ont également eu plusieurs députés mayennais. La gauche s'est toutefois imposée à Laval dans les années 1970 et un premier député de gauche a été élu en 1986 dans la troisième circonscription. La première circonscription possède quant à elle un député socialiste depuis 2007.
Les deux sénateurs de la Mayenne sont membres de l'Union centriste. Il s'agit de François Zocchetto et Elisabeth Doineau. Les députés de la Mayenne sont Sylvie Pichot (PS), Guillaume Chevrollier (UMP) et Yannick Favennec (groupe LIOT).
À l’élection présidentielle de 2002, le premier tour a vu arriver en tête Jacques Chirac avec 25,82 %, suivi de Lionel Jospin avec 14,40 %, puis de Jean-Marie Le Pen avec 11,87 % et enfin François Bayrou avec 8,43 %. Au second tour, les électeurs ont voté à 88,59 % pour Jacques Chirac contre 11,41 % pour Jean-Marie Le Pen avec un taux d’abstention de 17,43 % (nationalement 82,21 % et 17,79 % ; abstention 20,29 %).
Au référendum sur le traité constitutionnel pour l’Europe du 29 mai 2005, les Mayennais ont voté pour la Constitution européenne, avec 52,37 % de Oui contre 47,63 % de Non avec un taux d’abstention de 28,48 % (France entière : Non à 54,67 % ; Oui à 45,33 %).
À l’élection présidentielle de 2007, le premier tour a vu se démarquer en tête Nicolas Sarkozy avec 32,12 %, suivi par François Bayrou avec 23,59 %, Ségolène Royal avec 22,63 %, puis Jean-Marie Le Pen avec 7,56 %, et Olivier Besancenot avec 4,11 %. Le second tour a vu arriver en tête Nicolas Sarkozy avec 55,45 % (résultat national : 53,06 %) contre 45,55 % pour Ségolène Royal (national : 46,94 %).
À l’élection présidentielle de 2012, Nicolas Sarkozy est arrivé en tête au premier tour, avec 30,69 %, suivi par François Hollande avec 25,87 %, Marine Le Pen avec 14,77 %, puis François Bayrou avec 13,78 %, et Jean-Luc Mélenchon avec 8,30 %. Le second tour a vu arriver en tête Nicolas Sarkozy avec 53,07 % (résultat national : 48,36 %) contre 46,93 % pour François Hollande (national : 51,64 %).
Enfin, à l’élection présidentielle de 2017, François Fillon est arrivé en tête au premier tour, avec 27,06 %, suivi par Emmanuel Macron avec 26,04 %, Marine Le Pen avec 16,90 %, puis Jean-Luc Mélenchon avec 14,87 %, et Benoît Hamon avec 5,69 %. Le second tour a vu arriver en tête Emmanuel Macron avec 72,02 % (résultat national : 66,10 %) contre 27,98 % pour Marine Le Pen (national : 33,90 %)

### Personnalités politiques

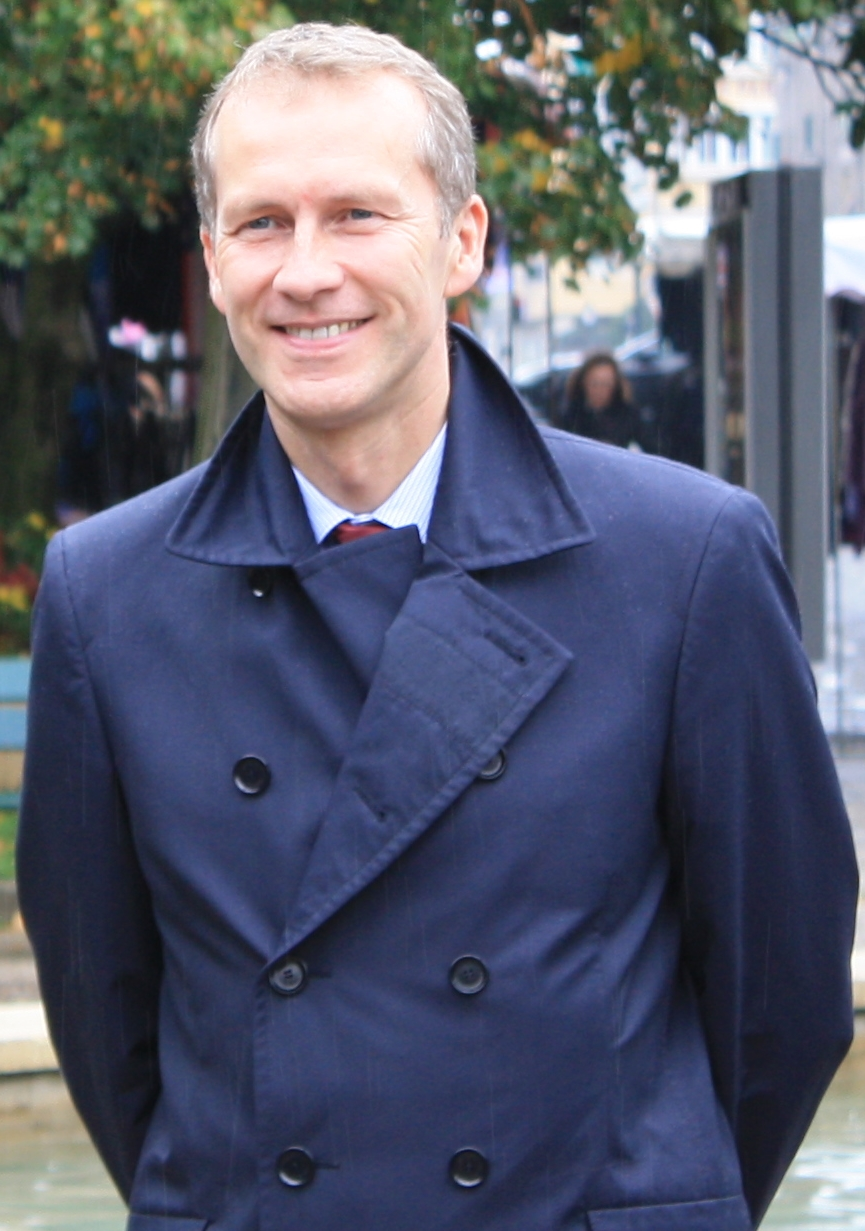
Guillaume Garot.

Plusieurs personnalités qui ont contribué à la vie politique française sont liées à la Mayenne :
- Charles de Mayenne, chef militaire de la Ligue pendant les guerres de Religion.
- Jules Mazarin était duc de Mayenne.
- François de Scépeaux, gouverneur, diplomate, ambassadeur, conseiller du roi et maréchal de France du roi François Ier.
- Marc Étienne Gabriel de Beauvau-Craon, chambellan de Napoléon.
- Volney, philosophe et parlementaire.
- Robert Buron, plusieurs fois secrétaire d'État et ministre dans les années 1950 et 1960.
- Jacques Foccart, secrétaire général de l'Élysée aux affaires africaines et malgaches de 1959 à 1974.
- Claude Pompidou, femme du président Georges Pompidou.
- Jean Arthuis, plusieurs fois secrétaire d'État et ministre du Développement économique et du Plan puis ministre de l'Économie, des Finances et du Plan dans les gouvernements d'Alain Juppé.
- François d'Aubert, plusieurs fois secrétaire d'État et ministre délégué à la Recherche dans le 3e gouvernement Raffarin.
- Guillaume Garot, ministre délégué à l'Agroalimentaire de 2012 à 2014 dans les gouvernements de Jean-Marc Ayrault.

### Conseil départemental
Le conseil départemental (anciennement conseil général) est l'assemblée délibérante du département de la Mayenne, collectivité territoriale décentralisée. Son siège se trouve à Laval, rue Mazagran. Le conseil départemental comprend 34 conseillers généraux issus des 17 cantons de la Mayenne. Ces conseillers sont renouvelés par moitié tous les trois ans et se réunissent publiquement au moins une fois par trimestre. Les conseillers élisent un président ainsi qu'une commission permanente. Cette commission, composée du président du conseil et de 15 autres membres, délibère de dossiers délégués par le conseil. Les membres du conseil se réunissent aussi dans onze commissions spécialisées, qui concernent l'économie, la solidarité, les transports, l'environnement ou encore la culture. Le conseil départemental emploie environ 1 400 personnes, comme des archivistes, des assistantes sociales, des éclusiers, des mécaniciens, des bibliothécaires, des éducateurs spécialisés ou encore des cuisiniers.
Les principales compétences du conseil départemental sont :
- l'action sociale, avec l'insertion des personnes en difficulté, l'attribution du RSA (ex-RMI), l'aide à l'enfance, aux personnes âgées et handicapées ainsi que l’aide au logement,
- la voirie, avec la gestion et l'entretien des routes départementales,
- l'éducation, en assurant la gestion et la maintenance des collèges publics et le financement des collèges privés sous contrat d'association,
- la culture, en organisant et en finançant les archives départementales ainsi que d'autres organismes, ou en soutenant différents projets culturels,
- le développement local, en aidant par exemple les associations et les communes dans leurs projets.

En 2013, le budget primitif du conseil général voté le 1er février a été arrêté à 312,263 millions d'euros. La plus grosse part est consacrée à l'action sociale avec 171,73 M€ soit près de 55 % du budget. 43,45 M€ (14 %) sont en outre attribués au développement des territoires, 27,67 M€ (9 %) à l'éducation et à l'enseignement, 22,09 M€ (7 %) à l'environnement, 19,71 M€ (6 %) à la voirie et aux transports, 13,32 M€ (4 %) à l'économie et l'emploi, 11,47 M€ (3 %) à la culture et 2,8 M€ (1 %) aux sports et à la jeunesse. L'argent provient essentiellement de la fiscalité indirecte, qui contribue à 32 %. Les dotations de l'État représentent 26 %, les recettes diverses 20 %, la fiscalité directe 15 %, et l'emprunt, 5 %. La dette départementale représentait 85,67 M€ en 2011, soit 285 € euros par habitant. Ce chiffre classe la Mayenne parmi les départements les moins endettés de France, la dette de la Sarthe représentant par exemple 506 € par habitant. La dette mayennaise a toutefois augmenté de 24,5 % entre 2001 et 2011 (la moyenne des départements français se situe à 55 %).
À l’issue des élections cantonales de 2011, neuf groupes sont actuellement constitués au sein de l’assemblée délibérante, six pour la majorité de droite totalisant vingt-six conseillers et trois pour l’opposition de gauche totalisant six conseillers. Le président du conseil est Olivier richefou qui a succédé à Jean Arthuis, membre de l'Alliance centriste, quand celui-ci a été élu député européen lors des dernières élections en 2014.

### Subdivisions
| |  |  |
| À gauche, les cantons et les arrondissements du département. À droite, les intercommunalités au 1er janvier 2019. |  |  |

Le département de la Mayenne est composé de 240 communes, 17 cantons et 3 arrondissements. En raison d'un relief et d'un peuplement relativement uniformes, les divisions territoriales de la Mayenne présentent une certaine régularité. Ainsi, chaque arrondissement compte une dizaine de cantons et chaque canton regroupe en général une dizaine de communes. Par ailleurs, ce sont les trois seules villes de plus de 10 000 habitants qui sont chef-lieu d'arrondissement.
L'arrondissement de Château-Gontier totalise 76 communes et 73 078 habitants.
L'arrondissement de Laval, qui correspond au centre du département, totalise 34 communes et 114 872 habitants.
L'arrondissement de Mayenne, qui correspond au tiers nord du département totalise 132 communes et 117 487 habitants.
Du côté des intercommunalités, la Mayenne comptait début 2012 une communauté d'agglomération, Laval Agglo (20 communes), et 17 communautés de communes, dont une partagée avec la Sarthe (CC de Sablé-sur-Sarthe). Une seule commune, Saint-Georges-Buttavent, n'était rattachée à aucune intercommunalité. Laval Agglo totalisait à elle seule 95 608 habitants, soit presque le tiers de la population départementale. En mars 2012, la préfecture a proposé un nouveau découpage des communautés.
Au 1er janvier 2020, le département compte 9 établissements publics de coopération intercommunale à fiscalité propre dont le siège est dans le département (1 communauté d'agglomération et 8 communautés de communes). Seule la commune de Bouessay se trouve dans une communauté de communes dont le siège est dans la Sarthe.

### Instances judiciaires et administratives
Les départements de la Mayenne, de Maine-et-Loire et de la Sarthe dépendent du ressort de la cour d'appel d'Angers pour l'ordre judiciaire. Le ressort couvre un territoire de 18 547 km2 comprenant plus de 1,6 million d'habitants et compte 18 juridictions dont 5 sont situées en Mayenne : les tribunaux d'instance et de grande instance de Laval, installés dans le palais de justice de la ville, ainsi qu'un Conseil de prud'hommes, un tribunal de commerce et un tribunal des affaires de sécurité sociale, également situés à Laval. Le département est par ailleurs couvert par le tribunal administratif de Nantes, dont le ressort s'étend sur toute la région des Pays de la Loire. Les tribunaux d'instance de Mayenne et Château-Gontier ont été supprimés lors de la réforme de 2007 de la carte judiciaire. La Mayenne compte une maison d'arrêt, située à Laval.
En matière de police, la Mayenne dépend de la Direction interrégionale de la Police judiciaire (DIPJ) de Rennes (Ille-et-Vilaine), qui couvre l'ensemble des régions Bretagne, Pays de la Loire, Haute et Basse-Normandie. À cela s'ajoute la présence de la police municipale dans certaines communes et de la Direction départementale de la sécurité publique de la Mayenne (DDSP53), qui est la principale direction opérationnelle intégrée à la Direction Générale de la Police nationale, incluant notamment Police secours. La Mayenne possède aussi un groupement départemental de gendarmerie.
Le préfet de la Mayenne, c'est-à-dire le représentant de l'État dans le département, est Mme Marie-Aimée Gaspari (depuis le 6 février 2023). Les sous-préfets de Mayenne et de Chateau-Gontier sont , respectivement, M. Arnaud Benoit (depuis le 17 novembre 2023) et Mme Norchen Chenoufi (depuis le 11 octobre 2022).

## Démographie et société
En 2022, le département comptait 305 437 habitants, en évolution de −0,73 % par rapport à 2016 (France hors Mayotte : +2,11 %).
| 1791 | 1801    | 1806    | 1821    | 1826    | 1831    | 1836    | 1841    | 1846    |
| ---- | ------- | ------- | ------- | ------- | ------- | ------- | ------- | ------- |
| -    | 305 654 | 332 253 | 343 819 | 354 138 | 352 586 | 361 765 | 361 392 | 368 439 |

| 1851    | 1856    | 1861    | 1866    | 1872    | 1876    | 1881    | 1886    | 1891    |
| ------- | ------- | ------- | ------- | ------- | ------- | ------- | ------- | ------- |
| 374 566 | 373 841 | 375 163 | 367 855 | 350 637 | 351 933 | 344 881 | 340 063 | 332 387 |

| 1896    | 1901    | 1906    | 1911    | 1921    | 1926    | 1931    | 1936    | 1946    |
| ------- | ------- | ------- | ------- | ------- | ------- | ------- | ------- | ------- |
| 321 187 | 313 103 | 305 457 | 297 732 | 262 447 | 259 934 | 254 479 | 251 348 | 256 317 |

| 1954    | 1962    | 1968    | 1975    | 1982    | 1990    | 1999    | 2006    | 2011    |
| ------- | ------- | ------- | ------- | ------- | ------- | ------- | ------- | ------- |
| 251 522 | 250 030 | 252 762 | 258 789 | 271 784 | 278 037 | 285 338 | 299 000 | 307 031 |

| 2016    | 2021    | 2022    | - | - | - | - | - | - |
| ------- | ------- | ------- | - | - | - | - | - | - |
| 307 688 | 305 933 | 305 437 | - | - | - | - | - | - |

### Évolution démographique

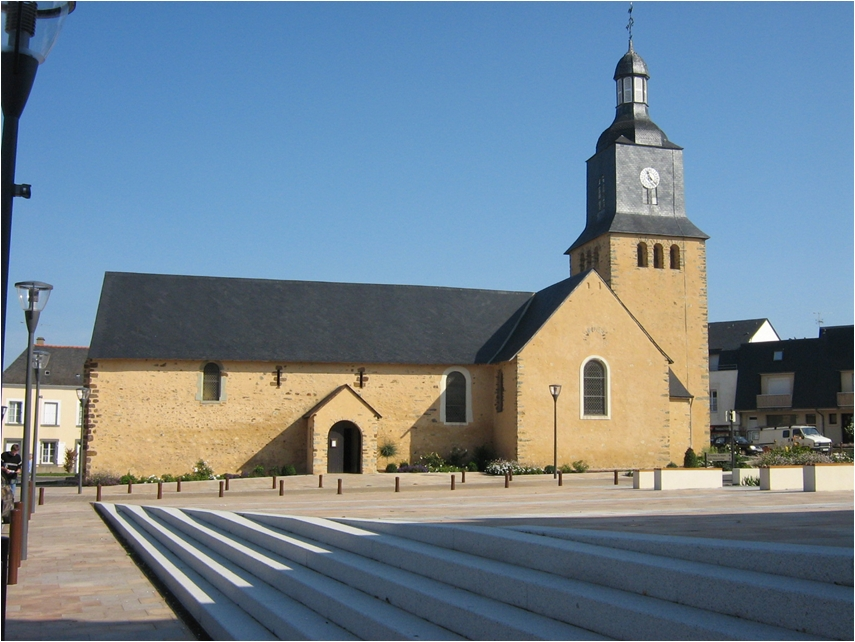
L'Huisserie, une ancienne commune rurale intégrée à l'agglomération de Laval.

La Mayenne est le département le moins peuplé des Pays de la Loire et le deuxième plus petit dans le Grand Ouest après l'Orne voisine. Il est d'ailleurs moins peuplé que plusieurs départements de montagne, comme l'Ardèche, le Tarn ou encore la Savoie. En 2009, il se trouvait au 74e rang national avec 305 147 habitants. Sa densité était alors de 59 hab./km2 lorsque la même année celle-ci s'élevait à 114 hab./km2 en France métropolitaine. La population départementale était de 305 437 habitants en 2022. Elle est en hausse constante depuis 1962 (250 030 habitants) mais encore loin du record enregistré en 1861 (375 153 habitants).
La Mayenne possède une croissance démographique régulière mais modérée, avec environ 0,7 % d'augmentation par an. Cette hausse est principalement due au solde naturel (0,4 %), le solde migratoire équivalent à 0,2 %. Ce dernier était par ailleurs légèrement négatif avant 1999. Le taux de natalité, qui atteignait 18,1 ‰ dans les années 1960, est descendu à 13,4 ‰ dans les années 2000, mais il demeure au-dessus de la moyenne française (12,7 ‰).
Si ces tendances se poursuivent, la hausse de la population devrait se prolonger. Néanmoins, elle s'accompagnerait d'un vieillissement de la population et, à terme, le taux de croissance diminuerait (tout en restant malgré tout positif). Le solde migratoire supplanterait également le solde naturel. L'Insee prévoit une hausse de 40 000 habitants entre 2007 et 2040, avec un taux de croissance moyen de 0,4 %, en dessous de celui des Pays de la Loire (0,7 %).

### Flux migratoires
Le faible solde migratoire mayennais est surtout lié aux flux entre la Mayenne et les départements limitrophes. En effet, ils sont généralement plus importants dans le sens de sortie. L'Ille-et-Vilaine est le premier département concerné. Entre 2007 et 2010, pour 4 500 départs vers l'Ille-et-Vilaine, la Mayenne a reçu 3 500 Bretilliens. Sur la même période, 3 500 Mayennais se sont installés en Maine-et-Loire, et 2 900 Angevins ont rejoint la Mayenne. La Sarthe suit, avec un flux sortant de 2 700 personnes et un flux entrant de 2 900 personnes. La Mayenne entretient aussi des échanges avec la Loire-Atlantique, l'Orne, et de manière plus anecdotique avec la région parisienne, le Morbihan, le Calvados, la Manche et la Vendée. Le flux entre la Mayenne et ces départements a représenté moins de 2 000 personnes entre 2007 et 2010. Le flux entrant est supérieur au flux sortant uniquement pour la Sarthe, l'Orne et la région parisienne.
La Mayenne accueille peu d'immigrés. Ils étaient 6 979 en 2006 et représentaient alors 2,3 % de la population départementale. La moyenne nationale se situait à 8,1 % et celle des Pays de la Loire à 2,7 %. La Mayenne est par ailleurs l'avant-dernier département de la région pour la proportion de personnes d'origine étrangère, derrière la Vendée (1,7 % en 2006). L'immigration vers la Mayenne et les Pays de la Loire en général est un phénomène récent. La région ne comptait que 20 000 étrangers en 1968. L'immigration touche surtout les zones urbaines, Laval Agglomération comptant par exemple un tiers de la population immigrée du département. 9 % des immigrés viennent de Guinée et 50 % sont originaires de l'Union européenne, notamment du Royaume-Uni. Les Britanniques sont particulièrement présents dans le nord du département,.

### Géographie démographique

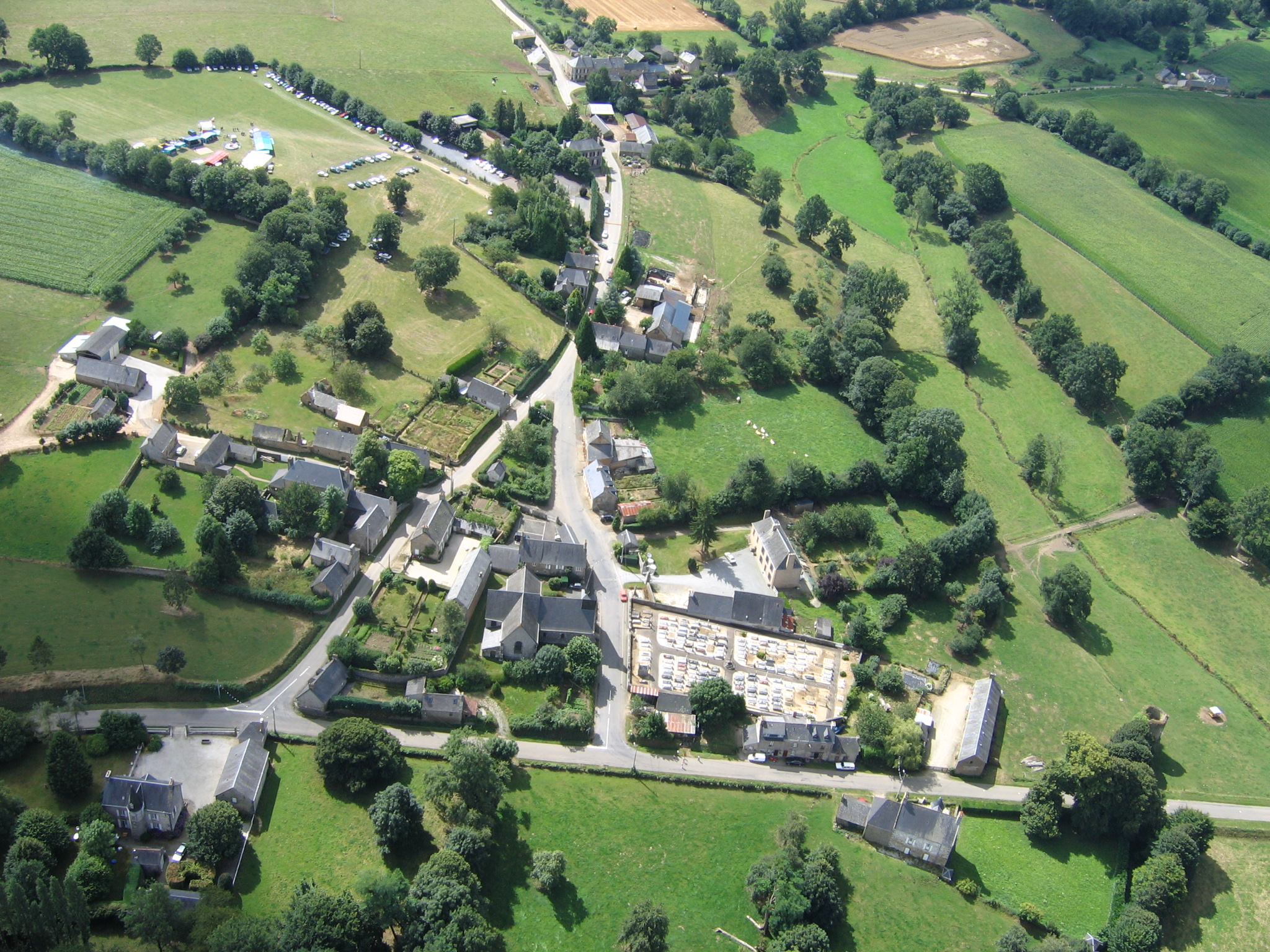
Saint-Aubin-Fosse-Louvain, village du nord du département.

La Mayenne est un département principalement rural, structuré autour de l'axe Mayenne-Laval-Château-Gontier et des petites villes d'Évron, Ernée, Craon, Gorron
et Villaines-la-Juhel. Le nord et l'est sont les régions les plus touchées par le vieillissement de la population, tandis que les agglomérations de Laval, Mayenne et Château-Gontier ont une population relativement jeune, avec par exemple plus de trois habitants de moins de 25 ans pour un habitant de plus de 75 ans. Le nord et l'est sont aussi les régions les moins peuplées et les moins attractives. La densité de peuplement des Coëvrons se situe autour de 33 habitants par km2, alors qu'elle atteint 100 habitants autour de Laval.
Les communes qui ont enregistré les plus fortes hausses de population entre 1999 et 2009 se trouvent principalement en deuxième couronne de Laval, où les terrains à construire sont plus nombreux et surtout moins chers. Tandis que la ville de Laval stagne autour des 50 000 habitants depuis les années 1970, des communes comme La Chapelle-Anthenaise, Châlons-du-Maine, Saint-Germain-le-Fouilloux et Louvigné ont vu leur population augmenter de 50% en dix ans. Le département connaît de manière générale une forte rurbanisation, qui entraîne le mitage des terres agricoles et l'augmentation des déplacements en voiture.
Le département compte treize bassins de vie ruraux, centrés sur Château-Gontier, Évron, Mayenne, Cossé-le-Vivien, Craon, Ernée, Gorron, Landivy, Lassay-les-Châteaux, Meslay-du-Maine, Renazé, Villaines-la-Juhel et Pré-en-Pail. Certaines communes mayennaises appartiennent à des bassins de vie centrés sur des communes de départements voisins : Fougères, Vitré, La Guerche-de-Bretagne, Pouancé, Sablé-sur-Sarthe, Sillé-le-Guillaume, Alençon et La Ferté-Macé. La Mayenne comprend en outre huit aires d'attraction d'une ville, celles de Laval, Château-Gontier-sur-Mayenne, de Craon, d'Ernée, d'Évron, de Gorron Mayenne et de Villaines-la-Juhel, qui regroupent 159 communes. Dix-neuf communes mayennaises font aussi partie des aires d'attraction d'Alençon, de Fougères, la Guerche-de-Bretagne, de Sablé-sur-Sarthe et Vitré. Enfin, la Mayenne compte douze unités urbaines, dont dix ne comprennent qu'une seule commune : Ambrières-les-Vallées, Château-Gontier-sur-Mayenne, Cossé-le-Vivien, Craon, Ernée, Évron, Gorron, Meslay-du-Maine, Renazé et Villaines-la-Juhel. Les autres sont celles de Laval (trois communes) et Mayenne (quatre communes).
49 % des Mayennais vivent dans une unité urbaine, un chiffre en dessous de la moyenne des Pays de la Loire, 69 %, et de celle de la France (hors Île-de-France), 73 %. Par ailleurs, 51 % de la population urbaine de Mayenne vit dans une ville-centre, c'est-à-dire une commune qui comprend au moins 50 % de la population de son unité urbaine. Ce chiffre est similaire à celui des Pays de la Loire, 49 %. En revanche, la part de population urbaine vivant dans des banlieues, c'est-à-dire des communes qui comprennent moins de 50 % de la population de leur unité urbaine, est inférieure en Mayenne (16 % dans le département, 27 % dans les Pays de la Loire). Enfin, 33 % des Mayennais vivent dans une ville isolée, c'est-à-dire une unité urbaine ne comptant qu'une seule commune (Pays de la Loire : 25 %).

#### Communes les plus peuplées

Population de Mayenne en 2021

La densité de population par commune.

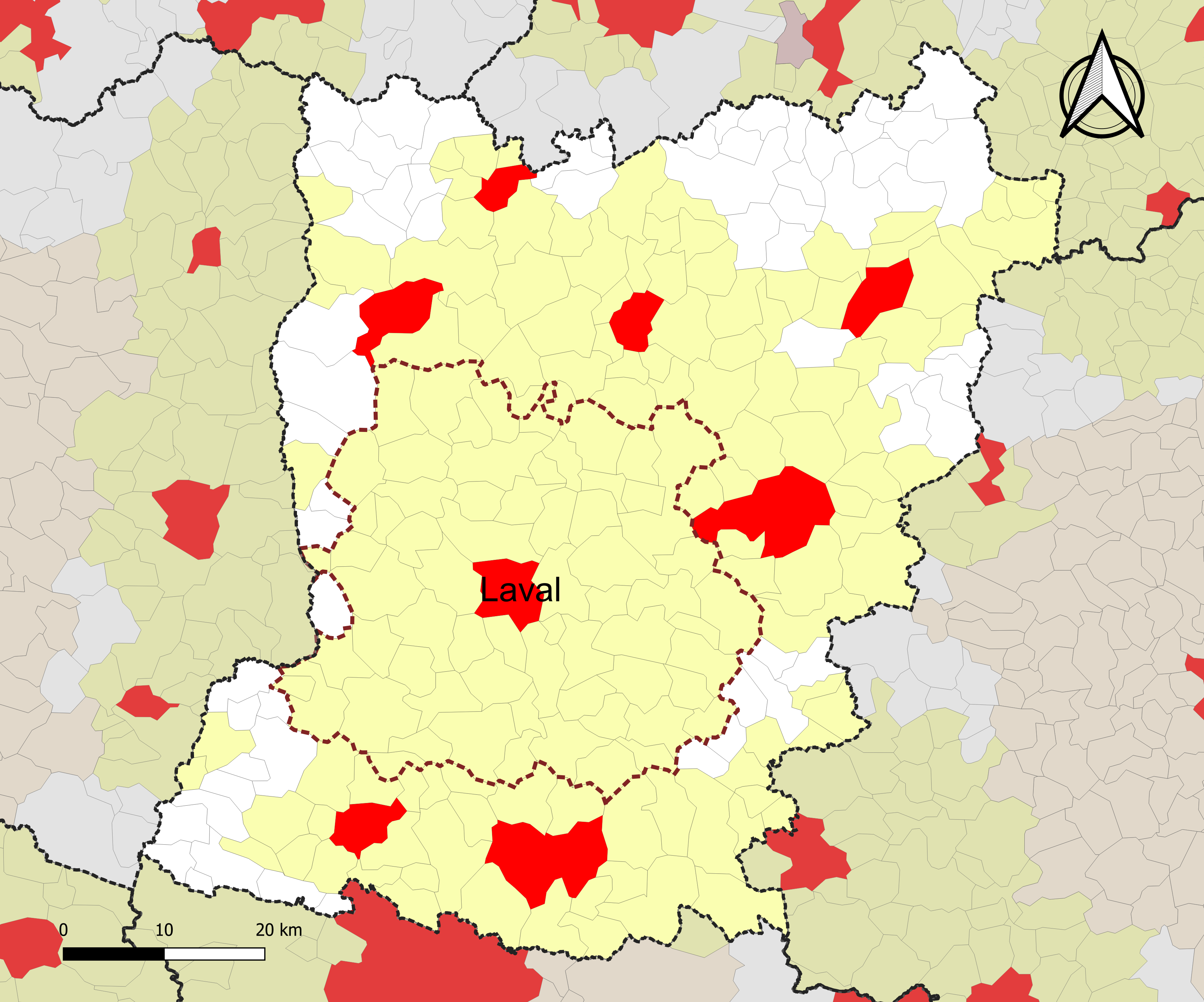
Localisation de l'aire d'attraction de Laval dans le département de la Mayenne.

| Nom                         | Code Insee | Intercommunalité              | Superficie (km2) | Population (dernière pop. légale) | Densité (hab./km2) | Modifier                                    |
| --------------------------- | ---------- | ----------------------------- | ---------------- | --------------------------------- | ------------------ | ------------------------------------------- |
| Laval                       | 53130      | CA Laval Agglomération        | 34,22            | 49 474 (2022)                     | 1 446              | modifier les données · modifier les données |
| Château-Gontier-sur-Mayenne | 53062      | CC du Pays de Château-Gontier | 68,49            | 16 539 (2022)                     | 241                | modifier les données · modifier les données |
| Mayenne                     | 53147      | CC Mayenne Communauté         | 19,88            | 12 854 (2022)                     | 647                | modifier les données · modifier les données |
| Évron                       | 53097      | CC des Coëvrons               | 68,24            | 8 380 (2022)                      | 123                | modifier les données · modifier les données |
| Saint-Berthevin             | 53201      | CA Laval Agglomération        | 32,11            | 7 384 (2022)                      | 230                | modifier les données · modifier les données |
| Changé                      | 53054      | CA Laval Agglomération        | 34,68            | 6 482 (2022)                      | 187                | modifier les données · modifier les données |
| Bonchamp-lès-Laval          | 53034      | CA Laval Agglomération        | 27,51            | 6 294 (2022)                      | 229                | modifier les données · modifier les données |
| Ernée                       | 53096      | CC de l'Ernée                 | 36,53            | 5 511 (2022)                      | 151                | modifier les données · modifier les données |
| L'Huisserie                 | 53119      | CA Laval Agglomération        | 14,72            | 4 554 (2022)                      | 309                | modifier les données · modifier les données |
| Craon                       | 53084      | CC du Pays de Craon           | 24,56            | 4 415 (2022)                      | 180                | modifier les données · modifier les données |
| Louverné                    | 53140      | CA Laval Agglomération        | 20,58            | 4 345 (2022)                      | 211                | modifier les données · modifier les données |
| Cossé-le-Vivien             | 53077      | CC du Pays de Craon           | 44,41            | 3 208 (2022)                      | 72                 | modifier les données · modifier les données |
| Montsûrs                    | 53161      | CC des Coëvrons               | 68,14            | 3 192 (2022)                      | 47                 | modifier les données · modifier les données |
| Argentré                    | 53007      | CA Laval Agglomération        | 36,77            | 2 908 (2022)                      | 79                 | modifier les données · modifier les données |
| Meslay-du-Maine             | 53152      | CC du Pays de Meslay-Grez     | 24,18            | 2 784 (2022)                      | 115                | modifier les données · modifier les données |

### Pyramide des âges
Les pyramides des âges du département de la Mayenne, comparées sur les années 1999 et 2009, expriment le vieillissement de la population. La tranche des plus de 75 ans est ainsi passée de 8 à 11 % de la population totale en dix ans, tandis que la tranche des 15-29 ans a reculé de 20 à 17 %. La part des 45-59 ans a de son côté fortement augmenté, passant de 17 à 20 %, tandis que la part des 0-14 ans reste similaire,.
| Hommes | Classe d’âge | Femmes |
| ------ | ------------ | ------ |
| 12 161 | 75 et plus   | 19 299 |
| 19 969 | 60 à 74      | 22 173 |
| 30 237 | 45 à 59      | 30 117 |
| 30 279 | 30 à 44      | 29 081 |
| 26 590 | 20 à 29      | 24 288 |
| 31 215 | 0 à 19       | 29 638 |

| Hommes | Classe d’âge | Femmes |
| ------ | ------------ | ------ |
| 9 005  | 75 et plus   | 15 685 |
| 19 594 | 60 à 74      | 22 237 |
| 24 833 | 45 à 59      | 24 937 |
| 30 798 | 30 à 44      | 29 234 |
| 29 419 | 15 à 29      | 26 731 |
| 27 218 | 0 à 14       | 25 636 |

### Ménages
Le nombre total de ménages mayennais est de 296 875 en 2009. Le département compte une majorité de ménages avec famille, qui représentent 66,7 % du total. Les ménages composés d'une seule personne suivent avec 31,8 %, dont 17,6 % de femmes seules et 14,2 % d'hommes seuls. Ces ménages concernent surtout les plus de 65 ans, qui représentent 77 % du total, et dans une plus faible mesure les jeunes de 20-24 ans (21 %). Les ménages sans famille sont rares et ne représentent que 1,5 % du total des ménages. Les familles mayennaises sont plus traditionnelles que l'ensemble des familles françaises, avec une forte proportion de familles nombreuses (une sur quatre), surtout présentes dans les campagnes, notamment dans les Coëvrons et la Mayenne angevine. Les familles monoparentales, plutôt urbaines, sont minoritaires (une sur dix). Ces deux types de famille sont les plus sujettes à la précarité. Le pourcentage de divorcés chez les plus de 15 ans est faible : 5,1 %, et la majorité d'entre eux sont mariés : 53,2 %. Les célibataires représentent quant à eux 33,3 % des plus de 15 ans.

### Logement

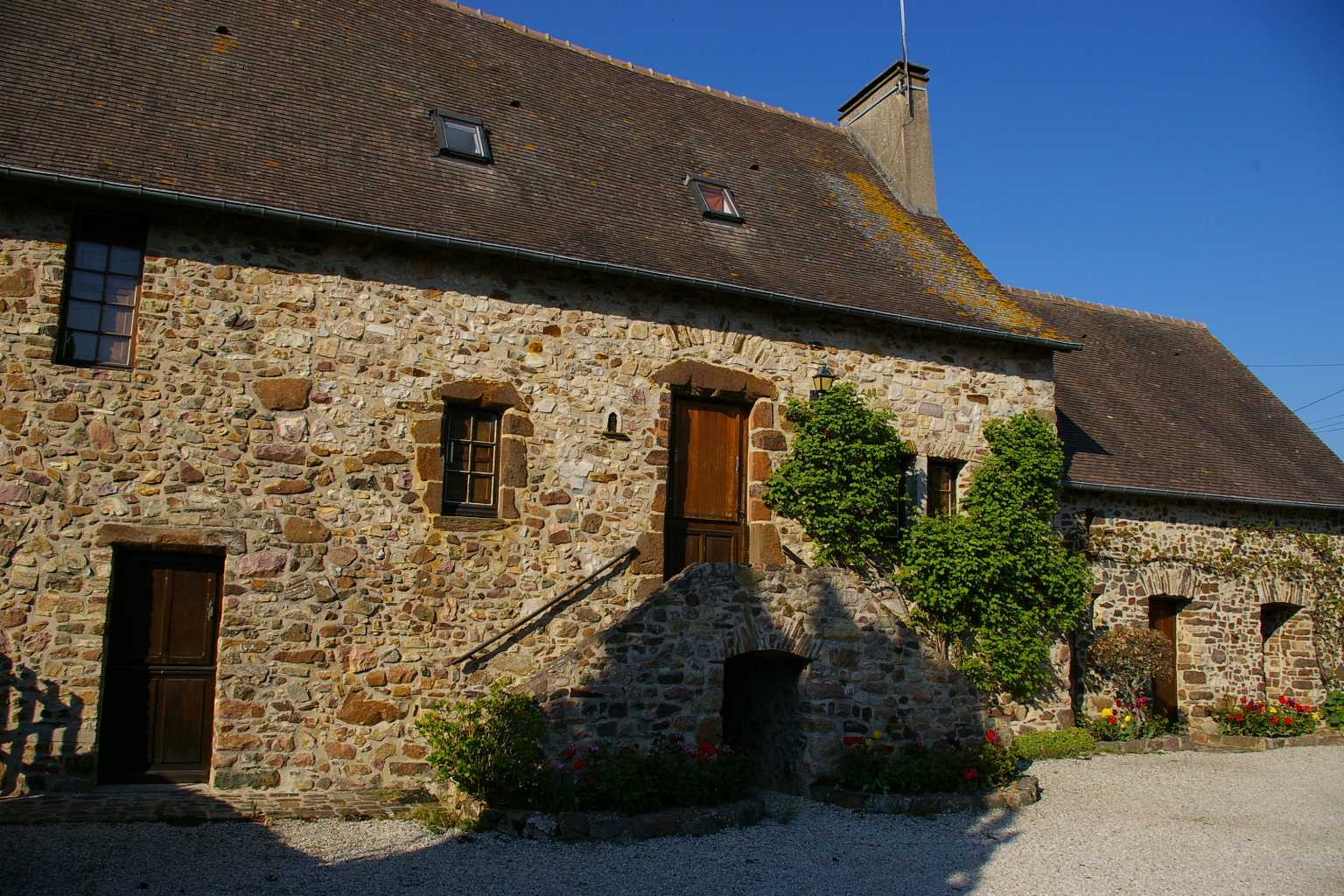
Une maison traditionnelle à Sainte-Suzanne.

En 2009, le département de la Mayenne comptait 147 688 logements. Parmi ceux-ci, il y avait 87,1 % de résidences principales, 5,3 % de résidences secondaires et 7,6 % de logements vacants. Le pourcentage de résidences principales est légèrement au-dessus de la moyenne en France métropolitaine, établie à 83,5 % pour la même année.
En outre, la même année, les maisons individuelles représentaient 79,9 % des logements. En France métropolitaine, ce taux était de 56 %.
64,9 % des occupants des résidences principales sont propriétaires, 33,8 % sont locataires et 1,3 % sont des personnes logées gratuitement. Les logements mayennais sont généralement grands : 45,7 % des résidences principales font 5 pièces ou plus, contre 31,2 % pour la France entière, et seulement 2,6 % d'entre eux ne font qu'une pièce (France entière : 6,2 %),. Toujours en 2009, les maisons mayennaises comptaient en moyenne 4,8 pièces, et les appartements, 2,9 pièces. 97,1 % des logements comptaient une salle de bain avec une baignoire ou une douche.
En 2013, le prix moyen de l'immobilier à la vente au niveau départemental s'élevait à 1 258 €/m2 pour une maison. Les appartements étaient légèrement plus chers, avec une moyenne de 1 280 €/m2. Il existe de fortes disparités entre secteurs, les prix étant les plus élevés dans l'agglomération lavalloise, et les plus bas dans le nord du département. Ainsi, à Lassay-les-Châteaux, le prix moyen par mètre carré pour une maison s'élevait à seulement 859 €, contre 1 569 € à Laval. La Mayenne est, avec l'Orne voisine, l'un des départements les moins chers dans l'Ouest pour l'immobilier.
En 2009, le département comptait 17 121 logements sociaux. La Mayenne est le département des Pays de la Loire où la demande est la plus faible, et les logements sociaux y ont généralement un taux de vacance élevé, supérieur à 10 % dans le parc public pour certaines communes, notamment dans le nord-ouest.
Selon le recensement général de la population du 1er janvier 2008, 5,3 % des logements disponibles dans le département étaient des résidences secondaires. Ce tableau indique les principales communes de la Mayenne dont les résidences secondaires et occasionnelles dépassent 10 % des logements totaux en 2008 :
| Commune              | Population SDC | Nb de logements | Rés. secondaires | % Rés. sec. |
| -------------------- | -------------- | --------------- | ---------------- | ----------- |
| Couesmes-Vaucé       | 389            | 305             | 108              | 35,38 %     |
| Lassay-les-Châteaux  | 2 438          | 1 314           | 168              | 12,79 %     |
| Javron-les-Chapelles | 1 461          | 828             | 101              | 12,20 %     |

Sources :
- Insee, chiffres au 01/01/2008.

### Religion

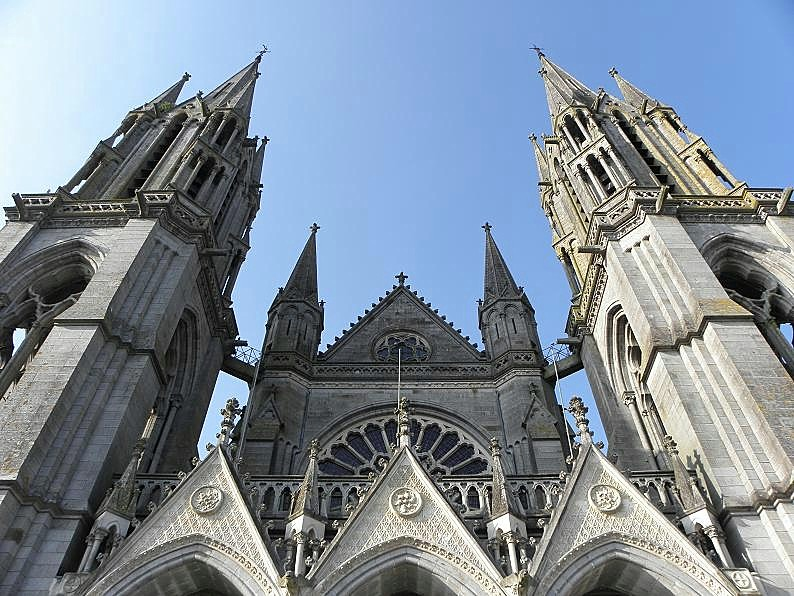
Pontmain, lieu de pèlerinage catholique.

Le Grand Ouest français est traditionnellement une région fortement attachée au Catholicisme. La déchristianisation amorcée au XIXe siècle y a cependant fait fortement diminuer le nombre de pratiquants. La Mayenne, avec la Manche et les Deux-Sèvres, demeure toutefois l'un des départements les plus catholiques de France. Une enquête menée par l'IFOP en 2006 fait état dans ces départements de plus de 75 % de personnes se déclarant appartenir à la religion catholique (moyenne nationale hors Corse : 64 %). Ce chiffre regroupe aussi bien les pratiquants réguliers que les individus ayant uniquement un attachement culturel à l'Église. La Mayenne correspond au diocèse de Laval qui fait partie de la province ecclésiastique de Rennes.
Les autres religions sont pratiquement inexistantes. Le Protestantisme concerne moins de 1 % des Mayennais. Il a connu un certain succès dans le Bas-Maine au XVIe siècle, puis s'est éteint après la révocation de l'édit de Nantes par Louis XIV et n'est redevenu visible qu'à la fin du XIXe siècle. Le département ne compte qu'une seule église protestante, située à Laval. L'enquête de 2006 de l'IFOP donne également un très faible pourcentage de juifs et musulmans, inférieur à 1 %. La Mayenne ne compte pas de synagogue mais une mosquée et quelques salles de prière musulmanes. Le nombre de personnes sans religion est estimé entre 20 et 27 % de la population mayennaise (moyenne nationale : 27,6 %).

### Langues
Comme dans le reste de la France, le français est largement majoritaire en Mayenne, et il côtoie parfois les langues liées à l'immigration. Le département possède aussi un parler qui lui est propre, le mayennais, également appelé bas-mainiot ou simplement patois. Il s'agit d'une langue d'oïl, tout comme le gallo, le picard, le normand ou le poitevin. Il descend directement du latin populaire et a connu un développement parallèle à celui du français. Le mayennais n'est donc pas une déformation du français, ce sont deux parlers distincts, avec une origine commune et une histoire différente. Ses limites géographiques et linguistiques sont difficiles à définir, car il fait partie d'un continuum, c'est-à-dire un ensemble de parlers partageant les mêmes origines, qui se mélangent et se chevauchent sur plusieurs régions. Le mayennais est voisin du normand au nord, du gallo à l'ouest, de l'angevin au sud, et du sarthois (ou haut-mainiot et manceau) à l'est. La définition géographique du mayennais varie selon les auteurs, certains incorporant le nord du département dans l'aire du normand, d'autres le rattachant à l'angevin, etc. Le mayennais est étudié par des universitaires depuis le XIXe siècle mais il est de moins en moins pratiqué, notamment à cause de la généralisation du français et de la dépréciation dont il est victime. Certains termes mayennais sont toutefois employés par de nombreux habitants, ce qui a donné naissance à une variété régionale du français.

### Enseignement et recherche

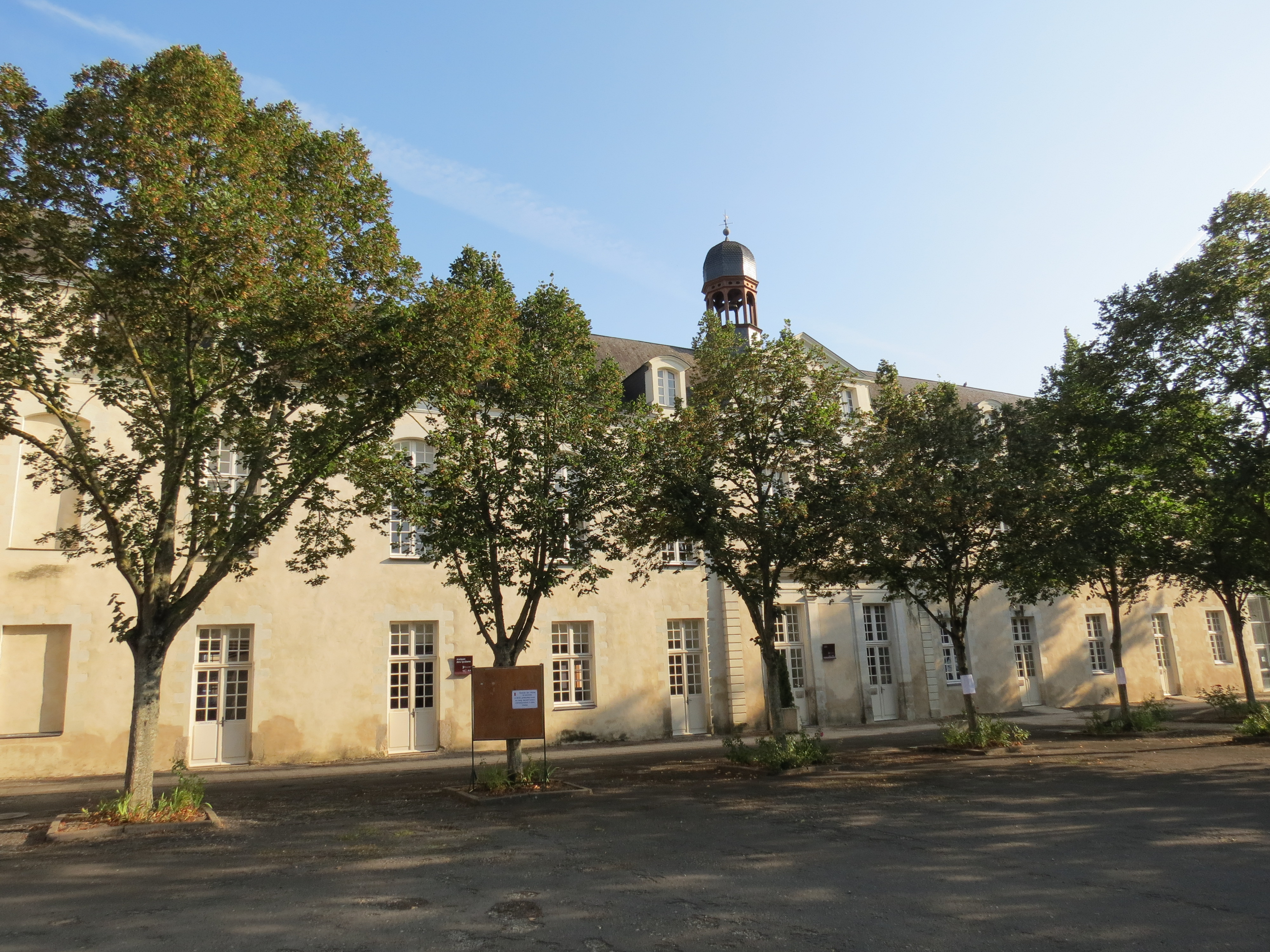
Le lycée Victor Hugo de Château-Gontier.

En matière d'éducation et d'enseignement, le département de la Mayenne appartient à la circonscription administrative de l'académie de Nantes qui regroupe également les départements de la Loire-Atlantique, de Maine-et-Loire, de la Sarthe et de la Vendée. La Mayenne compte 345 écoles maternelles et primaires, dont 237 sont publiques et 108 sont privées (soit 31 %). L'enseignement privé catholique est généralement beaucoup plus présent dans l'Ouest de la France que dans le reste du pays. La Mayenne possède aussi 42 collèges, dont 27 publics et 15 privés, 12 lycées généraux et technologiques, dont 6 publics et 6 privés, et 7 lycées professionnels, dont 4 publics et 3 privés. En 2012, ces établissements totalisaient 58 711 élèves, dont 37 723 dans le public et 20 988 dans le privé.

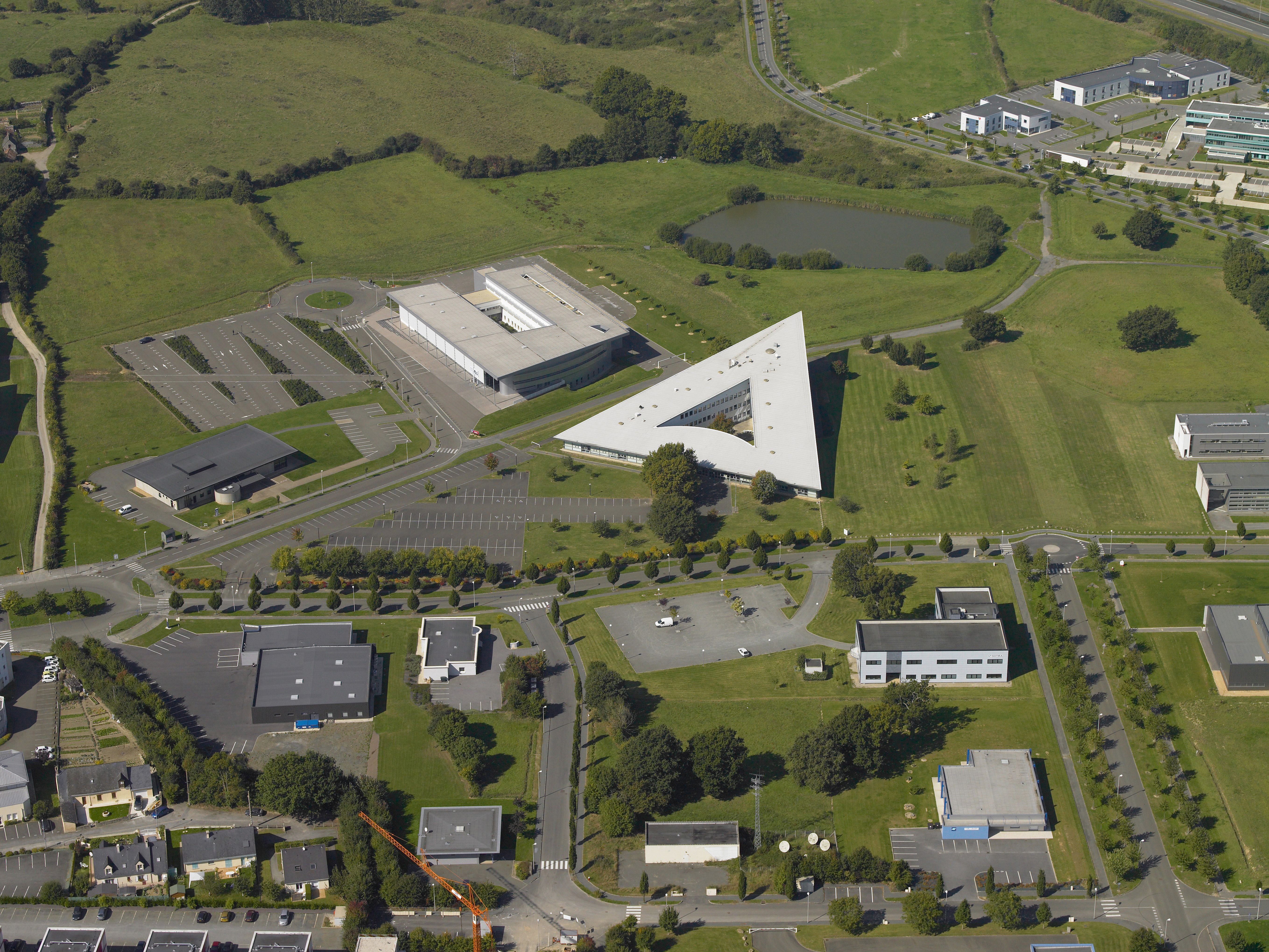
Les écoles supérieures ESTACA et ESIEA à Laval.

Le taux d'élèves dans l'enseignement professionnel (24 %) et technologique (23 %), est plus important en Mayenne que dans la France entière (respectivement 19 % et 16 %),. Le taux de réussite au baccalauréat est lui aussi généralement plus élevé en Mayenne, ainsi que dans l'ensemble des Pays de la Loire. Le département et la région avaient par exemple obtenu 91 % de réussite au bac général en 2011 (France entière : 88,2 %) et 89,5 % pour le bac professionnel (France entière : 83,6 %),,.
La Mayenne présente une forte proportion de personnes peu ou pas diplômée, et en 2009, seulement 17,4 % des Mayennais avaient un diplôme de l'enseignement supérieur. 26,7 % avaient alors un CAP ou un BEP, et 40,4 % n'avaient aucun diplôme ou bien seulement le BEPC ou le certificat d'études primaires. Les 14,5 % restant avaient un brevet professionnel ou un baccalauréat.
Quelques lycées offrent des formations en BTS ou en licence professionnelle, mais l'offre en enseignement supérieur est maigre et les étudiants mayennais partent le plus souvent étudier à Rennes, au Mans ou encore à Nantes. Laval possède cependant des antennes de l'Université du Maine, qui y maintient un IUT proposant des formations en biologie, en commerce et en informatique, ainsi qu'une faculté de droit. Ces deux antennes se trouvent sur le Centre universitaire de la Mayenne, qui regroupe aussi l'École d'ingénieurs du monde numérique (ESIEA) et l'École supérieure des techniques aéronautiques et de construction automobile (ESTACA).
L'Université de Nantes a aussi ouvert un IUFM, installé près du CNAM. Le Campus EC 53 regroupe de son côté l'enseignement supérieur catholique, avec l'UCO Laval, dépendante de l'Université catholique d'Angers. Laval compte aussi l'École supérieure de création interactive numérique (ESCIN), un centre de formation en alternance AFTEC, et deux écoles de commerce et de management, l'ESUP et Antaxia. La ville possède aussi quelques laboratoires de recherche, comme ceux de l'ESTACA, de l'ESIEA et de l'IUT. Ces laboratoires travaillent principalement sur la réalité virtuelle, la cryptologie la virologie, la biologie et l'électro-magnétique. La Mayenne comptait 3 716 étudiants en 2012.

### Médias

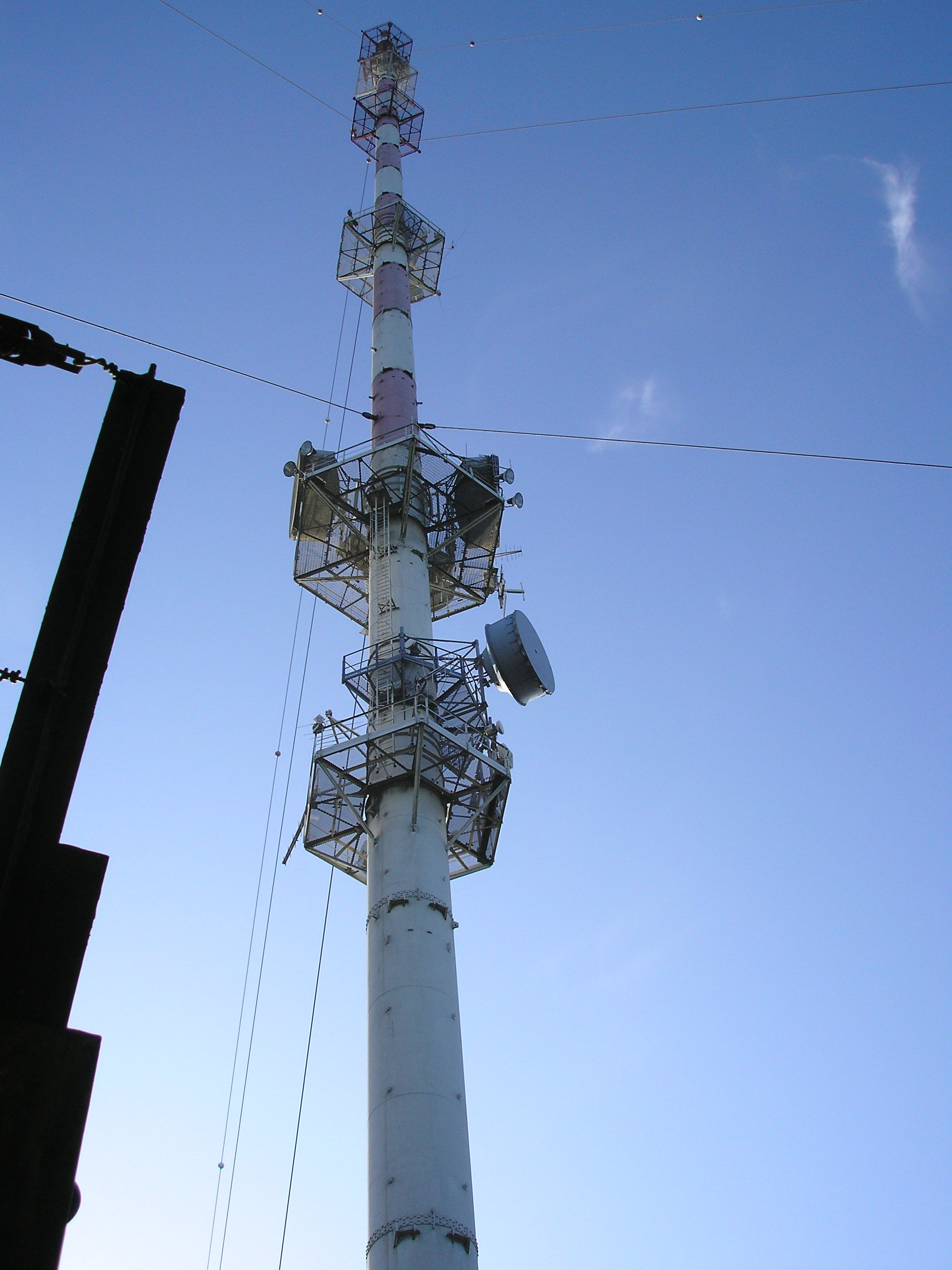
L'émetteur du mont Rochard.

La Mayenne est couverte par de multiples médias audio-visuels, nationaux et locaux. Du côté de la télévision, la seule chaîne locale est France 3 Pays de la Loire. TV Mayenne.com est une chaîne de télévision diffusée par internet. Le principal émetteur du département est construit au sommet du mont Rochard. Il transmet les programmes de la TNT depuis 2006 et sert également aux radios France Culture, France Musique, France Bleu Mayenne et France Inter. En plus de France Bleu Mayenne, le département compte des bureaux de Radio Fidélité, Oxygène Radio et l'Autre Radio. France Bleu Mayenne est de loin la radio la plus écoutée, avec 52 400 auditeurs quotidiens.
La presse écrite locale compte trois journaux, Ouest-France, un quotidien qui couvre tout le Grand Ouest français, le Courrier de la Mayenne et le Haut-Anjou pour la partie sud-Mayenne.

### Santé
En 2012, la Mayenne comptait 3 733 professionnels de santé, dont 2 306 infirmiers et infirmières diplômés d'État, 357 médecins généralistes, 262 médecins spécialistes, 258 pharmaciens, 176 masseurs et kinésithérapeutes et 125 chirurgiens-dentistes. La densité de professionnels libéraux de santé pour le département s'élevait alors à 80 généralistes, 47 spécialistes et 93 infirmiers (IDE) pour 100 000 habitants. La Mayenne est le département des Pays de la Loire qui a la densité la plus faible de professionnels de santé, la région ayant par exemple 101 généralistes pour 100 000 habitants (France entière : 108). Les Pays de la Loire connaissent par ailleurs une baisse régulière des effectifs depuis plusieurs décennies. En Mayenne, les femmes ne représentent que 24 % des généralistes (Pays de la Loire : 28 %, France : 29 %).
Les niveaux de santé en Mayenne sont bons, avec par exemple une mortalité générale et une mortalité prématurée inférieures à la moyenne
des Pays de la Loire et de la France entière. Les admissions en maladie de longue durée, les cas de cancers, de diabète, de pathologies liées à une consommation excessive d'alcool et les chutes chez les plus de 65 ans sont aussi moins courants en Mayenne que dans l'ensemble de la région. Cependant, la Mayenne possède un nombre élevé de décès par accident de la route chez les femmes. Il existe aussi des disparités locales, et le centre du département est généralement le plus favorisé, tandis que la situation est moins bonne dans le nord.

### Sport

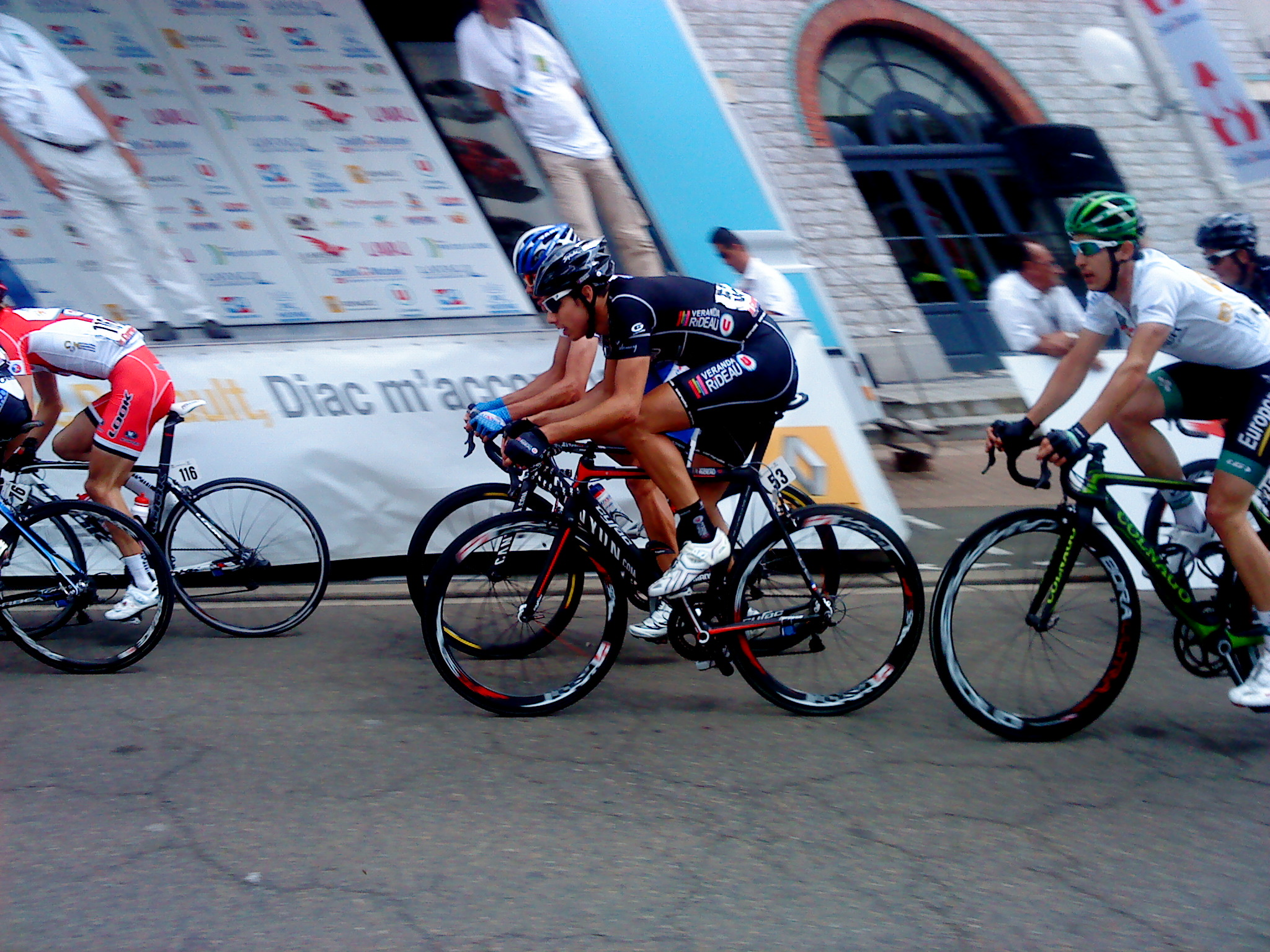
Arrivée de la dernière étape des Boucles de la Mayenne à Laval en 2012.

Les sports les plus populaires en Mayenne sont le football, le cyclisme et l'équitation, Le jeu de palets traditionnel y est aussi pratiqué. Le département compte plusieurs infrastructures sportives importantes, comme le stade Francis-Le-Basser, qui compte plus de 10 000 places assises, l'Espace Mayenne, centre évènementiel qui comprend un vélodrome et un mur d'escalade, le stade d'athlétisme de Laval, le golf de Changé, le circuit de moto-cross Raymond Demy, le circuit de rallycross Maurice Forget et l'aérodrome d'Entrammes. La Mayenne possède aussi deux grands hippodromes, ceux de Laval et de Craon, où des courses hippiques ont régulièrement lieu. La tradition hippique mayennaise est aussi entretenue par de nombreux centres équestres et une dizaine d'éleveurs de chevaux. Le Centre d'entraînement régional de galop de l'ouest se trouve au sud du département, à cheval entre Senonnes en Mayenne et Pouancé en Maine-et-Loire. Les Boucles de la Mayenne est une course cycliste annuelle qui fait partie de l'UCI Europe Tour.
La vallée de la Mayenne compte de nombreux chemins de randonnée, notamment le chemin de halage, emprunté par les cavaliers, les cyclistes et les promeneurs. Le reste du département possède aussi un important maillage de voies vertes, aménagées à la place d'anciennes voies ferrées. Les sports nautiques peuvent être pratiqués dans quelques endroits, notamment près de Château-Gontier, où se trouve une base de ski nautique. La Mayenne, ses affluents ainsi que de nombreux étangs forment une vaste réserve de pêche.
La Mayenne est le département Français comptant le plus de licenciés en football par rapport au nombre d'habitants. En 2023, avec 18973 licenciés, cela représentait 6,19% de la population Mayennaise. La principale formation professionnelle mayennaise de football est le Stade lavallois Mayenne Football Club, club de football évoluant en Ligue 2. D'autres équipes comme l'Union sportive changéenne, l'Union sportive lavalloise, l'US Méral-Cossé ou le FC Château-Gontier évoluent en régional. Les Francs Archers Laval et l'ASPTT Laval évoluent en district. La Mayenne a vu naître quelques grands sportifs, comme les cyclistes François Pervis, pistard, huit fois champion du monde et deux records du monde, Freddy Bichot, Jacky Durand et Marc Madiot, le tennisman et navigateur solitaire Alain Gerbault, le boxeur Jean-Claude Bouttier, l'athlète Manuela Montebrun et le jockey Olivier Peslier.
Labelisé Terre de Jeux 2024, le label de Paris 2024 destiné aux territoires, le Département de la Mayenne accueillera le Relais de la Flamme.

## Économie

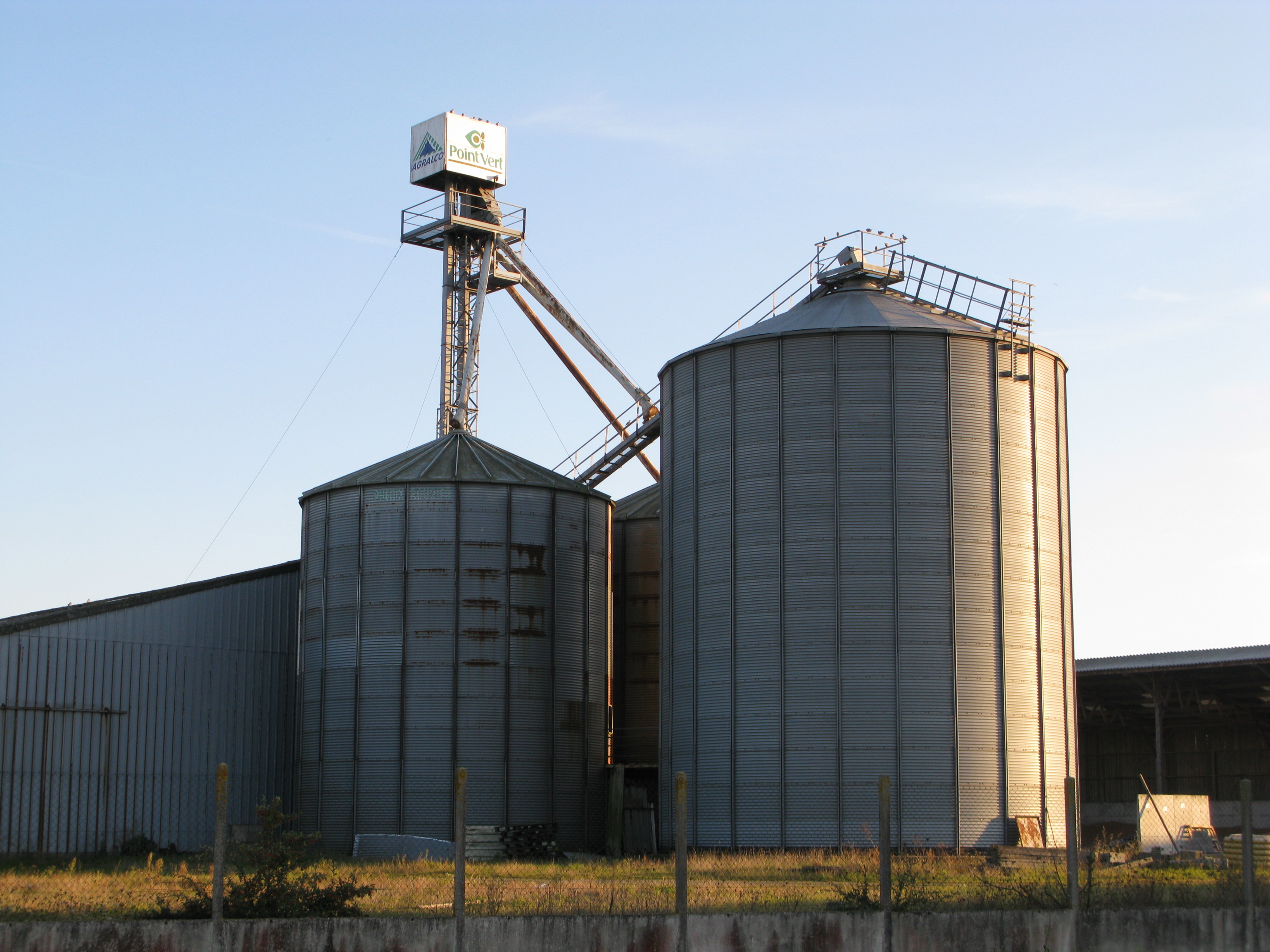
Des silos à Mayenne.

En 2011, la Mayenne comptait 11 519 entreprises. La plupart d'entre elles, 63 %, étaient spécialisées dans les services, le commerce et les transports. Suivaient l'industrie (15 %), la construction (10 %), et les administrations et les établissements d'enseignement, de santé et d'action sociale (10 %). L'agriculture, qui représente 9 % des emplois et 10 % du PIB, est un secteur très important pour l'économie locale, mais elle est devancée par l'industrie, qui totalise 25 % des emplois. Les exportations mayennaises sont faibles et seules 2,5 % des entreprises locales exportent, contre 4 % des entreprises françaises. Les entreprises mayennaises sont aussi plus anciennes que la moyenne nationale, 42 % ont dix ans ou plus. En 2005, le PIB départemental s'élevait à 7,065 milliards d'euros, soit 23 654 euros par habitant et 56 957 euros par emploi. Ces deux derniers chiffres sont inférieurs à la moyenne nationale (27 811 et 69 185 euros), mais supérieurs à ceux de Maine-et-Loire et de la Vendée. La même année, la valeur ajoutée provenait principalement des services, surtout marchands, (47 %), de l'industrie (21 %), des services administrés (20 %), de la construction (7,4 %) et de l'agriculture (7 %), une répartition similaire à celle des autres départements des Pays de la Loire.

### Revenus de la population et fiscalité

#### Les revenus
En 2009, l'INSEE recensait en Mayenne 163 617 foyers fiscaux, dont 50,6 % d'entre eux ont été imposables. Le revenu net total déclaré par tous les foyers fiscaux s'élevait pour cette année à 3 421 180 euros (partagé à hauteur de 75 %(2,6 millions d'euros) par les foyers imposables et 25 % par les non-imposables). En outre le revenu net déclaré moyen s'élevait pour sa part à 20 910 € par foyer fiscal (31 150 € pour les foyers fiscaux imposables et 10 428 € pour les non-imposables) et l'impôt moyen à 605 €. La même année en France, la part de foyers imposables était de 53,6 % et le revenu moyen de 23 230 €, soit des chiffres sensiblement supérieurs à ceux constatés en Mayenne. Toujours en 2009, les revenus déclarés de la population se sont répartis en 61,5 % de salaires, de 26 % de retraites, pensions et rentes, de 6,4 % de revenus non salariés et de 6,1 % d'autres revenus.
S'agissant du revenu selon la profession et catégorie socio-professionnelle (PCS) en 2009, l'INSEE mesure un revenu horaire en Mayenne de 21,2 € pour les cadres, 13,4 € pour les professions intermédiaires, 8,6 € pour les employés, 10,1 € pour les ouvriers qualifiés et 8,9 € pour les ouvriers non qualifiés.
Enfin, fin 2012, la Mayenne comptait plus de 4 600 foyers bénéficiaires du Revenu de solidarité active (RSA). Ce nombre a augmenté de 8 % depuis 2010, avec le contexte de crise économique débuté en 2009.
Du côté de l’imposition sur le patrimoine, la Mayenne comptait en 2010 une seule commune de plus de 20 000 habitants possédant plus de 50 redevables de l'Impôt de solidarité sur la fortune (ISF) : Laval, avec 375 redevables et un montant moyen légèrement supérieur à la moyenne française (5 817 € à Laval et 4 854 € au niveau national).

### Emploi
En matière d'emploi, l'INSEE comptait en 2009 en Mayenne 128 565 actifs occupés, dont 108 724 salariés, soit 84,6 % du total. Le temps partiel représentait alors 15,6 % des actifs, et 46,6 % des actifs étaient des femmes.
En 2010, 33,9 % des emplois concernaient les services, les transports et le commerce. Suivaient l'administration publique, l'enseignement et l'action sociale, avec 28,1 % des emplois, l'industrie, 21,6 %, l'agriculture, 8,7 %, et la construction, 7,7 %. La grande majorité des emplois, 70 %, était alors à durée indéterminée. Les contrats à durée déterminée (CDD) ne représentaient que 5,5 % du total, les emplois en intérim, 2,6 %, et les stages et les contrats d'apprentissage, 3,1 %. Les emplois non salariés, 18,3 % du total, concernent surtout l'agriculture, 77,5 % des agriculteurs étant à leur compte.
En 1999, 51,3 % des Mayennais travaillaient hors de leur commune de résidence. En dix ans, la situation s'est amplifiée puisqu'en 2009, ce taux est passé à 60,6 %. Dans 51 % des cas, cette commune se situait elle aussi dans le département de la Mayenne.
La Mayenne connaît traditionnellement des taux de chômage faibles, en dessous des moyennes nationales et des Pays de la Loire. Néanmoins, la crise économique de 2009 a touché le département, et il a connu une hausse de 0,7 % entre janvier et novembre 2012 pour atteindre 6,4 % (Pays de la Loire : 8,3 %). Les disparitions d'emplois concernent surtout les missions d'intérim, les transports et l'industrie.

### Entreprises du département
Au 1er janvier 2011, l'Insee recensait en Mayenne 11 579 entreprises, majoritairement anciennes avec 42 % d'entreprises de 10 ans ou plus et 14 % âgées de 6 à 9 ans. À l'inverse, les entreprises de moins d'un an ne concernaient que 12 % d'entre elles à cette période. Les entreprises mayennaises étaient alors les plus nombreuses dans le secteur du commerce, des transports et des services divers : 7 351 entreprises soit 63,5 % du total. Suivaient la construction, avec 15,4, l'administration publique, l'enseignement, la santé et l'action sociale, 10,7 %, et l'industrie, 10,4 %.
Toujours en 2011, avec 1 399 nouvelles entreprises, le taux de création moyen s'élevait donc à 12,1 %, en baisse par rapport à 2010, le plus fort étant de 12,9 % dans le secteur des transports, du commerce et des services. En 2009, la Mayenne comptait par ailleurs 27 396 établissements actifs, 69 % d'entre eux n'employant aucun salarié, 24 % employant de 1 à 9 salariés, 3 % de 10 à 19 salariés, 2 % de 20 à 49 salariés et 1,3 % employant 50 salariés ou plus (371 établissements).
La Mayenne compte plusieurs parcs d'activités, comme Laval Mayenne Technopole (unique technopole du département).

#### Entreprises d'envergure nationale ou internationale

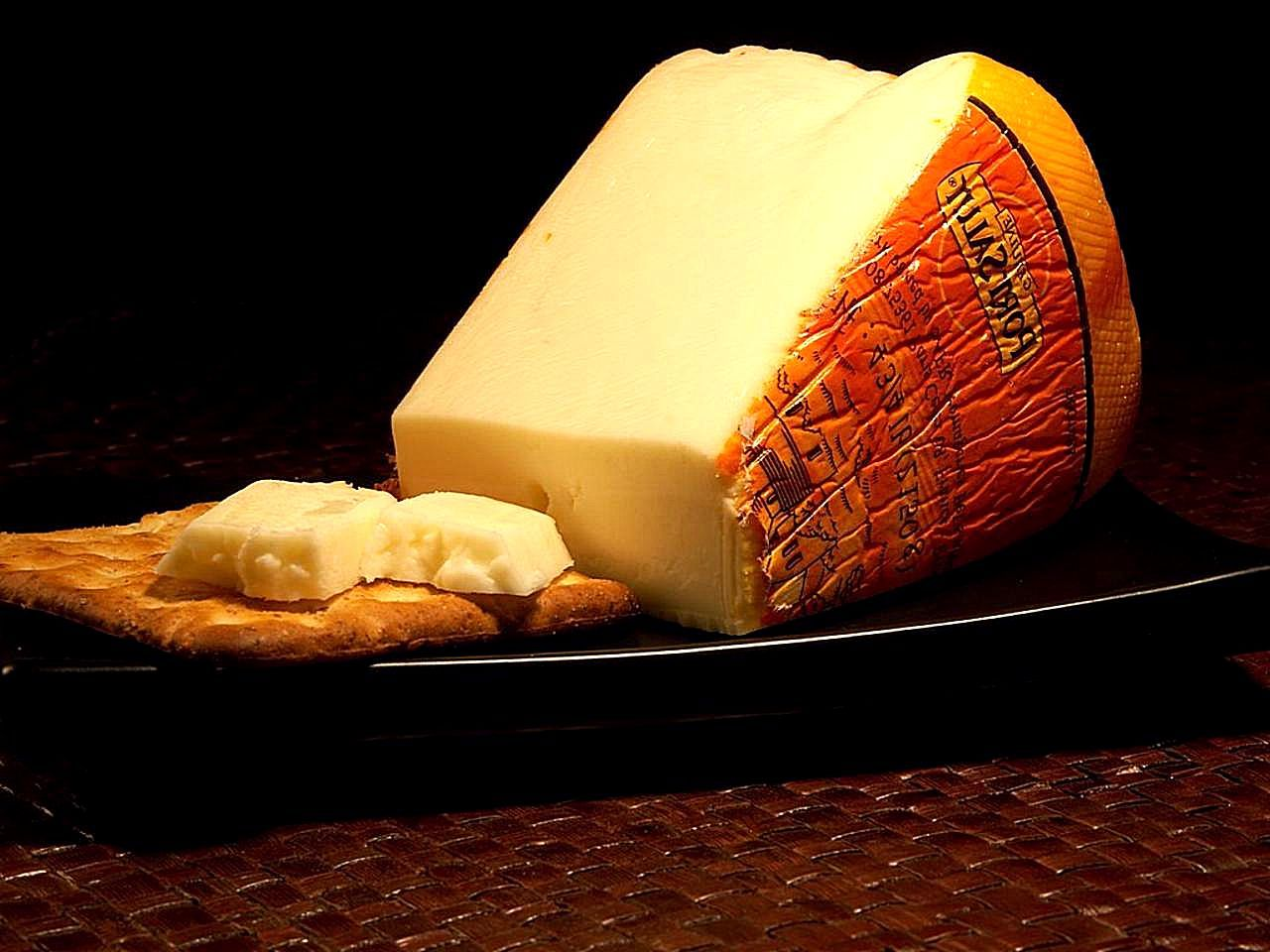
Le Port-Salut, fabriqué par le groupe Bel.

Ci-après sont listées les principales grandes entreprises dont le siège et/ou au moins un établissement sont situés en Mayenne. En gras sont indiquées les entreprises qui y ont leur siège.
- Lactalis, premier groupe laitier et fromager mondial[103] et premier groupe agroalimentaire français devant le groupe Danone (avec plusieurs filiales) depuis 2023[104].
- Mann+Hummel France, équipementier automobile filiale de Mann+Hummel.
- Maisonneuve, négoce de produits métallurgiques.
- Breger et Compagnie, transports.
- Bétail Goronais, négoce de bétail.
- Dirickx, plus grand producteur français de clôtures.
- Gruau, carrossier de véhicules utilitaires,
- Rapido, fabricant de camping-cars et de mobile-homes.
- Séché , groupe spécialisé dans le traitement et la valorisation des déchets,
- Beauplet Languille , négoce de produits métallurgiques.
- Jouve, imprimerie,
- Serap, troisième fabricant mondial de refroidisseurs à lait,
- MPO, fabricant de supports de stockage (CD, DVD…)
- Anjou Maine Céreales, négoce de céréales.
- Valeo, fabricant de modules et de systèmes intégrés pour l'industrie automobile,
- Thales Communications & Security, technologies de la défense,
- Groupe Bel et Bongrain, groupes fromagers.
- Daniel Moquet signe vos allées, paysagistes spécialisés dans l’aménagement et la rénovation des allées.

### Agriculture

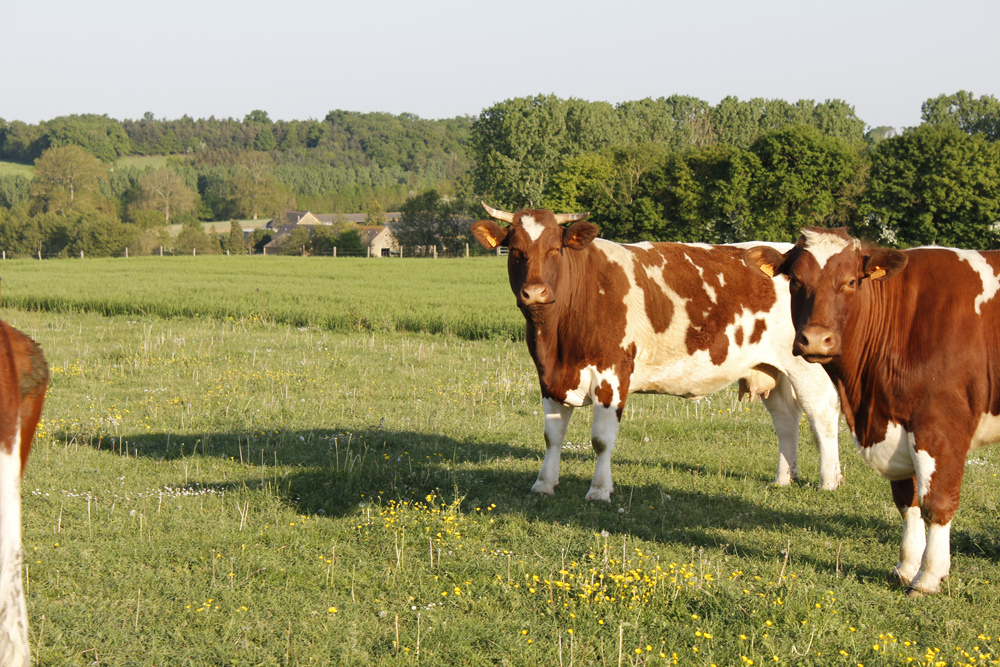
Des Rouges de prés près de Saint-Brice.

L'agriculture est un secteur très important pour l'économie mayennaise. En 2020, la Mayenne compte environ 6 000 exploitations agricoles. L’orientation technico-économique dominante des exploitations agricoles en Mayenne est polyculture-polyélevage, avec principalement des bovins. En 2020, la Mayenne compte 3 109 exploitations individuelles, 1 200 en GAEC et 1 270 en EARL, soit une diminution de 2 203 exploitations depuis 2010. Les autres activités importantes sont l'élevage hors-sol (1 900 actifs) et les ovins, les caprins et les autres herbivores (1 500 actifs). La grande culture et la polyculture concernent chacune 1 350 personnes. Les races bovines les plus fréquentes en Mayenne sont la Rouge des prés (ou Maine-Anjou) pour la viande, et la Prim'Holstein et la Normande pour le lait.
Les activités agricoles mayennaises actuelles ont pour la plupart été adoptées récemment. Les élevages bovins, les pâtures et le bocage n'ont d'ailleurs rien de traditionnel. Jusqu'au XIXe siècle, l'agriculture mayennaise était dominée par la culture du lin, et du chanvre dans une moindre mesure. Par ailleurs, la culture de la vigne était commune avant le XVIe siècle et la canalisation de la Mayenne. Le vin d'Anjou, bien meilleur, pouvait désormais être importé facilement par bateau, et les vignes locales ont fait place à des vergers, dont certains existent encore. Ces vergers servaient notamment à produire du cidre. Au XIXe siècle, les engrais chimiques permettent de revaloriser les terres les plus pauvres et le lin, devenu peu rentable, disparaît. Le bocage mayennais prend alors forme et l'élevage du bétail ainsi que la production de céréales s'imposent. Finalement, à la fin du XIXe siècle, les agriculteurs mayennais se spécialisent définitivement dans l'élevage bovin et abandonnent le blé, qui se vendait mal. Enfin, au XXe siècle, le maïs en tant que plante fourragère se généralise et sa culture tend à uniformiser les paysages mayennais.

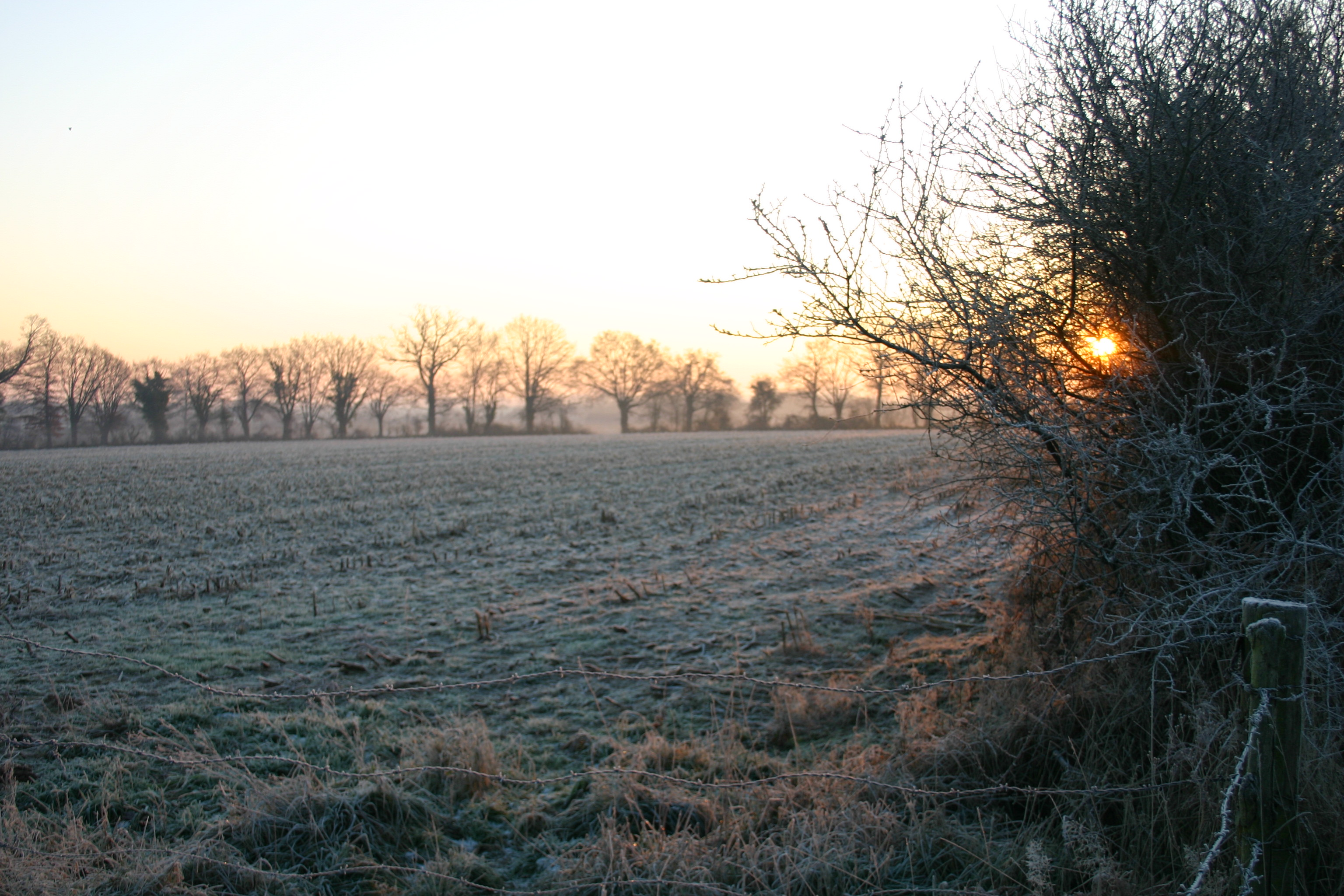
Un champ en décembre.

Le département de la Mayenne, tout comme les autres départements de France, est découpé depuis 1946 en quatre « petites régions agricoles » (PRA) au sein d'une région agricole française (RA). Les PRA furent déterminées en fonction d'une même vocation agricole dominante. Ces PRA sont numérotés par l'Insee.
- 53095 : région d'Embouche de l'Erve : centre-est du département, 15 % du territoire. Terres fortes et humides, races bovines à viande (Rouge des prés et Charolaise), moutons.
- 53096 : région de polyculture de Laval : un-dixième du département. Sols humides, surface toujours en herbe très vaste (45 % des terres), production de lait, de viande, de fruits et légumes, mais aussi présence de pépinières et d'horticulteurs.
- 53356 : le bocage angevin : quart sud du territoire. Climat plus chaud et plus sec qu'ailleurs, terres de qualité inégale. Vaches à lait, grandes cultures fourragères, élevage de volailles, vergers et horticulture.
- 53357 : zone d'élevage ou région de Fougères et de la Mayenne : moitié nord du département. Région humide et vallonnée, grandes surfaces toujours en herbe et cultures fourragères (maïs, notamment). 75 % des vaches sont laitières[2].

### Industrie

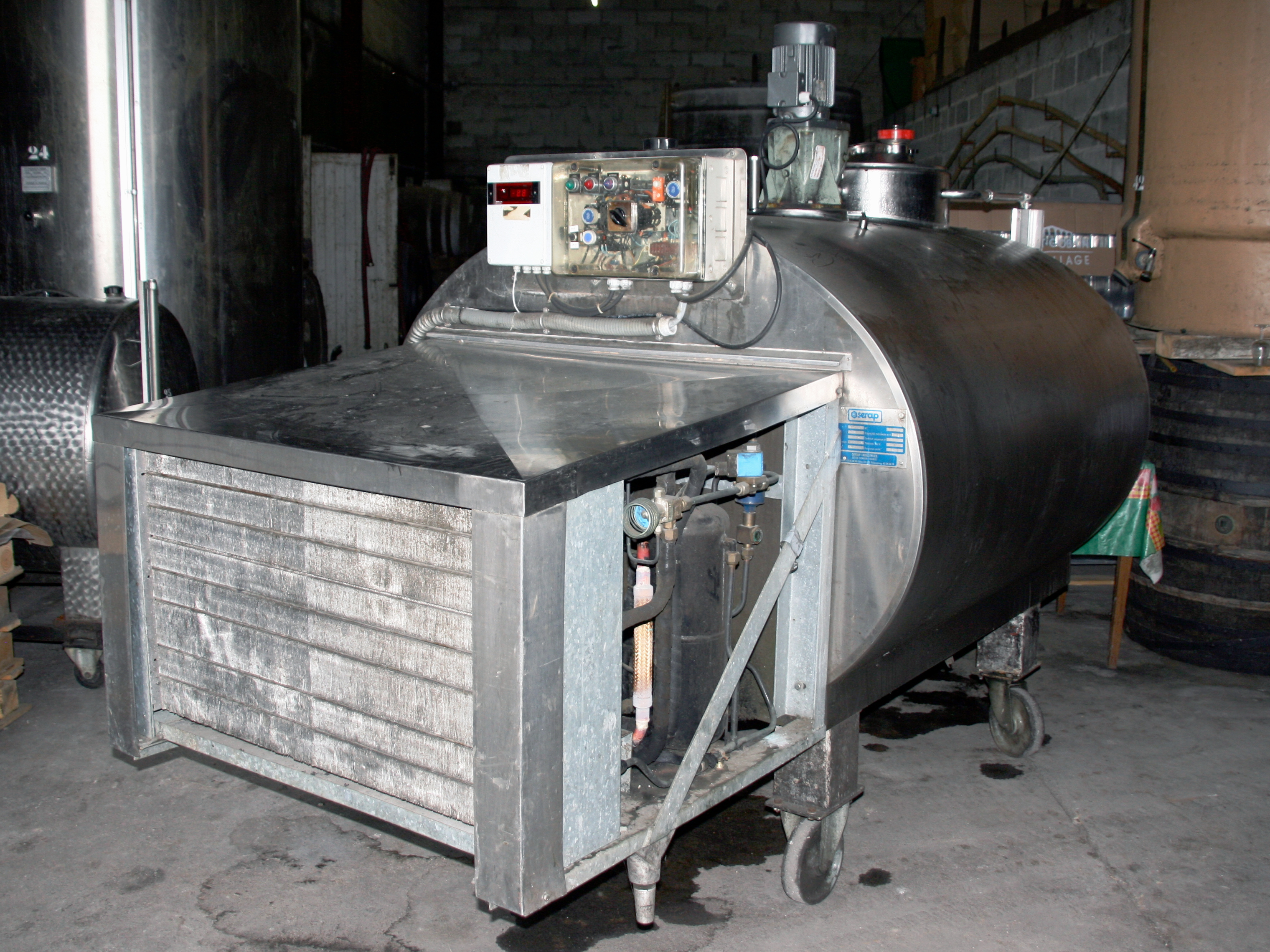
Réfrigérateur à vin fabriqué par Serap à Gorron.

Le secteur de l'industrie était en 2010 le 3e employeur en Mayenne avec 25 924 salariés, derrière le secteur des services et du commerce. Le Grand Ouest français s'est industrialisé plus tardivement et plus faiblement que des régions comme la Lorraine et le Nord-Pas-de-Calais, en privilégiant une grande diversité dans les activités. Il n'a d'ailleurs pas connu de désindustrialisation massive à la fin du XXe siècle. L'industrie mayennaise a toutefois tendance à diminuer au profit des services, perdant par exemple 1,3 % de ses emplois par an entre 1999 et 2006. Le département demeure toutefois au-dessus de la moyenne des Pays de la Loire, avec un quart d'emplois dans l'industrie, contre un cinquième pour la région entière.
L'industrie mayennaise a beaucoup changé au cours du XXe siècle. Vers 1900, les activités industrielles les plus communes étaient liées aux richesses du sous-sol (ardoise, marbre, antimoine, quartz aurifère, briqueteries) et aux productions agricoles (minoteries, brasserie, tanneries…). L'industrie textile, en déclin depuis la seconde moitié du XIXe siècle, était surtout présente à Château-Gontier et Laval. Le tissage de la soie et du coton importés avait succédé à celui du lin cultivé localement et les tisseurs mayennais produisaient surtout de la toile à matelas. Toiles de Mayenne est une des dernières entreprises locales à perpétuer l'industrie textile mayennaise. Le département comprend aussi des ateliers de couture qui fournissent des grandes marques comme Hermès, Dior et Chanel. Le maroquinier Longchamp est par ailleurs implanté à Ernée et Château-Gontier.
L'industrie de la Mayenne s'appuie sur quelques grands groupes agroalimentaires comme Lactalis ou Bel qui exploitent les productions laitières. Le département compte aussi des usines de construction et de sous-traitance automobile, comme Gruau, Rapido et Valeo, des usines de plasturgie, de métallurgie et d'électronique ainsi que des imprimeries. La Mayenne fait en outre partie du territoire d'action de quatre pôles de compétitivité : IDforCar (sous-traitance automobile), EMC2 (matériaux métalliques et composites), Valorial (agroalimentaire) et Images et réseaux (technologie numérique).

### Tourisme
La Mayenne n'a pas autant d'arguments touristiques que les départements du littoral ou de montagne. Elle possède toutefois des atouts importants, comme des cours d'eau navigables, des paysages sauvages, un grand réseau de chemins de randonnée et quelques sites historiques et artistiques notoires. En 2010, le tourisme y a généré 2 200 emplois directs. Le secteur souffre néanmoins de la crise économique car le nombre de visiteurs et la durée des séjours diminuent.
Le département comptait 53 hôtels de tourisme en 2010. Ils totalisaient 1 127 chambres et 224 lits. Huit hôtels avaient « une étoile », 27 en avaient deux et neuf en avaient trois. Ces hôtels trois étoiles se trouvent dans les trois plus grandes agglomérations (Laval, Mayenne et Château-Gontier), ainsi que dans les Coëvrons. Les hôtels mayennais ont enregistré 270 056 nuitées en 2010, dont deux-tiers de clients d'affaires, avec un taux d'occupation moyenne de 53 % (Pays de la Loire : 54 %). La clientèle des hôtels mayennais est en grande majorité française et les étrangers ne représentaient que 8,3 % des nuitées en 2010 (15 % en 2008). Ils viennent surtout du Royaume-Uni, mais aussi d'Allemagne, de Belgique ou d'Italie.
Un restaurant est distingué d'une étoile au Guide Michelin, L'Éveil des Sens à Mayenne étoilé depuis février 2011.

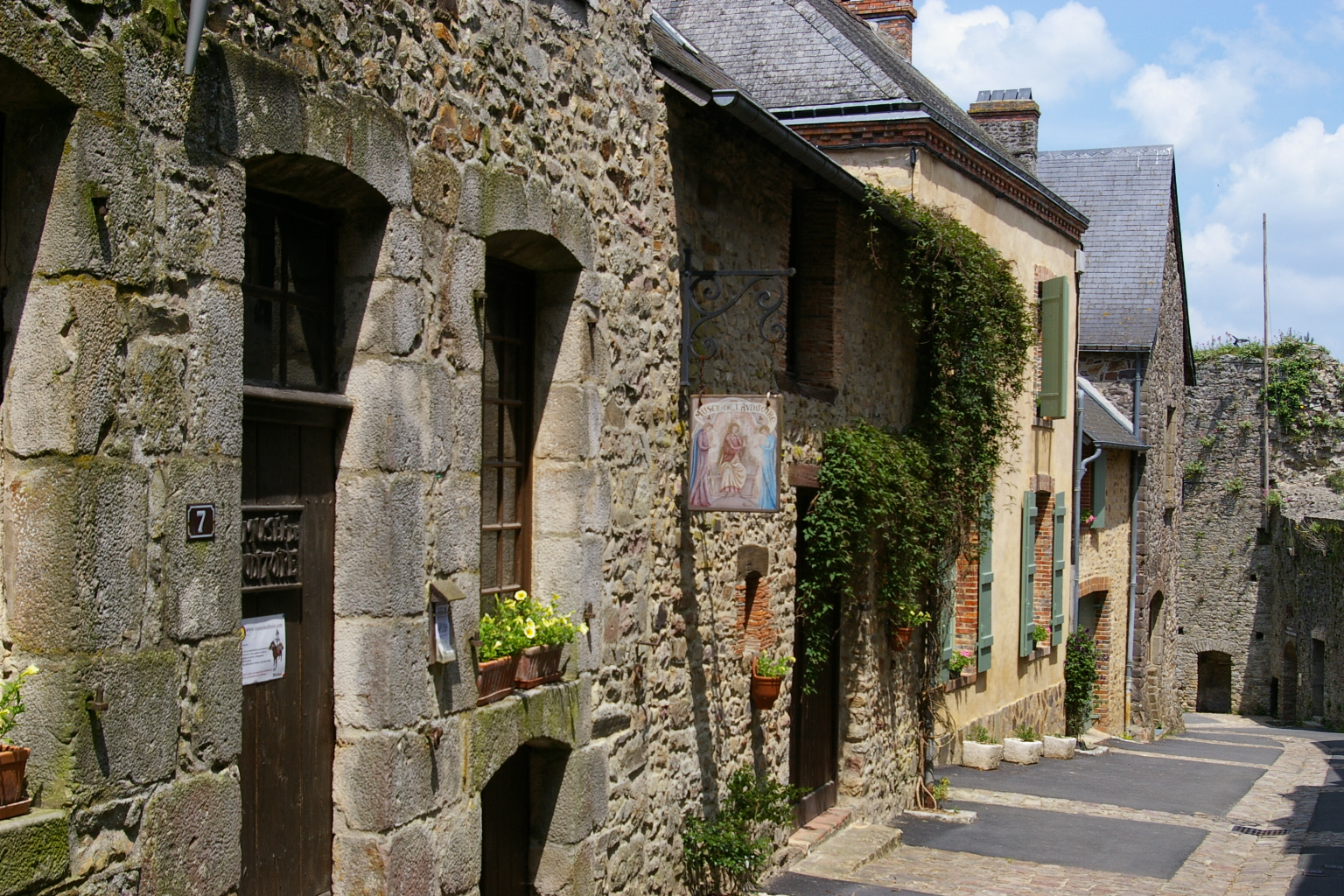
Entrée du musée de Sainte-Suzanne. Ce village des Coëvrons est un des lieux les plus touristiques de Mayenne.

La Mayenne comptait 19 établissements d'hôtellerie de plein air en 2010, dont 11 avec deux étoiles et 7 avec trois étoiles. Ils totalisaient ensemble 700 emplacements nus, 115 chalets ou mobil-homes et 2 578 lits. De mai à septembre 2010, ils ont enregistré 81 042 nuitées, dont 14 % de nuitées étrangères (Britanniques, Néerlandais, Belges et Allemands, principalement). Les clients français sont surtout issus des Pays de la Loire et de régions limitrophes comme la Bretagne et la Basse-Normandie, mais aussi du Nord-Pas-de-Calais et de l'Île-de-France. Toujours en 2010, les 146 gîtes ruraux du département ont enregistré 64 853 nuitées.
Le site le plus fréquenté du département, le Refuge de l'Arche, un parc zoologique spécialisé dans l'accueil des animaux blessés ou abandonnés, a enregistré 79 009 entrées en 2010. Il était suivi par le musée de Jublains, les grottes de Saulges, le château de Sainte-Suzanne, le musée Robert-Tatin, le musée des sciences de Laval et le musée du château de Mayenne, des sites qui ont tous accueilli entre 30 000 et 20 000 visiteurs. Le musée du Vieux-Château de Laval se distingue également avec environ 18 000 visiteurs la même année. Les groupes représentent 34 % des visites dans les sites payants mayennais, et les étrangers ne forment que 5 % du total.

## Énergies

### Consommation énergétique
La Mayenne a consommé 863 000 tonnes d'équivalent pétrole en 2008. Les activités qui consomment le plus sont l'industrie (30 %) et les transports (23 %). Les bâtiments résidentiels consomment à eux-seuls 29 % de l'énergie dépensée en Mayenne. Le secteur tertiaire n'en consomme que 10 %, et l'agriculture, 8 %. Par ailleurs, 70 % de cette énergie est d'origine fossile, avec 54 % de pétrole et 16 % de gaz naturel, tandis que l'électricité représente 24 % de la consommation, et le bois, 8 %. Cette répartition est similaire à celles observées au niveau des Pays de la Loire et de la France entière, sauf pour le pétrole (France : 45 %, Pays de la Loire : 47 %). La consommation énergétique en Mayenne augmente régulièrement, principalement à cause de la construction de nouveaux logements. Entre 1990 et 2008, la consommation a ainsi augmenté de 22,5 %. Par ailleurs, plus de la moitié des logements mayennais ont été construits avant 1975, ils sont donc peu efficaces au niveau énergétique. Enfin, les Mayennais consomment beaucoup de carburants automobiles, à cause du caractère rural du département.

### Énergies renouvelables
En 2010, le département ne produit que 6,5% de ses besoins électriques, mais ce pourcentage devrait passer à 28 % en 2020.
Les centrales hydroélectriques sur la rivière Mayenne ne fournissaient que 0,3 % en 2007 de la consommation départementale. À l'initiative du Conseil Départemental et d'EDF, un renouvellement de 16 installations a été effectué entre 2007 et 2015, elles doivent désormais couvrir 1 % des besoins départementaux.
En 2010, les 22 éoliennes mayennaises fournissaient 4,7 % de la consommation. La Mayenne s'est fixé comme objectif d'avoir 100 éoliennes en service d'ici à 2020. Les zones à plus fort potentiel se trouvent principalement dans la moitié orientale et le Sud du département, autour de Saint-Cyr-en-Pail, Courcité, Vaiges, Saint-Pierre-sur-Erve, Saint-Denis-du-Maine, Azé, Cossé-le-Vivien, La Rouaudière. Au 1er janvier 2017, 12 parcs éoliens étaient raccordés au réseau haute tension pour une capacité de 99,5 MW. À cette même date, 20 autres parcs étaient en cours d'instruction ou autorisés mais non raccordés, ce qui représente une capacité supplémentaire potentielle de 211,8 MW.
L'énergie solaire connait un développement limité dans le département du fait de faible ressource d'ensoleillement. La seule centrale photovoltaïque au sol en activité, d'une puissance de 2,4 MW, est située sur la commune de Fougerolles-du-Plessis. Plusieurs autres projets ont été portés ou autorisés, mais n'ont pas été mis en place.
La Mayenne développe aussi les biocarburants, avec la méthanisation, qui doit fournir 3 % des besoins en 2020, et la cogénération issue des déchets, qui doit atteindre 2,5 %.
L'entreprise espagnole Iberdrola avait annoncé la construction d'une centrale thermique à gaz en 2008, qui devait voir le jour à Villiers-Charlemagne. Le projet a cependant été abandonné en 2012 à cause de la crise économique.

## Culture

### Musées

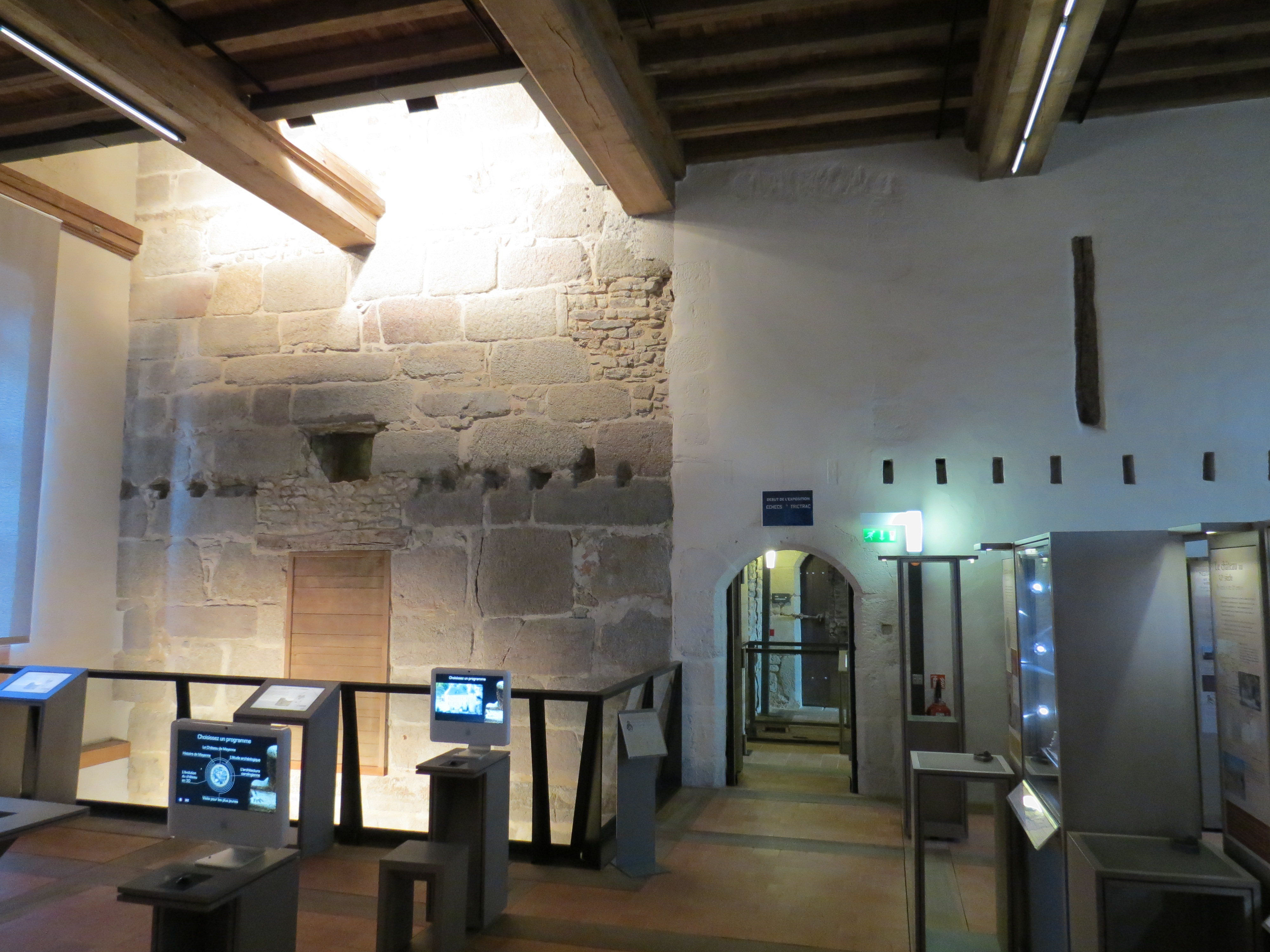
Le musée du château de Mayenne.

La Mayenne compte neuf musées portant le label « Musée de France ». Seuls deux de ces musées sont situés à  Laval : celui du Vieux-Château, spécialisé dans l'art naïf et qui expose des toiles du Douanier Rousseau, de Séraphine de Senlis ou Lucien Le Guern, et le musée de sciences, qui se sert de son important fonds d'histoire naturelle pour proposer des expositions temporaires.
Le musée d'Art et d'Archéologie - Hôtel Fouquet, qui se trouve à Château-Gontier, expose des collections d'antiquités grecques et romaines, notamment des céramiques étrusques, des monnaies et des vases funéraires. Il possède aussi de la peinture italienne, hollandaise et française des XVIe et XVIIe siècles, des livres anciens, des statues du Moyen Âge et un fonds d'art contemporain.
L'autre sous-préfecture du département, Mayenne, possède elle aussi un musée, le musée du château installé dans le château de Mayenne. Ses collections sont considérables et regroupent de nombreux artefacts découverts dans le château, fondé à l'époque carolingienne, ainsi que dans le reste du département. On peut notamment y voir des monnaies antiques et médiévales, des objets de la vie quotidienne au Moyen Âge (vaisselle, lampes à huile, outils, serrures, armes…), des sarcophages et des objets religieux. Les jeux de société médiévaux, incluant des pièces d'échecs et un tablier de jeu de tables, figurent parmi les pièces les mieux conservées au monde.

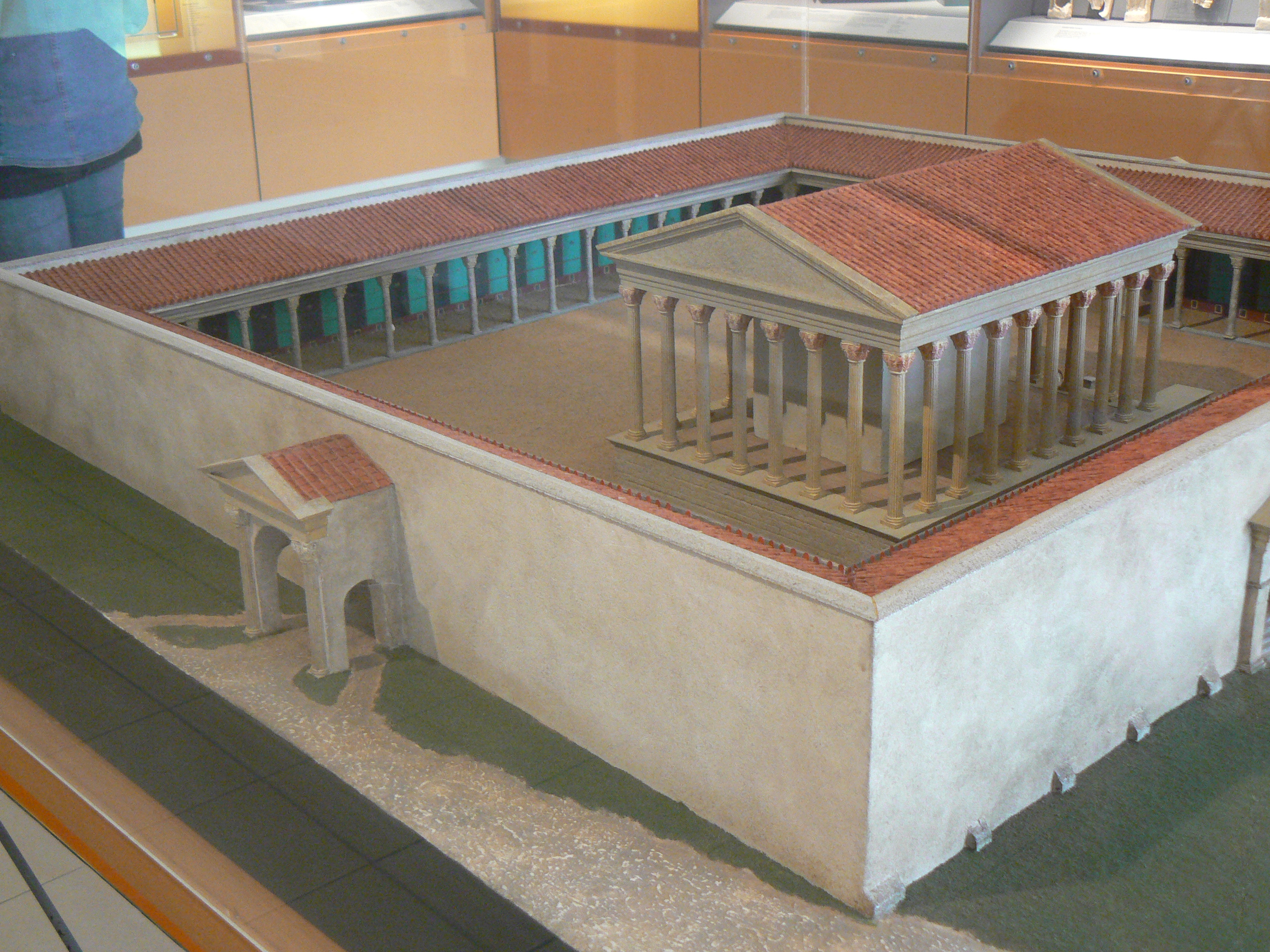
Maquette du sanctuaire de Noviodunum exposée au musée de Jublains.

Le musée Robert-Tatin, situé à Cossé-le-Vivien, est un « environnement d'art » conçu de 1962 à 1983 par Robert Tatin, qui était peintre, architecte et céramiste. L'ensemble est composé de diverses constructions et statues réalisées en ciment peint, montrant des influences variées. Le site comprend par ailleurs des salles d'exposition où sont accrochées des toiles de l'artiste.
Le musée archéologique de Jublains, situé sur le site de la ville antique de Noviodunum, présente l'histoire du département pendant l'âge du fer et la période romaine. Les artefacts provenant de Noviodunum sont les plus nombreux et incluent un fragment d'aqueduc, des inscriptions, des décors peints, des objets de culte, etc.
Le musée de l'ardoise de Renazé est installé sur un vaste site minier abandonné en 1975. Il renferme surtout des outils, des machines et des photographies anciennes. Le petit musée municipal d'Ernée expose des collections d'archéologie s'étalant de la Préhistoire au Moyen Âge provenant de fouilles locales.
Le musée des tisserands d'Ambrières-les-Vallées retrace l'histoire du textile mayennais, centré sur le chanvre, il est installé dans trois authentiques maisons de tisserand du XVIIIe siècle.
Le musée de Préhistoire à Thorigné-en-Charnie installé près des grottes de Saulges dans la vallée de l'Erve a ouvert en mars 2017.
Le département compte d'autres musées non classés, comme le Lactopôle de Laval, ouvert par l'entreprise Lactalis. Il présente les étapes de la production laitière ainsi que l'histoire de cette activité et le musée de l'auditoire de Sainte-Suzanne présente l'histoire des Coëvrons de l'âge du fer à la Chouannerie.
Non loin de Sainte-Suzanne, à Chammes, se trouve le Centre médiéval et culturel du Maine, aussi connu sous le nom de Ferté-Clairbois. Un petit château fort, une taverne, un jardin moyenâgeux, des écuries et une chapelle y ont été construits, et l'endroit sert à des reconstitutions historiques, notamment des tournois et des marchés.
À Ernée l'espace culturel Louis Derbré : atelier de fonderie, jardin de sculptures et théâtre de plein air, permet de voir quelques œuvres monumentales du sculpteur, d'autres sont installées dans la ville ou dans le département.

### Autres institutions

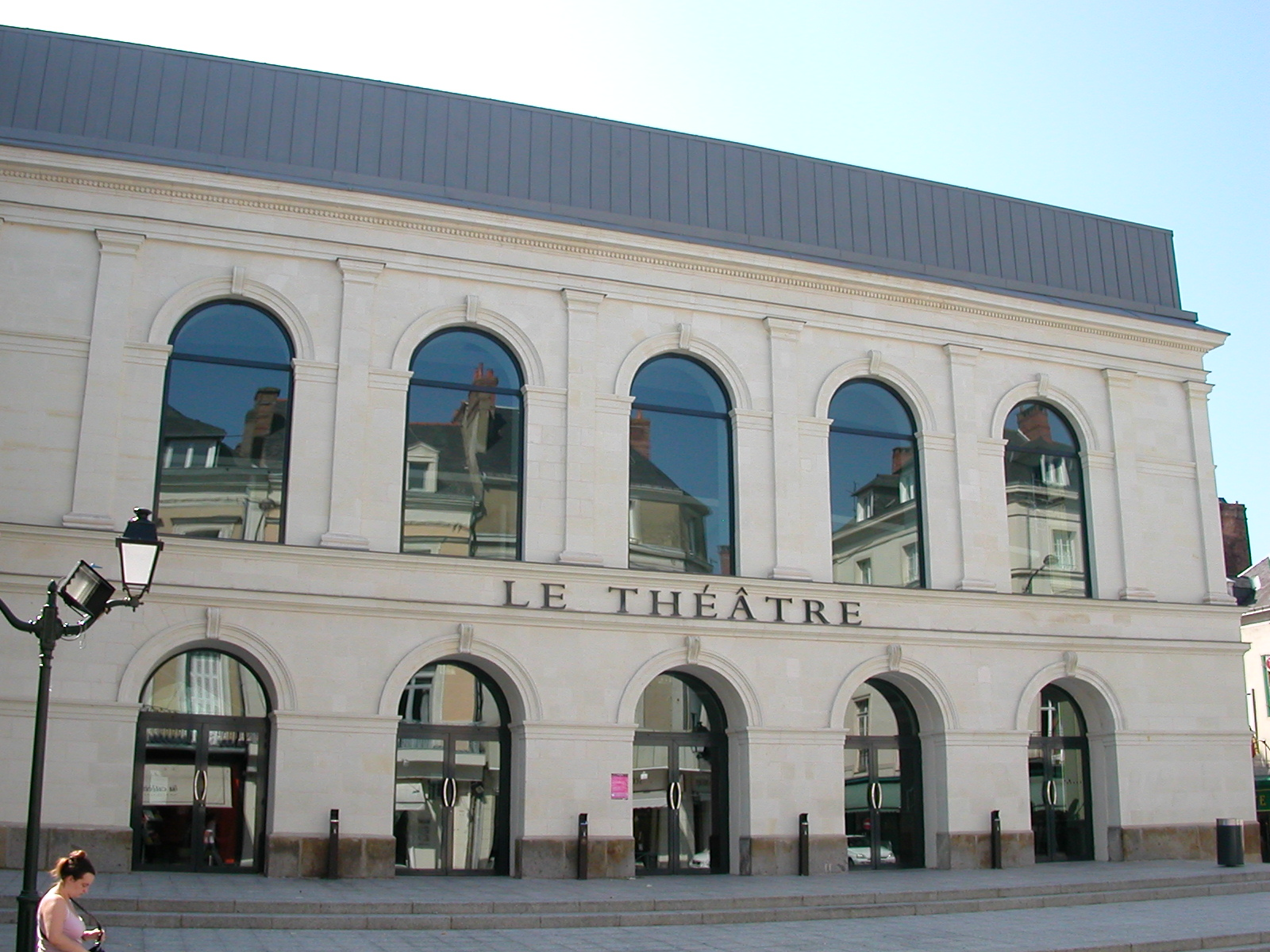
Le théâtre de Laval.

La Mayenne compte quelques grandes salles de spectacle. Le théâtre de Laval est la seule scène conventionnée du département. Il possède une grande salle de 583 places et propose surtout des représentations théâtrales, de la danse et de la musique classique. Le Carré de Château-Gontier est une scène nationale installée dans l'ancien couvent des Ursulines. L'institution gère aussi un espace d'art contemporain, qui occupe la chapelle du Genêteil. D'autres espaces du même genre se trouvent à Mayenne et Pontmain. Le théâtre de Mayenne est le dernier théâtre à l'italienne du département. Construit en 1889, il compte plus de 250 places. Plusieurs autres communes mayennaises possèdent aussi leur salle de spectacle.
Les établissements publics de coopération intercommunale sont dotés de conservatoire de musique ou de danse, et le conseil départemental soutient l'association Mayenne Culture et l'Ensemble instrumental de la Mayenne, qui se produit régulièrement sur les scènes du département. Le 6PAR4 de Laval est une salle uniquement destinée aux musiques actuelles, labellisée « scène de musiques actuelles » depuis 2015.
Les archives départementales, situées à Laval, possèdent un grand nombre de fonds légués par des particuliers, surtout constitués de photographies anciennes. Elles ont aussi des collections de cartes postales, de monographies communales réalisées en 1899, des documents de l'abbaye Notre-Dame d'Évron, le chartrier du château de Fresnay, ou encore des archives de l'armée américaine,. La bibliothèque départementale est installée à Saint-Berthevin, dans l'agglomération lavalloise. Elle renferme 286 289 livres. La bibliothèque Albert Legendre de Laval possède un fonds patrimonial riche, qui comprend des incunables, des manuscrits, 40 000 livres anciens, une généalogie des comtes de Laval et des œuvres d'Ambroise Paré et d'Alfred Jarry dans leur version originale.

### Manifestations culturelles

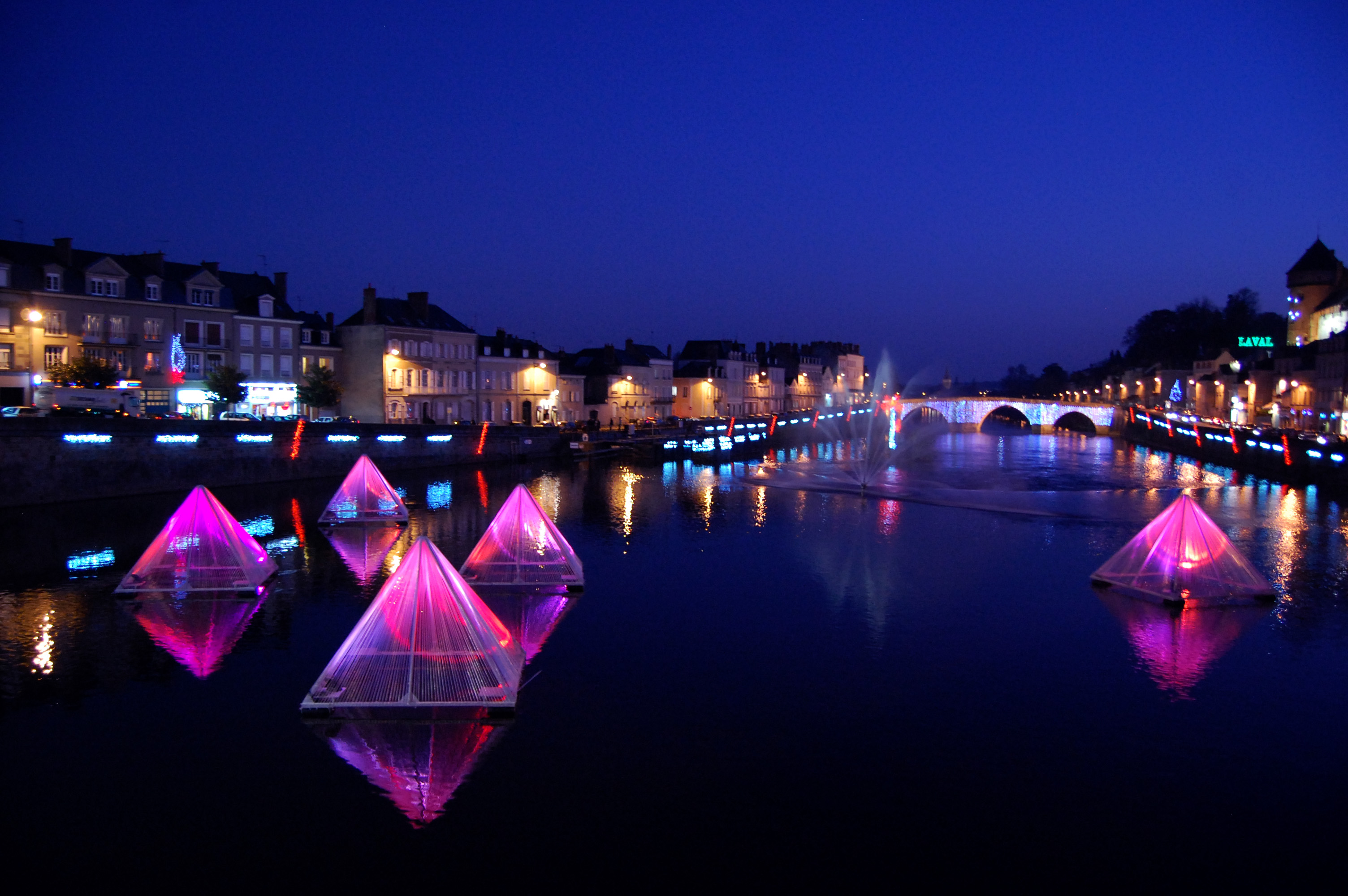
Pyramides roses sur la Mayenne pendant les Lumières de Laval en 2008.

Plusieurs festivals ont lieu tous les ans en Mayenne. La plupart sont consacrés aux musiques actuelles. Le festival Les 3 Éléphants se déroule à Laval en mai et propose de nombreux concerts payants et gratuits dans différents sites du centre-ville. En 2012, le festival a par exemple reçu en tête d'affiche Charlotte Gainsbourg, Baxter Dury, The Rapture ou encore C2C. Le festival Au Foin de la Rue se tient à Saint-Denis-de-Gastines et il a notamment reçu La Rue Kétanou, Emir Kusturica, Emily Loizeau et Wax Tailor. Les Mouillotins Fanfare-On est un festival qui a lieu tous les ans à Cuillé. En 2013, il reçoit Broussaï, Monsieur Roux et Les Fatals Picards. Le festival Terra Incognita se déroule à Carelles et il est spécialisé dans le rock et l'électro français et indépendants. L'Été des 6 jeudis propose six concerts de groupes différents dans des communes du nord du département.
Les Nuits de la Mayenne, qui ont lieu en été dans de nombreux lieux historiques du département, proposent principalement du théâtre, mais aussi de la musique classique. Le festival d’arts sacrés d’Évron est de son côté spécialisé dans la musique religieuse. Le Festival Ateliers Jazz de Meslay-Grez, qui a lieu à Meslay-du-Maine et dans des communes voisines, s'intéresse au jazz contemporain. Il a par exemple accueilli China Moses, Shai Maestro, Dhafer Youssef, Dee Dee Bridgewater et Archie Shepp.

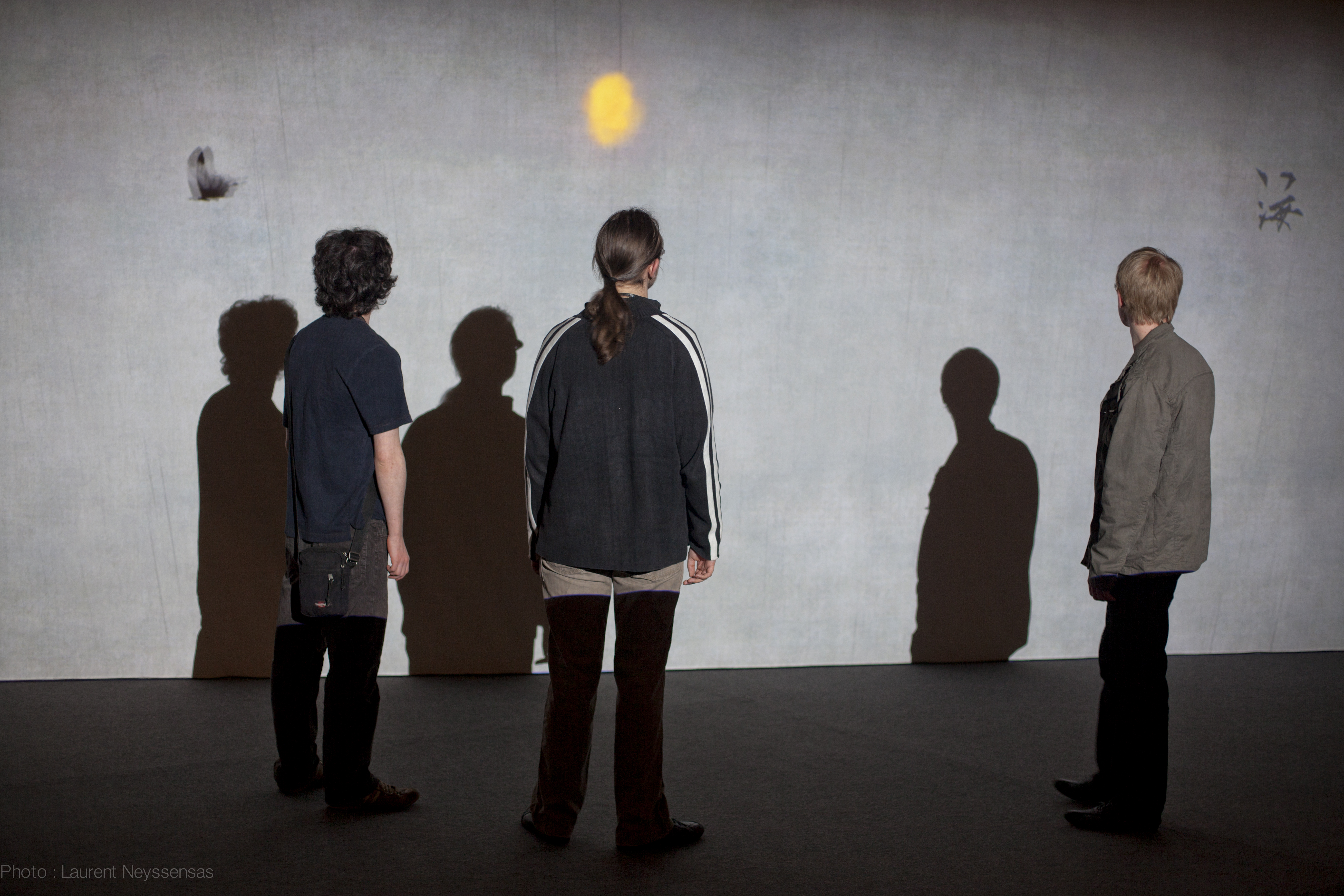
Laval Virtual 2012.

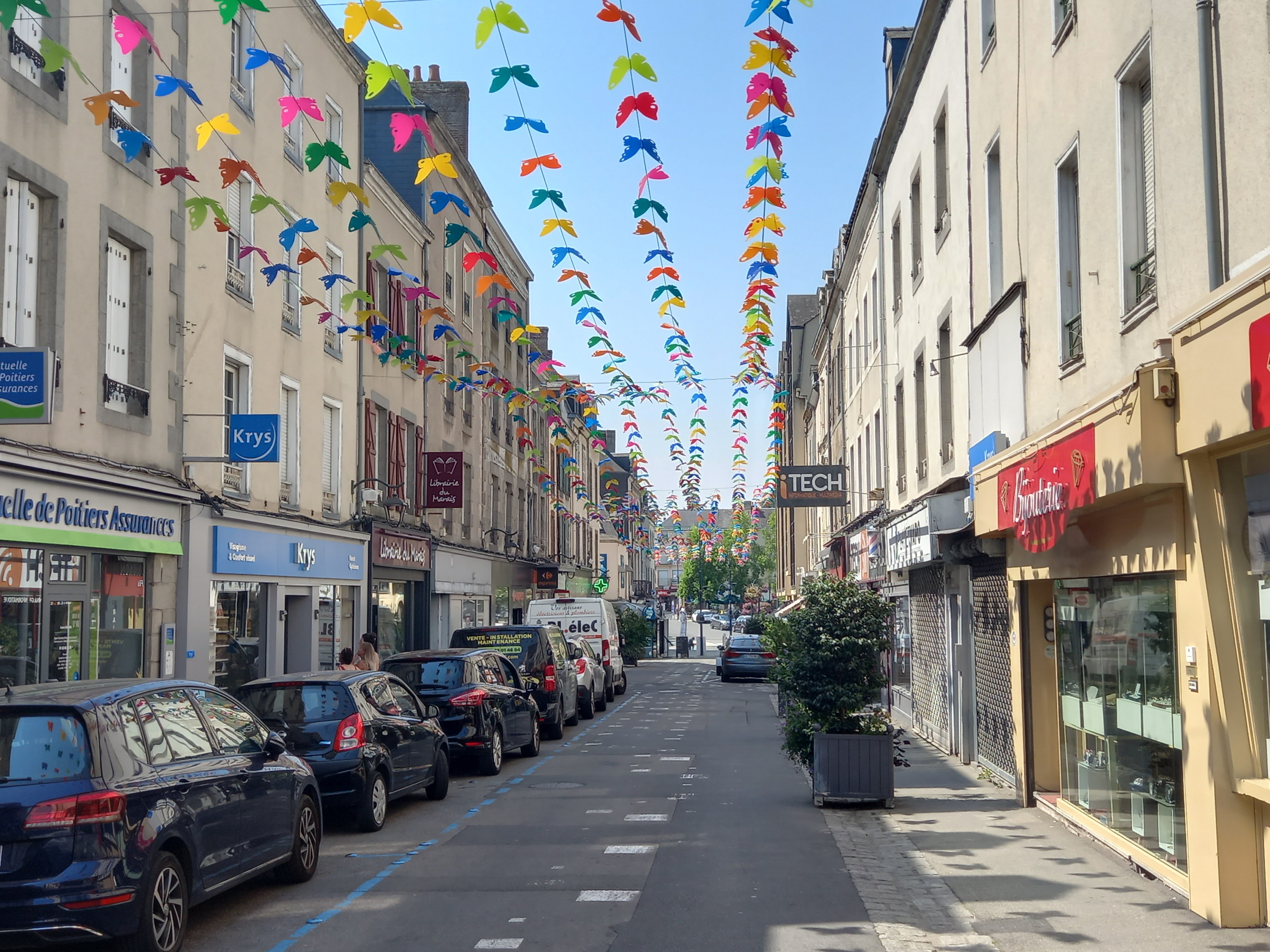
Guirlande de papillons rue Charles de Gaulle

Des spectacles de rue, des arts du cirque, des concerts d'artistes locaux ou encore des séances de cinéma en plein air sont aussi proposées à Laval et Mayenne en été. À la fin de l'année, la ville de Laval organise les Lumières de Laval, une mise en lumière ambitieuse de la ville, renouvelée chaque année et accompagnée par un marché de Noël. Laval Virtual, aussi appelé « Rencontres internationales de la réalité virtuelle et des technologies convergentes » est un autre grand événement lavallois. Il a lieu au printemps et met en valeur l'industrie technologique de Laval, spécialisée dans la réalité virtuelle. Les trois premiers jours sont réservés aux professionnels, avec un salon, des conférences et des remises de prix, puis le week-end, Laval Virtual présente au public les dernières avancées technologiques dans le domaine. Depuis 2018, un festival international d'art et de réalité virtuelle a vu le jour à l'initiative de Judith Guez et de Laval Virtual : Recto VRso.
Le département possède aussi un festival du cinéma étranger, Les Reflets du Cinéma. Il présente pendant 15 jours des films étrangers selon des thématiques variant chaque année. Son président d'honneur est l'écrivain Jean-Loup Trassard. Le Festival du premier roman a pour vocation la découverte de nouveaux talents de la littérature. Il permet aux habitants de la Mayenne de faire partie des jurys qui évaluent les livres proposés et il propose divers cafés littéraires, tables rondes et séances dédicaces. Il a révélé des écrivains comme Sorj Chalandon, Laurent Gaudé, Jean-Christophe Rufin et Delphine de Vigan.

### Architecture

#### Architecture civile

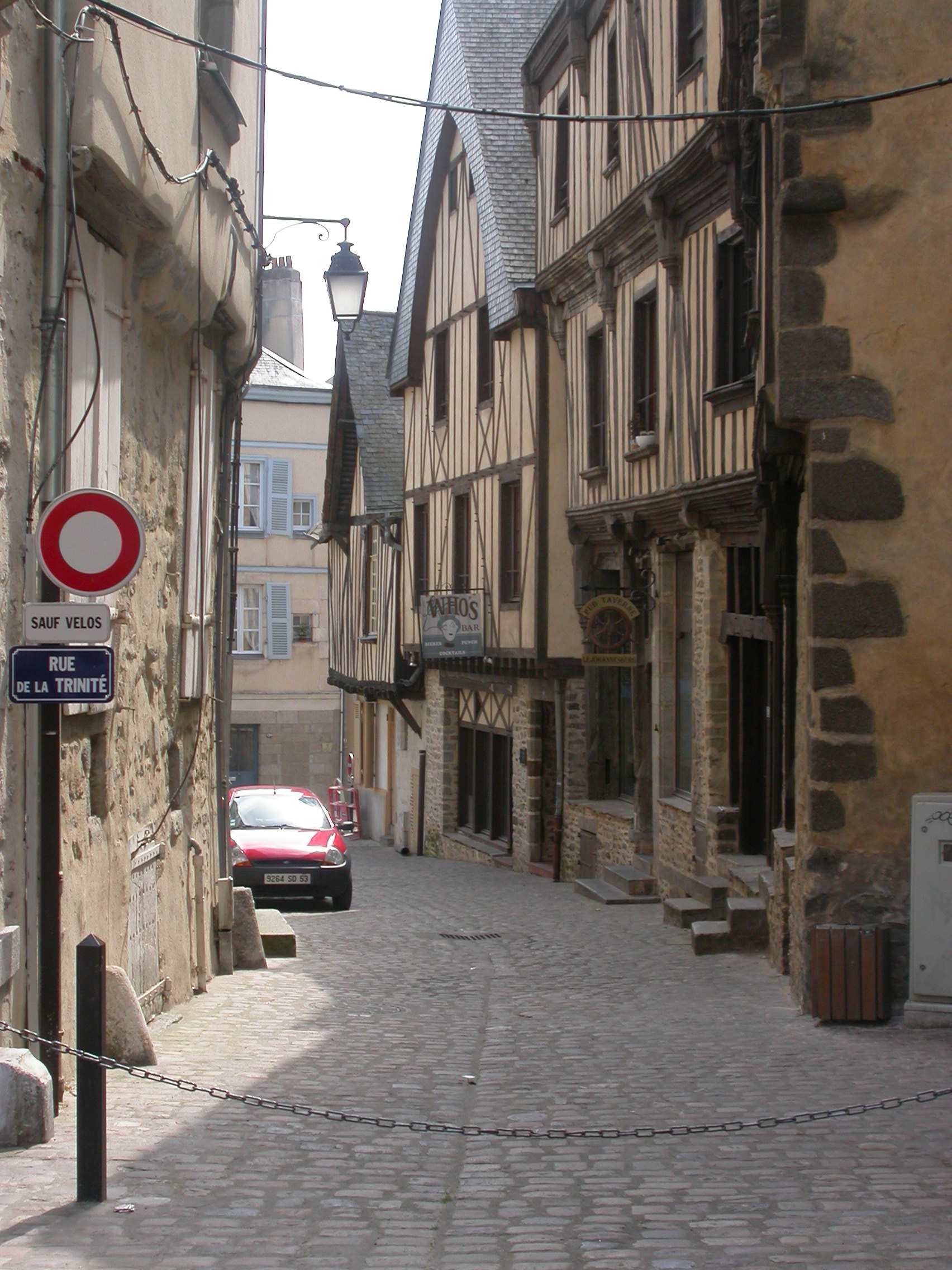
Maisons à colombages à Laval.

Les plus anciens exemples d'architecture civile remontent au Néolithique, avec par exemple le site d'Oisseau. L'oppidum de Moulay présente une organisation spatiale et des structures typiques de La Tène, et le site de Jublains contient les restes d'un forum, d'un théâtre et d'habitations romaines.
Des villes comme Château-Gontier et Laval comptent un certain nombre de maisons à encorbellement datant du Moyen Âge, ainsi que des hôtels particuliers construits du XVIe siècle au XIXe siècle. Ces hôtels, généralement construits en tuffeau, suivent les courants artistiques de leur époque de construction, allant de la Renaissance au néoclassicisme. Les villes et les bourgs comptent aussi souvent des maisons de tisserands. Petites, elles possèdent le plus souvent un perron en pierre ainsi qu'une cave humide semi-enterrée qui servait au tissage du lin et du chanvre dans une atmosphère suffisamment humide.

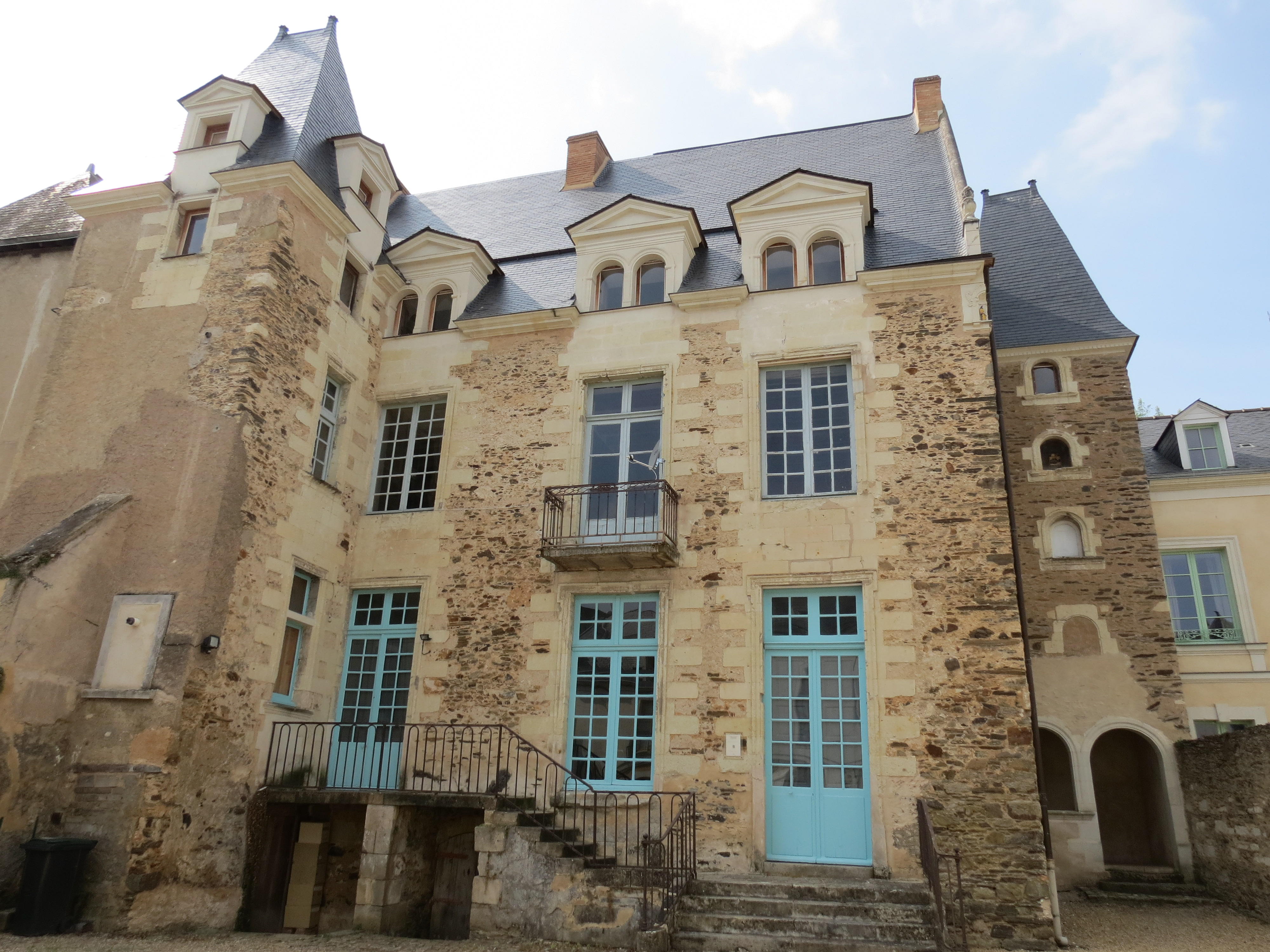
L'hôtel de Lantivy à Château-Gontier. La ville possède une quarantaine d'hôtels particuliers des.

Les maisons rurales construites avant le XIXe siècle étaient faites de schiste, de grès, de calcaire ou de granite. De plain pied, elles étaient couvertes de chaume ou d'ardoises et n'avaient en général qu'une seule porte et peu ou pas de fenêtres. Elles comptaient le plus souvent deux pièces (une salle commune et un cellier), un grenier ainsi qu'une étable et une porcherie attenantes.
Le chaume est interdit en 1844 afin de limiter les incendies, et, au cours du XIXe siècle, les maisons sont progressivement améliorées : les sols en terre battue sont parfois carrelés, les greniers sont surélevés, et de nouveaux communs sont ajoutés, soit de l'autre côté de la cour, parallèlement à la maison, soit en prolongement de la maison elle-même. Les maisons de la Mayenne angevine, au sud du département, montrent des caractéristiques propres à l'Anjou, comme des linteaux sculptés ou jambages nervurés en tuffeau, datant du XIXe siècle. Dans la vallée de l'Erve, la proximité de la Sarthe se voit dans l'usage de tuiles plates et de murs en grès roussart. Enfin, dans le nord-ouest, les toitures étaient souvent faites en bardeaux de châtaignier.
L'architecture du XIXe siècle est illustrée par les maisons éclusières, les moulins à eau, les maisons de maître, quelques usines, comme des filatures et les ardoisières de Renazé, ainsi que par divers édifices publics construits dans les villes et les bourgs, notamment des hôtels de ville, des théâtres, des ponts et des immeubles d'habitation en tuffeau. Les courants du XXe siècle et l'architecture contemporaine sont peu visibles dans le département, et la Mayenne ne possède aucune œuvre majeure de cette époque, à l'exception du musée Robert-Tatin, comparable au Palais idéal du Facteur Cheval.

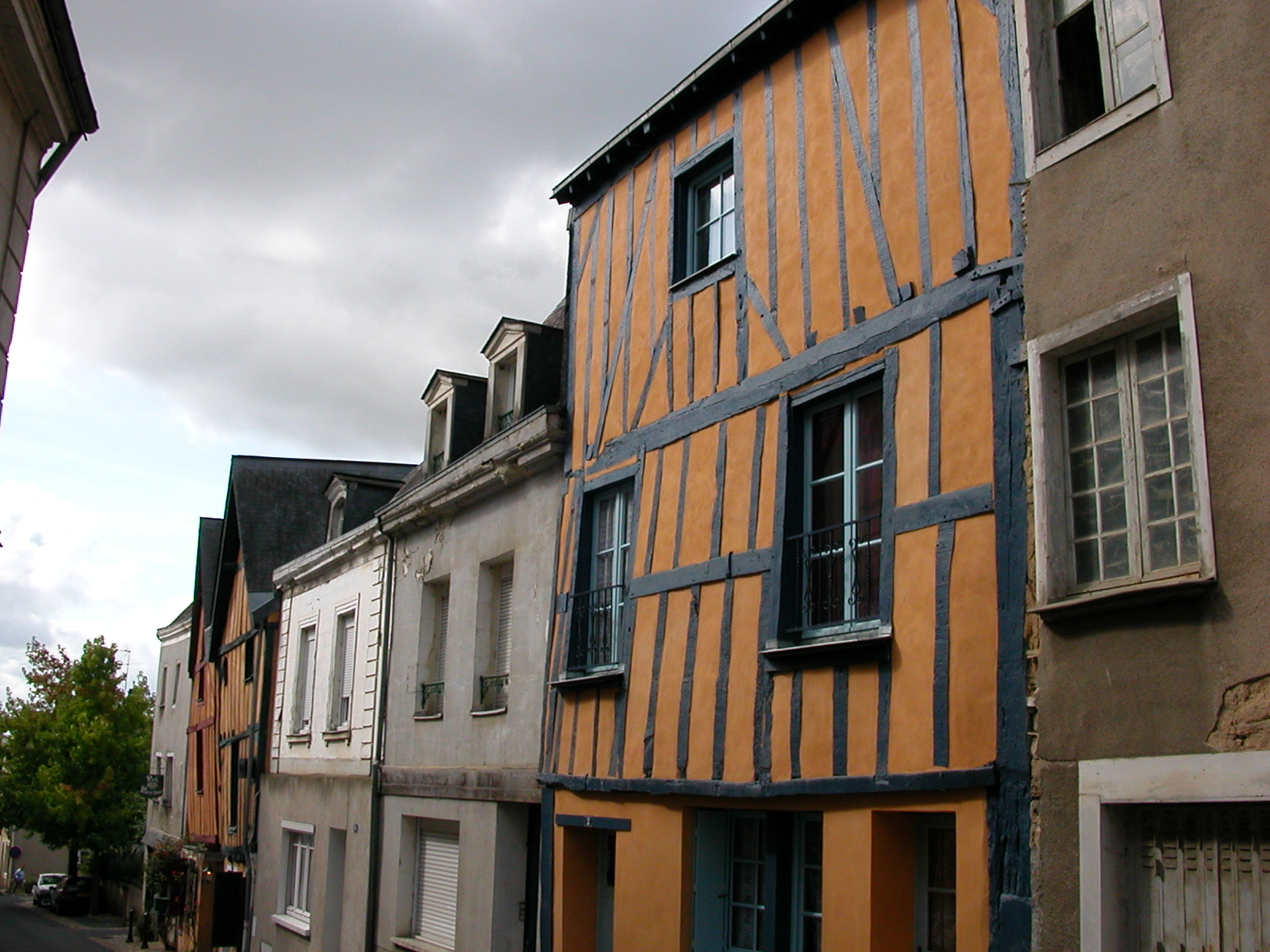
Maisons à colombages à Château-Gontier.
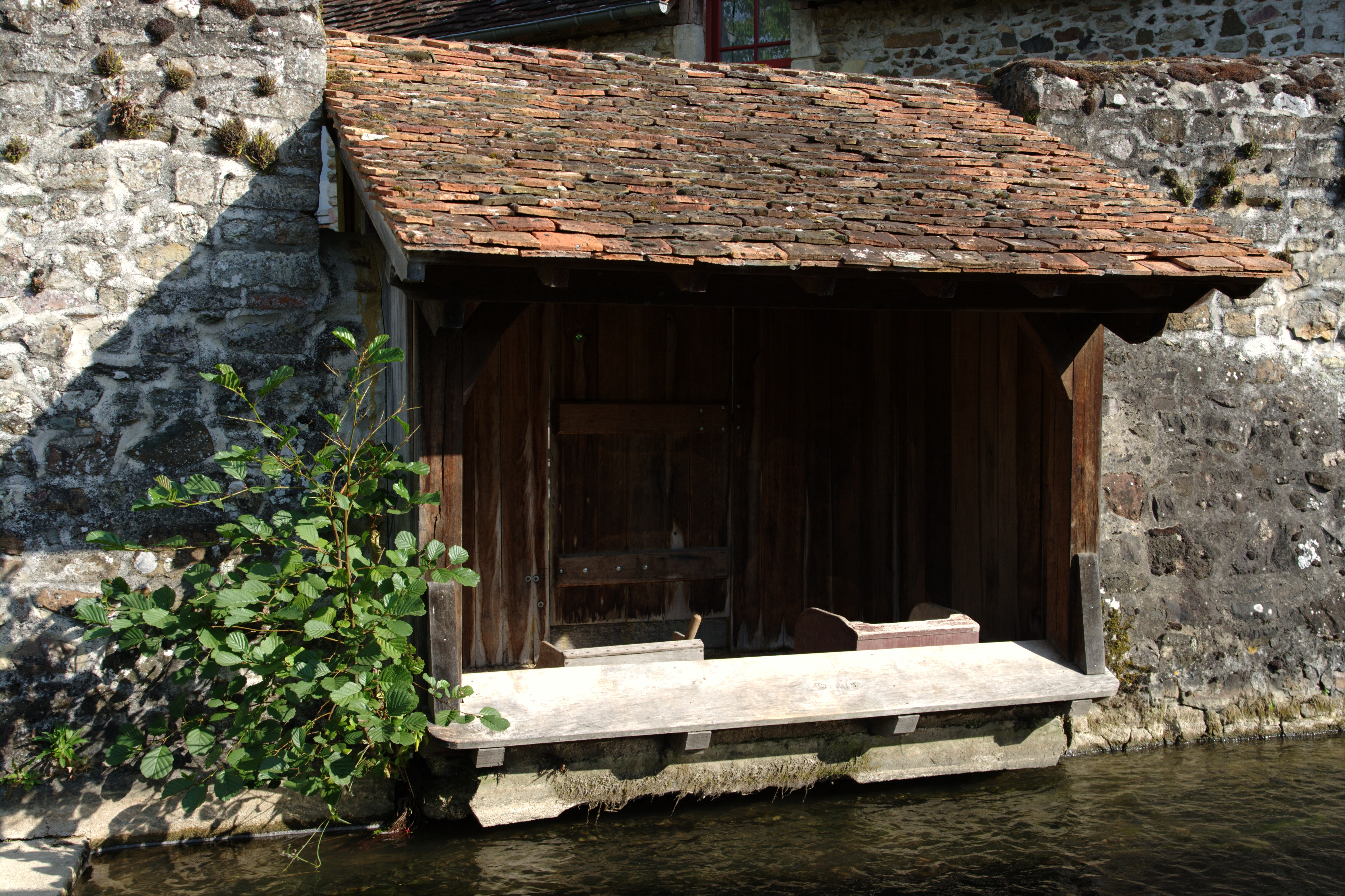
Un lavoir couvert de tuiles plates à Sainte-Suzanne.
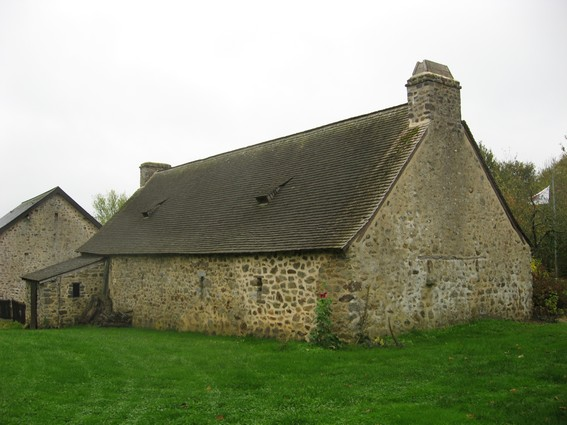
La Closerie des Poiriers, maison de Jean Chouan à Saint-Ouën-des-Toits.
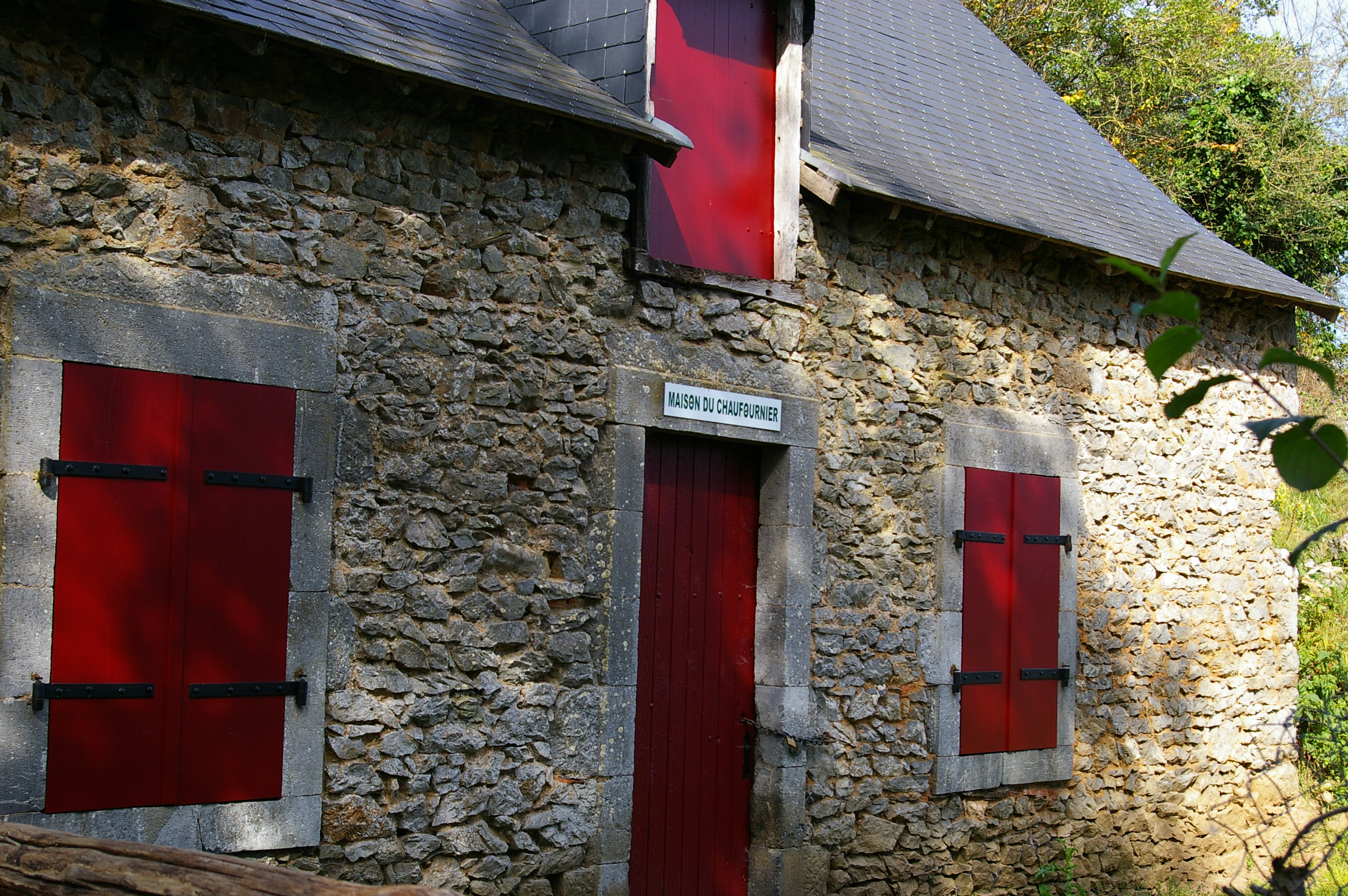
Une maison de chaufournier à Saulges.
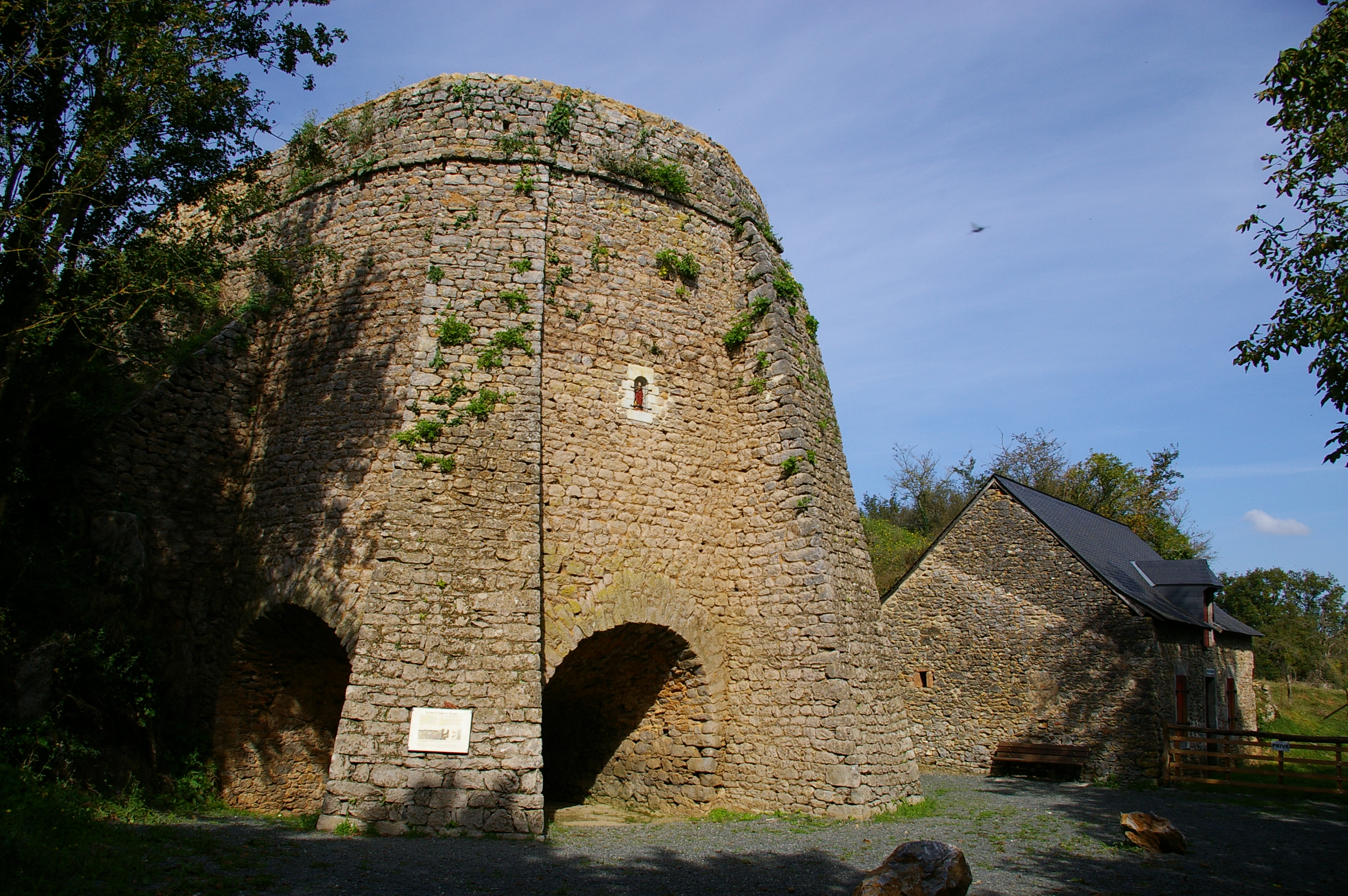
Le four à chaux de Saulges.
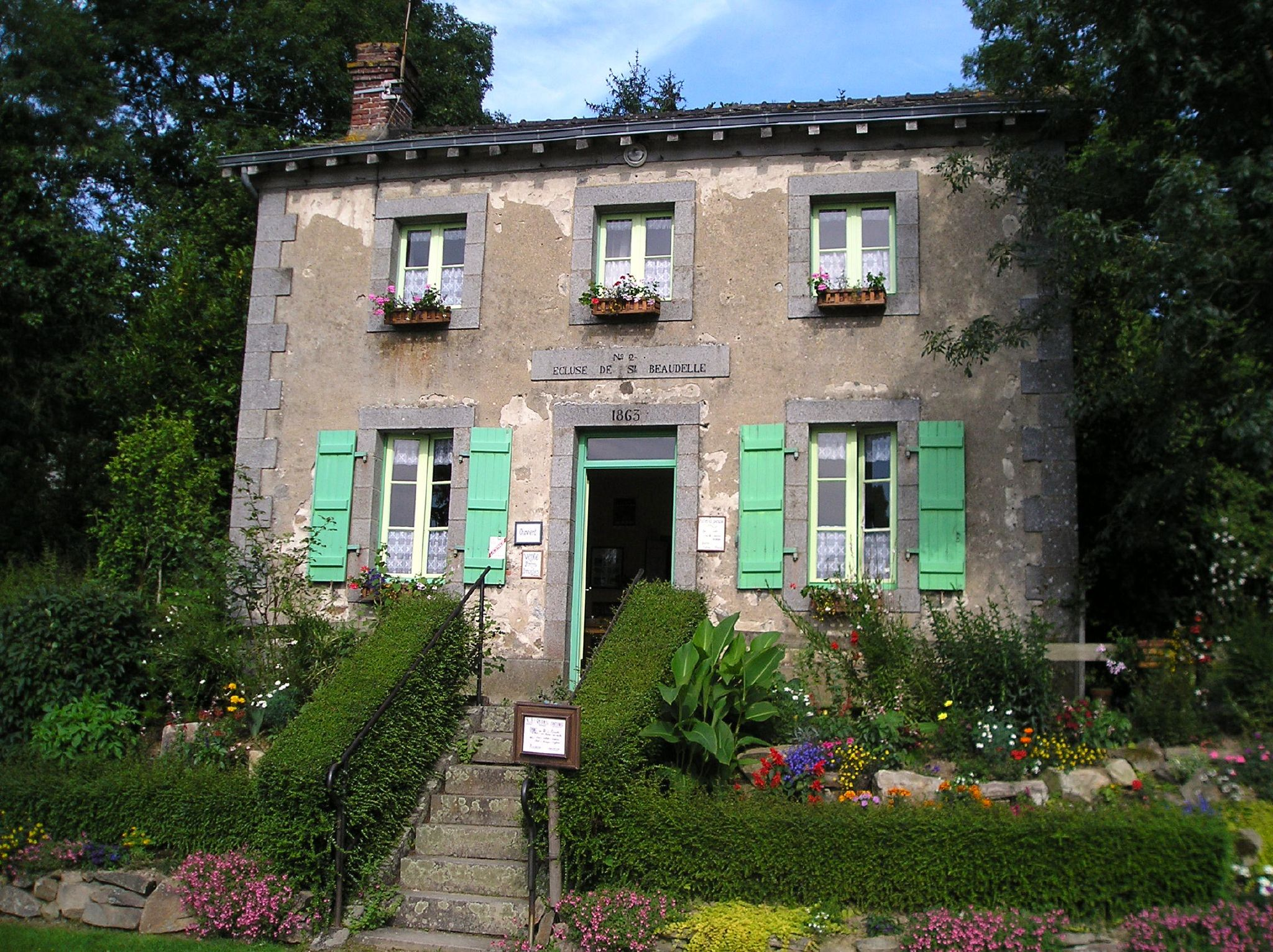
Une maison éclusière à Saint-Baudelle.
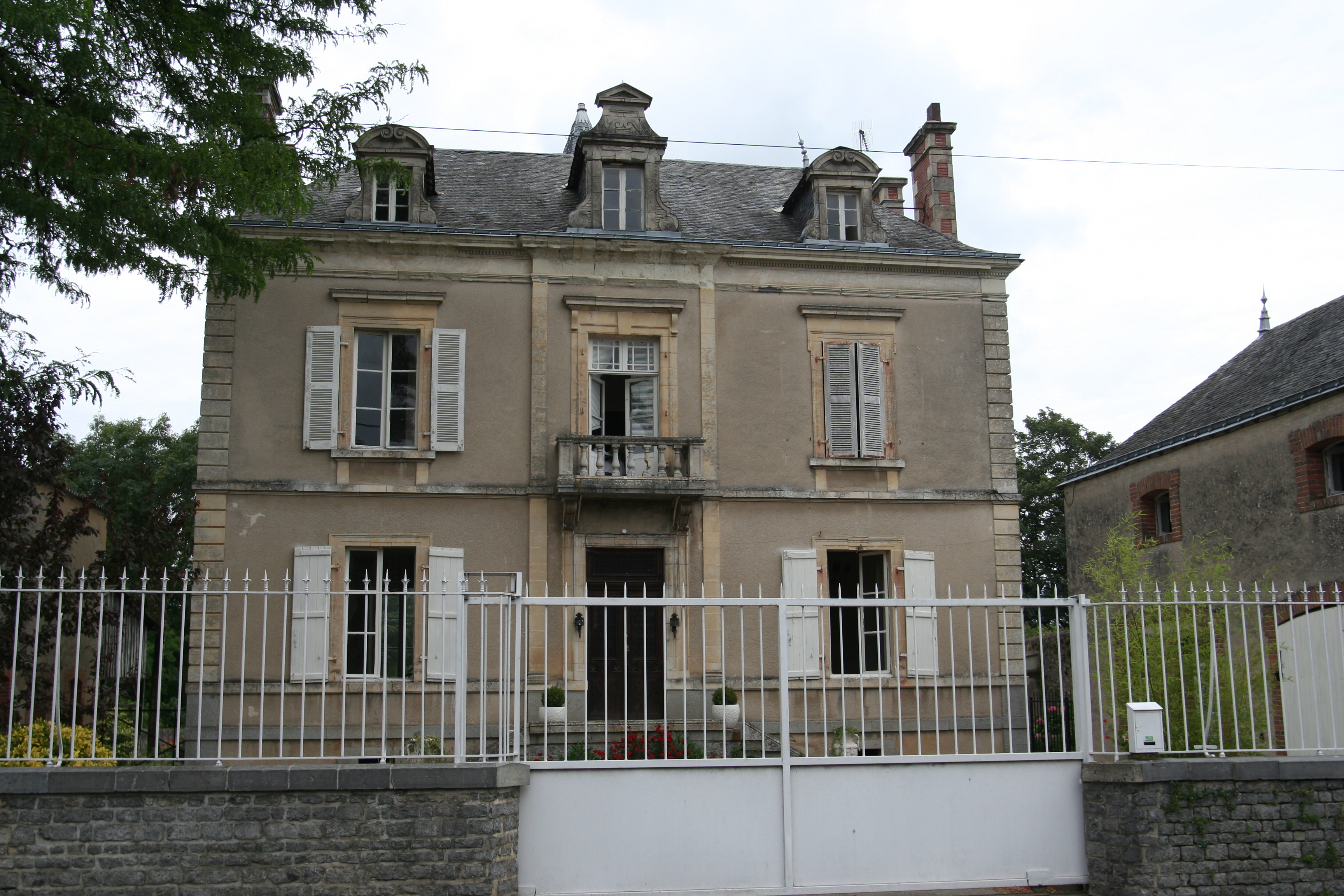
Une maison de maître à Soulgé-sur-Ouette.

#### Architecture militaire et châteaux

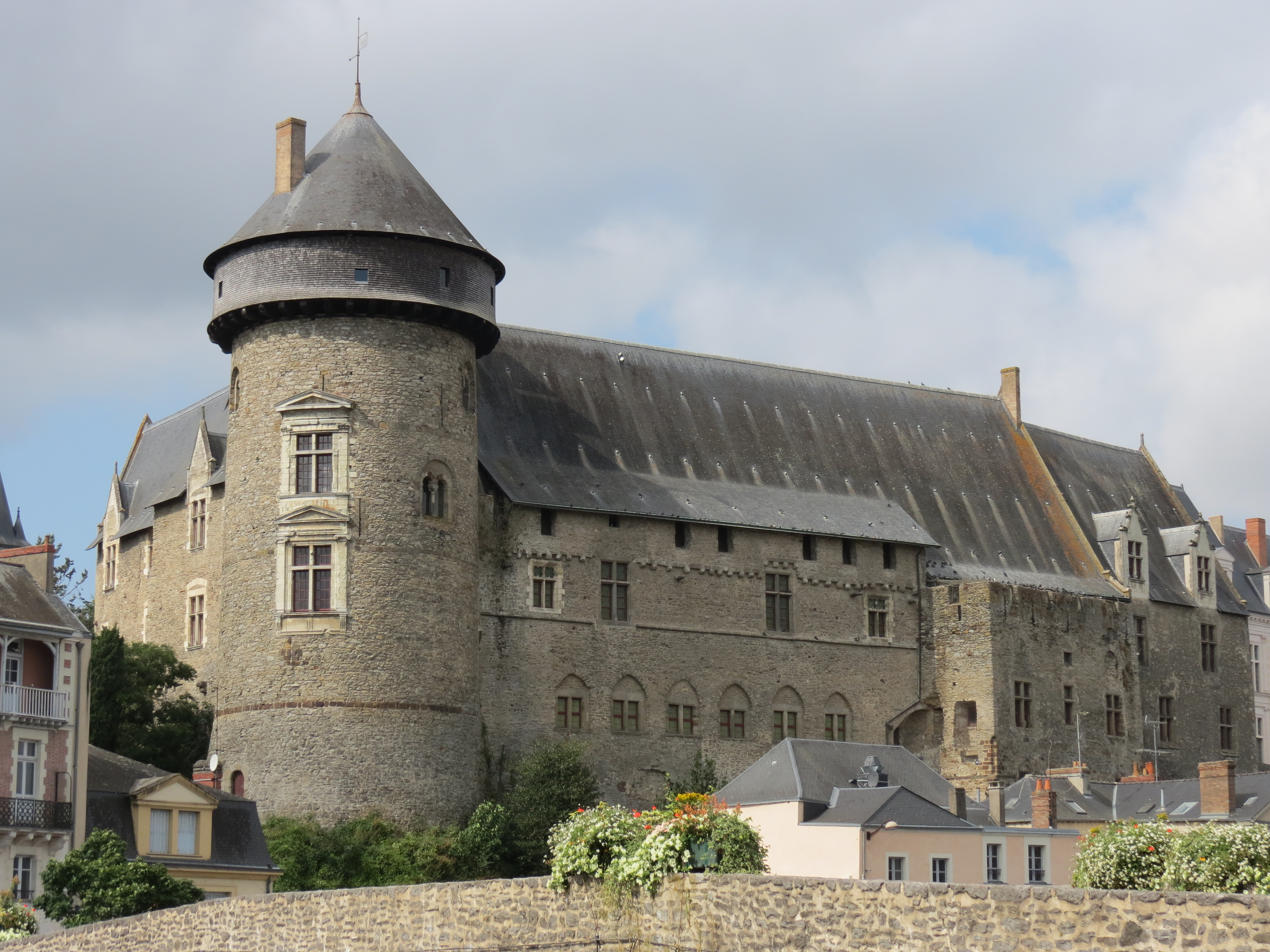
Le château de Laval et son donjon.

L'oppidum de Moulay, avec ses deux rangées de remparts ses 80 hectares est l'un des plus grands sites gaulois fortifiés de France. Le site de Jublains comprend de son côté une vaste forteresse de la fin du IIIe siècle.
La Mayenne compte un grand nombre de châteaux et manoirs. Le plus ancien château fort du département est celui de Mayenne, de fondation carolingienne. Il a été réaménagé plusieurs fois au cours du Moyen Âge, mais l'importance des vestiges carolingiens en fait un site exceptionnel, classé site archéologique d'intérêt national.

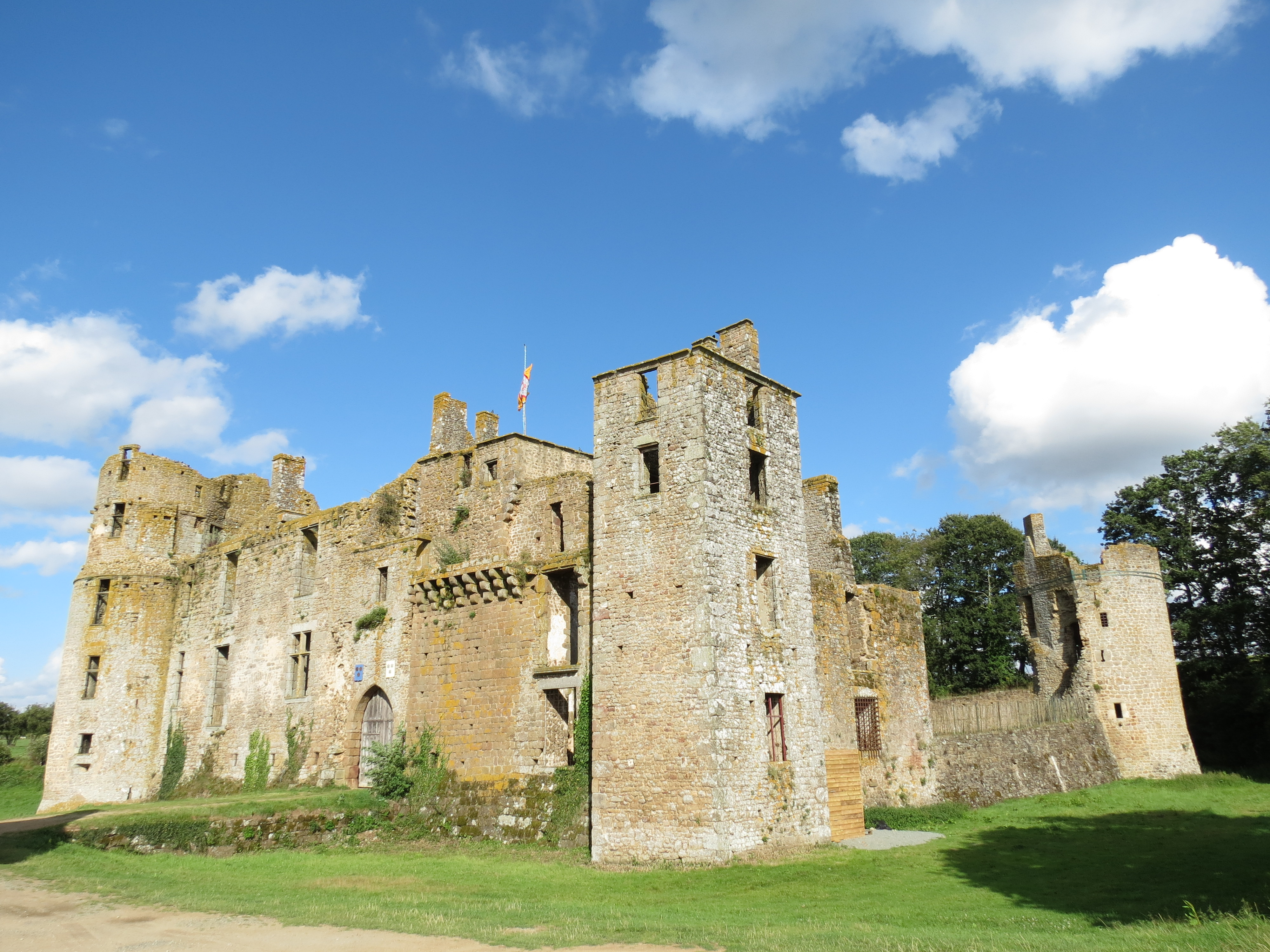
Le château du Bois Thibault.

Le château de Laval, qui domine la plus grande ville mayennaise, est un château fort du XIIIe siècle, redécoré au XVe siècle puis agrandi par une galerie à la Renaissance. Son donjon circulaire possède encore son hourd en bois d'origine. Le château de Lassay, qui date du XVe siècle, est une forteresse impressionnante rythmée par huit tours. Celui du Bois Thibault, situé à proximité, date de la même époque et remplace une construction disparue pendant la guerre de Cent Ans. Certaines villes possèdent encore une partie de leurs fortifications médiévales, comme Laval, Château-Gontier et Sainte-Suzanne.

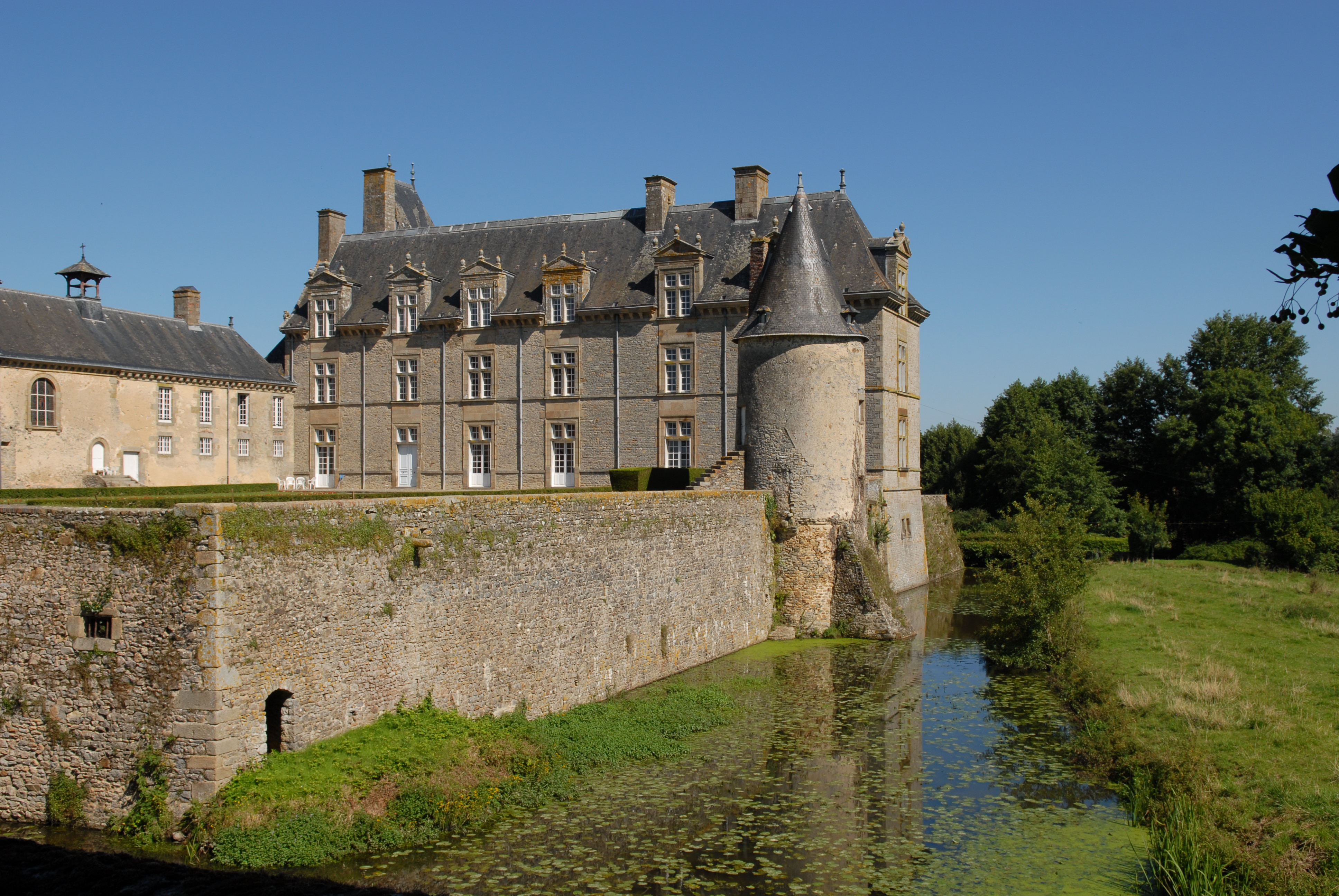
Le château de Montecler.

La plupart des autres châteaux du département ont perdu tout caractère défensif après la Renaissance. C'est notamment le cas du château de Mausson, de celui de la Roche-Pichemer, de celui du Rocher, celui de Bourgon, celui de l'Escoublère, celui de Foulletorte ou encore de Sainte-Suzanne, qui compte toutefois un donjon du XIe siècle. Tous ces châteaux furent reconstruits sur une période allant du XVe siècle au XVIIe siècle et présentent des façades austères similaires à celles des châteaux bretons de la même époque. Ils sont ornés de fenêtres à meneaux, de grandes cheminées, de tourelles et de lucarnes à pignon. La plupart sont toujours habités.
Le néoclassicisme est peu représenté en Mayenne. Le château de Craon, datant de 1770, est toutefois représentatif des châteaux construits à cette époque, avec ses façades en tuffeau ornées de pilastres et de pots à feu. Le département compte enfin quelques demeures du XIXe siècle, notamment de style néogothique, comme le château du Tertre d'Ambrières, dessiné par Eugène Viollet-le-Duc.

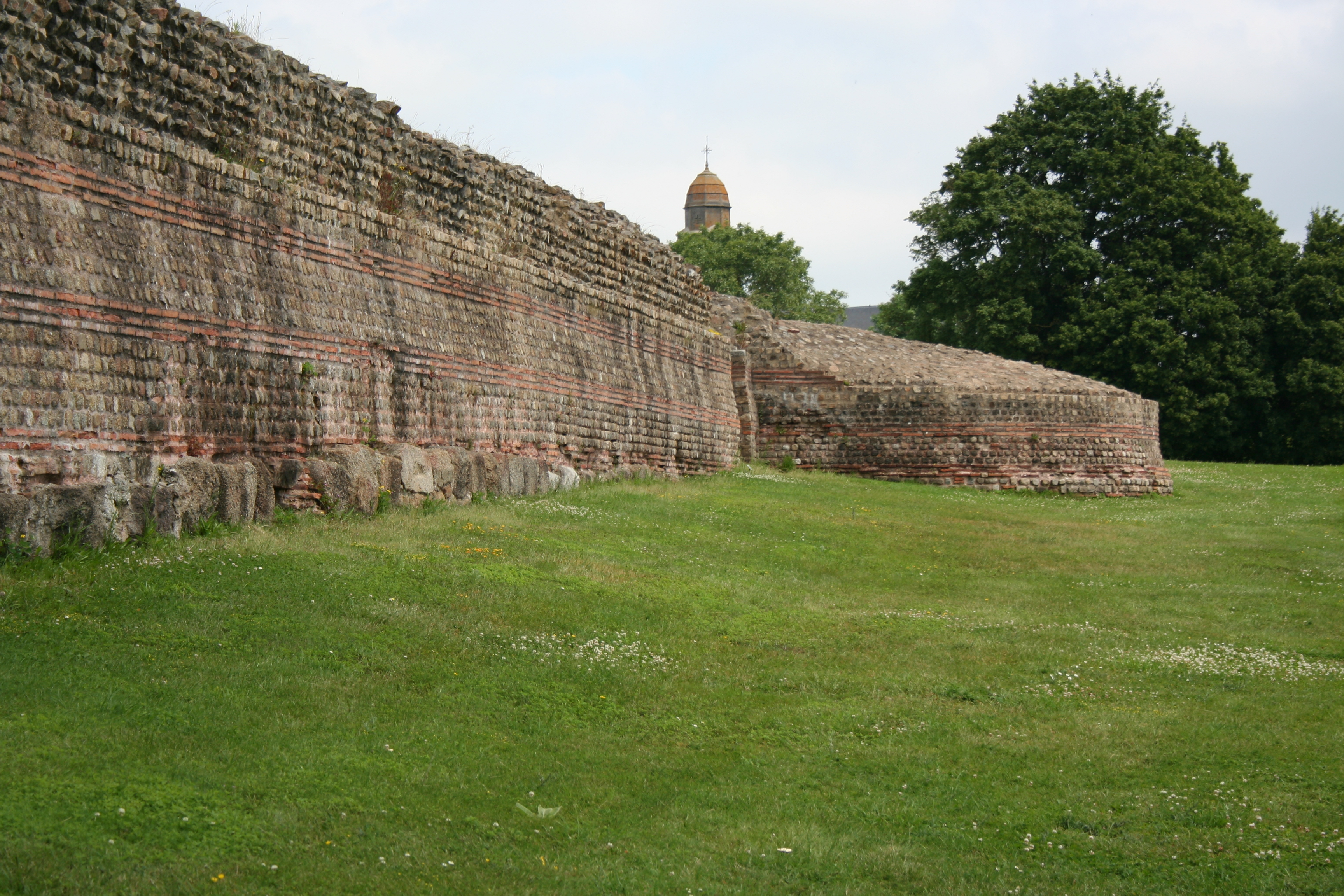
Un mur de la forteresse romaine de Jublains.
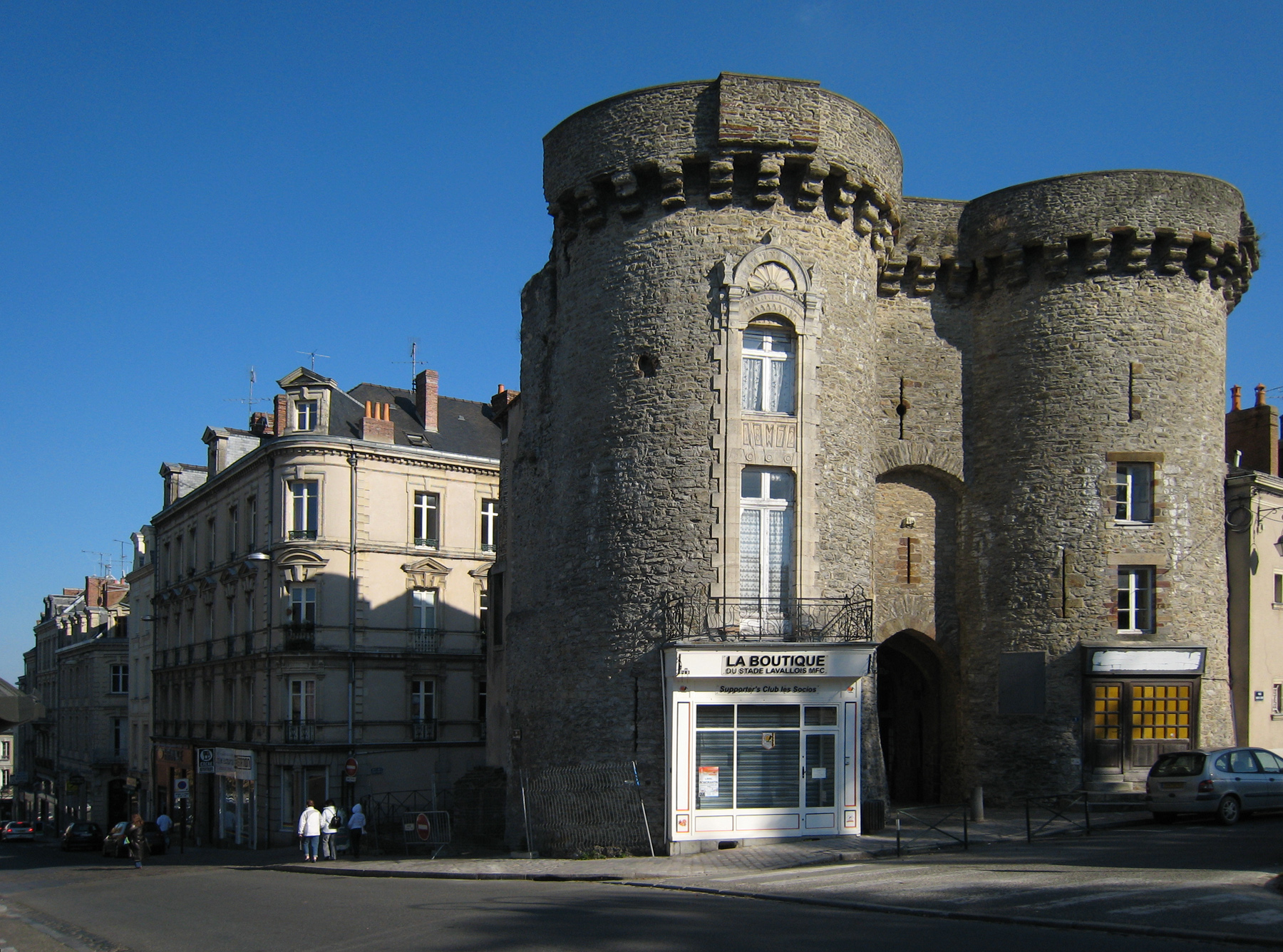
La porte Beucheresse, vestige des remparts de Laval.
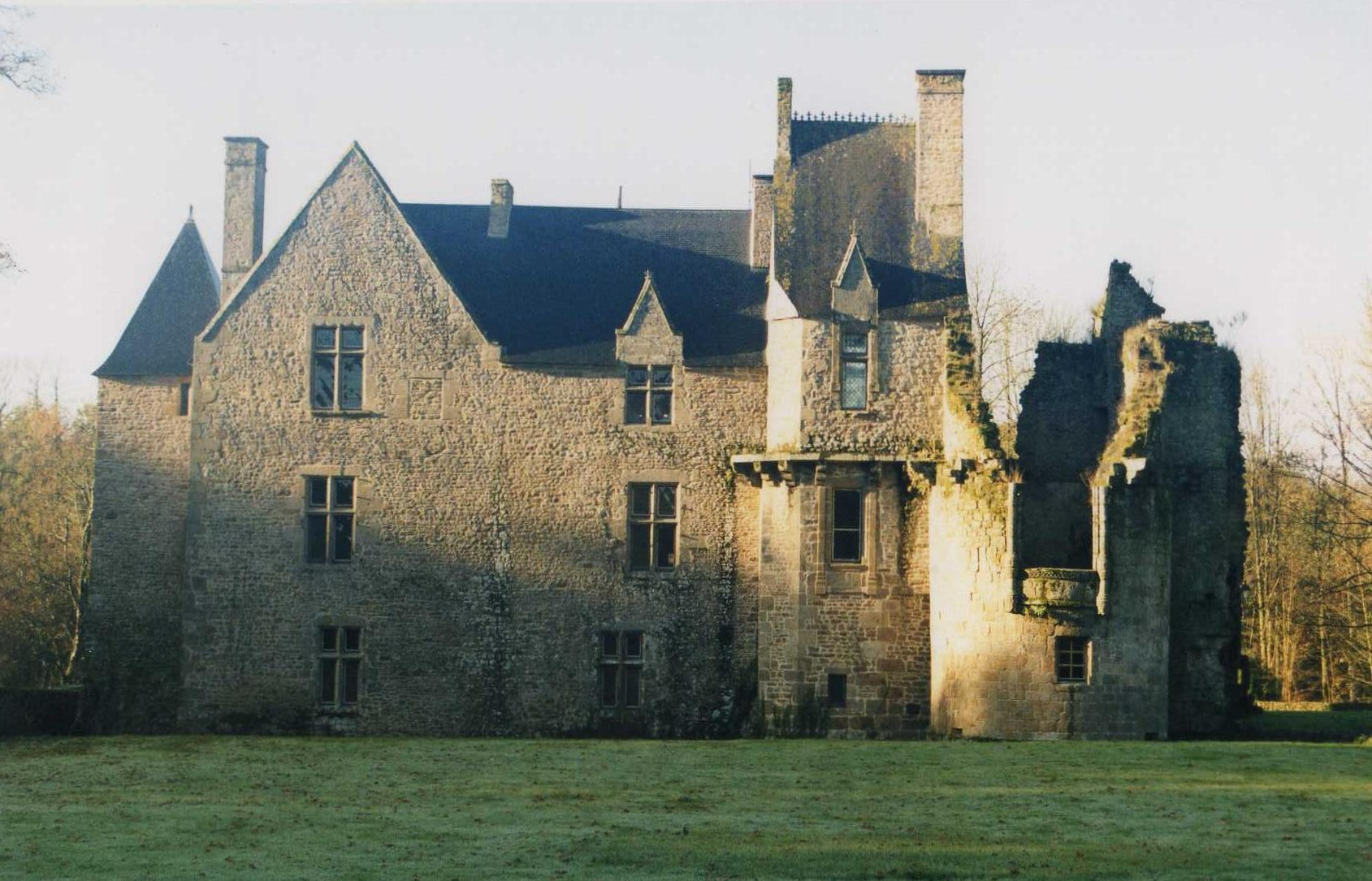
Le château de Mausson.
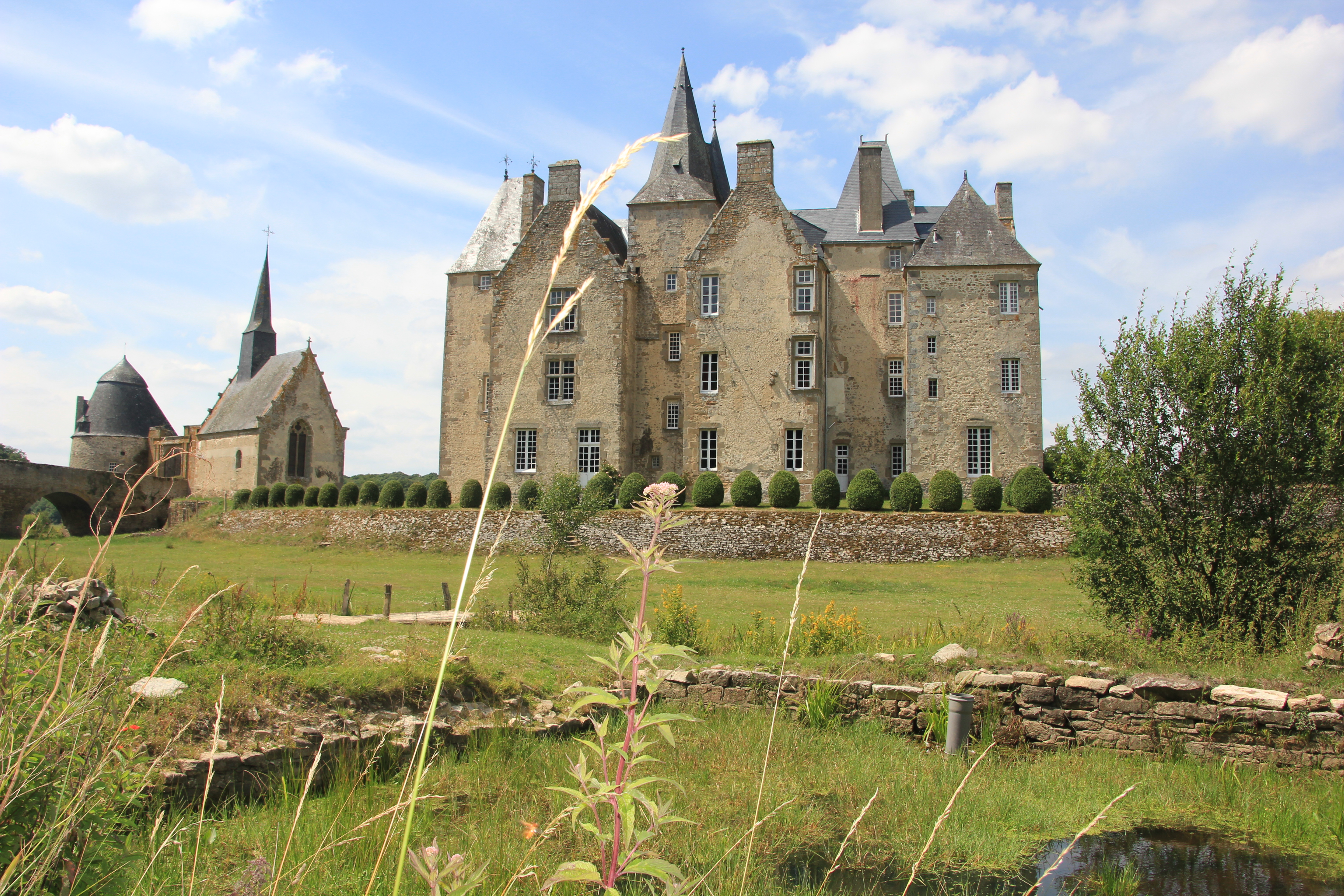
Le château de Bourgon.
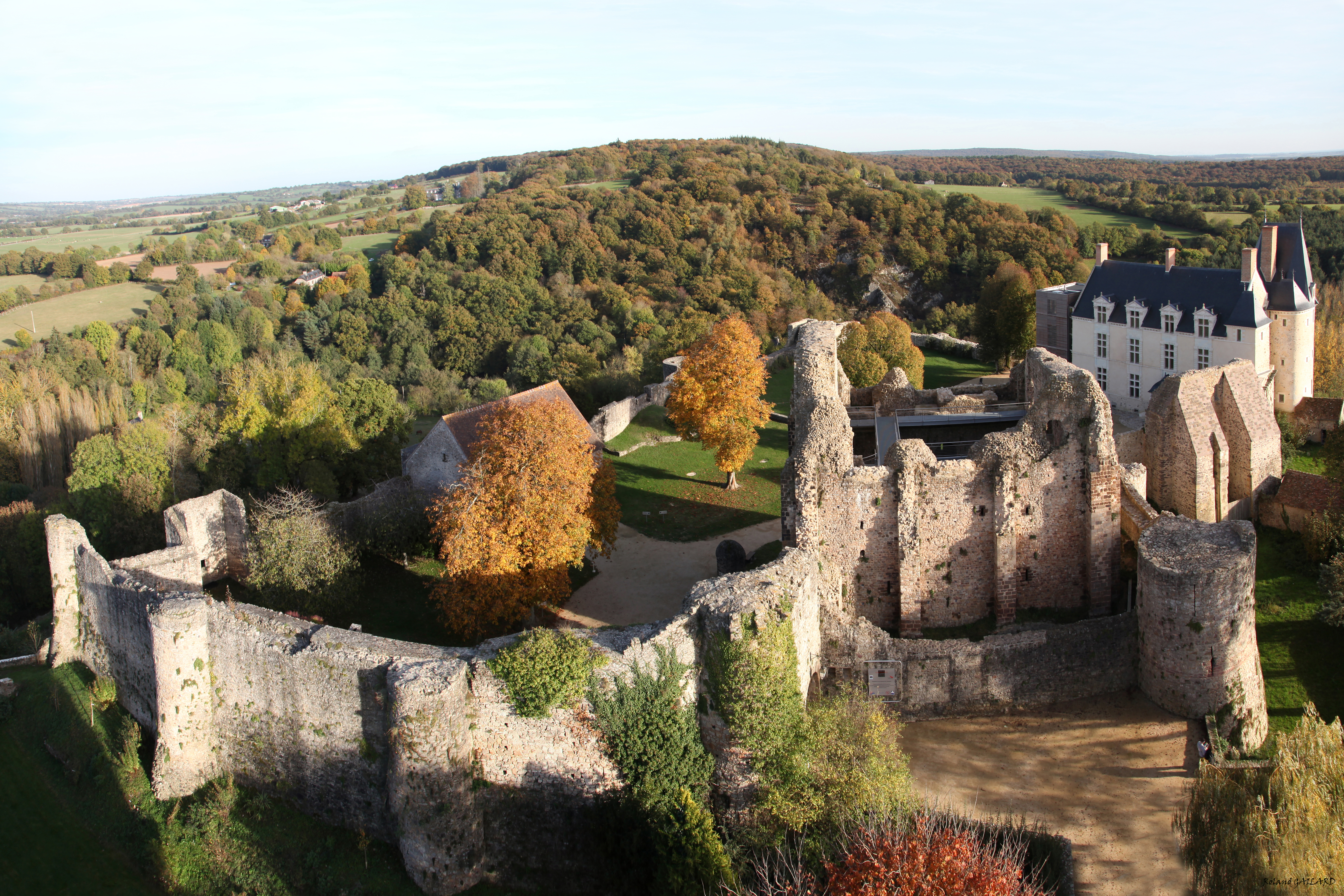
Le château de Sainte-Suzanne.

#### Architecture religieuse

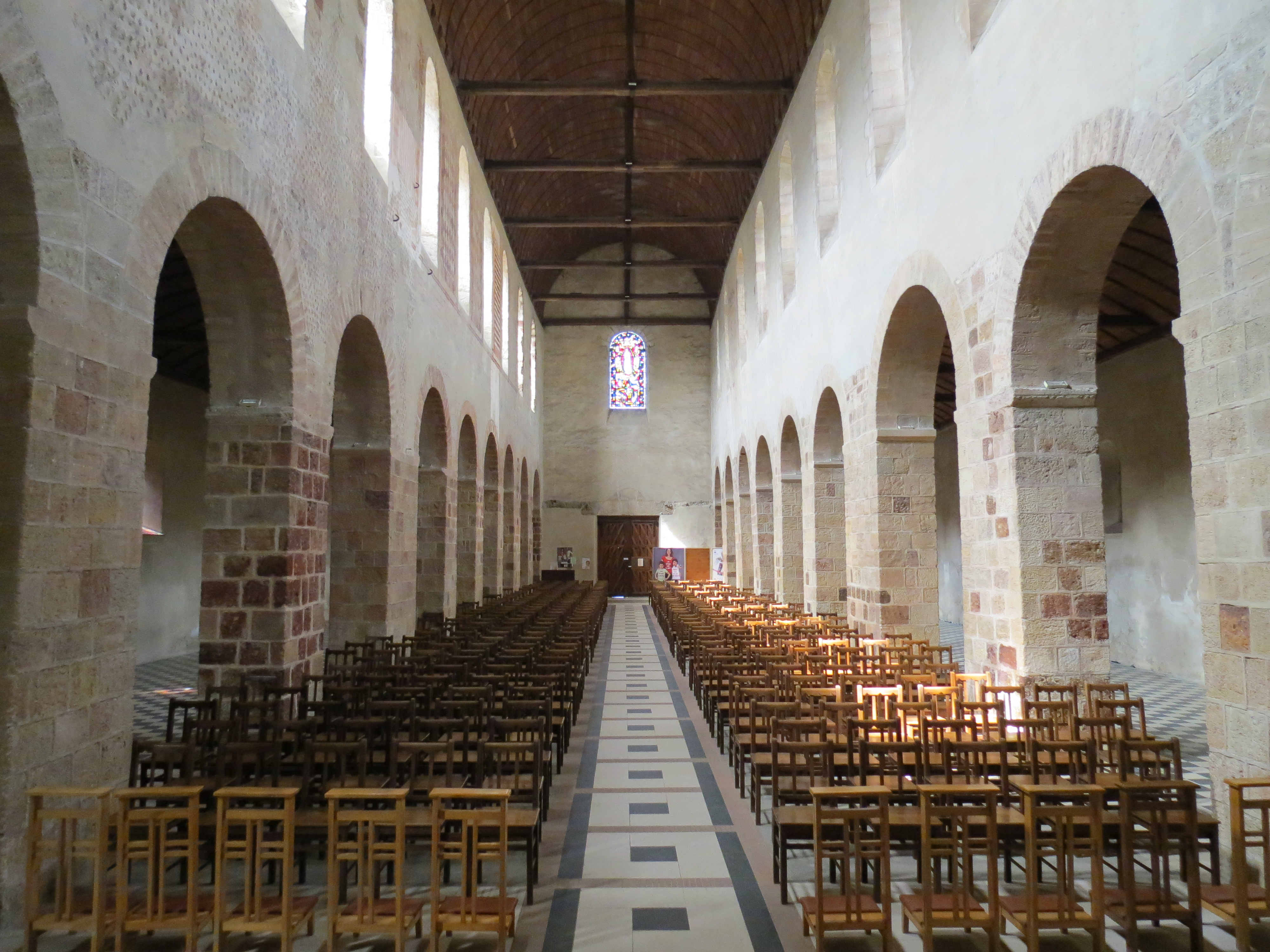
La nef de l'église Saint-Jean-Baptiste de Château-Gontier.

Un grand nombre d'églises paroissiales du Moyen Âge ont été détruites au XIXe siècle pour faire place à de nouveaux édifices néogothiques plus grands. Cependant, le département compte encore plusieurs églises romanes du XIe siècle, L'Église Saint-Pierre de Saulges avec sa crypte pré-romane serait l'édifice religieux le plus ancien du département, les églises de Saulges et de Pritz sont en partie antérieures à l'an mil. Les exemples romans les plus représentatifs sont les églises d'Ambrières-les-Vallées, Bannes, Javron-les-Chapelles, Saint-Pierre-sur-Erve, Parné-sur-Roc, Saint-Martin de Laval et Saint-Jean Baptiste de Château-Gontier. Cette dernière église faisait à l'origine partie d'un prieuré fondé par des moines angevins. Elle fait soixante mètres de long et renferme des fresques illustrant des scènes de la Bible, comme la Fuite en Égypte et l'Annonciation. Des fresques du XIIe siècle sont également visibles dans l'église Saint-Vigor de Neau, elles racontent la vie de Vigor de Bayeux; l'Église Saint-Pierre-le-Potier à Laval, l'Église Saint-Pierre de Varennes-Bourreau témoignent également de la richesse en peintures murales romanes du département.

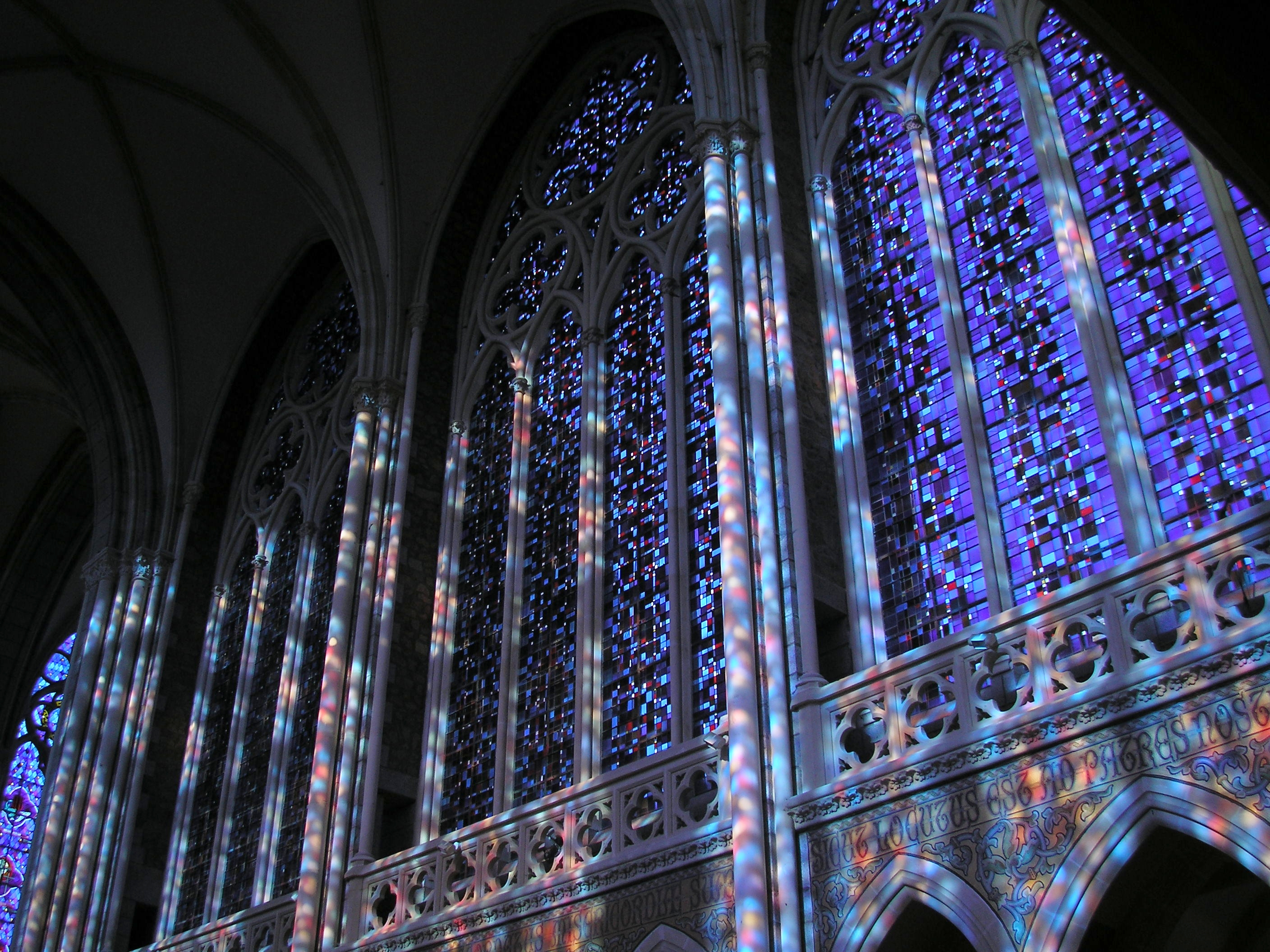
Jeux de lumière dans la basilique Notre-Dame de Pontmain.

L'abbaye Notre-Dame d'Évron possède une grande basilique édifiée du XIe siècle au XIIIe siècle. Elle comprend un clocher carré, une crypte ainsi qu'une nef romane massive, Le chœur est gothique, des fortifications sont réalisées à la renaissance (pont-levis, fossés, remparts). L'abbaye de la Roë, première abbaye fondée par Robert d'Arbrissel en 1096, est affiliée à l'abbaye de Fontevraud, maison-mère de l’ordre de Fontevraud. Celle du Port-du-Salut, à Entrammes, date du XIIIe siècle. Ses moines trappistes sont à l'origine du fromage Port-Salut. L'abbaye de Clermont, à Olivet, date du XIIe siècle et compte notamment un réfectoire voûté. Laval avait aussi un grand nombre d'établissements religieux avant la Révolution. Certains sont encore visibles à travers quelques vestiges, comme le couvent des Ursulines, dont la chapelle appartient au lycée Ambroise-Paré. L'abbaye de la Coudre, qui se trouve en limite sud de la ville, date de 1859 et elle est encore habitée par une communauté trappistine.
La cité de Pontmain, site d'Apparition mariale et de pèlerinage catholique, possède une grande basilique datant de 1880.
Les églises mayennaises sont souvent dotées de retables. Les plus vieux datent du XIIe siècle, mais la plupart ont été réalisés aux XVIIe et XVIIIe siècles. Leur présence dans les églises était alors pratiquement obligatoire en relation avec la Contre-Réforme; cette production constitue ce qui est considéré comme l'école des Retables lavallois. Ces retables ont souvent été conçus par des architectes et ils sont généralement décorés de marbre. Le bois fut toutefois privilégié vers 1680, grâce à sa plus grande souplesse. Le bois a aussi permis aux sculpteurs de suivre la mode, notamment le style rocaille. Au XIXe siècle, la reconstruction des églises paroissiales a brièvement donné un second souffle à la production de retables. Cette production disparaît complètement à la fin du siècle, lorsque les styles roman et byzantin sont à la mode.
Le département est riche en croix et calvaires. Ils font l'objet d'études par l'Abbé Angot puis par la société d'archéologie et d'histoire de la Mayenne, Alain Gueguen en inventorie plus de 6600 qu'il publie en 1993

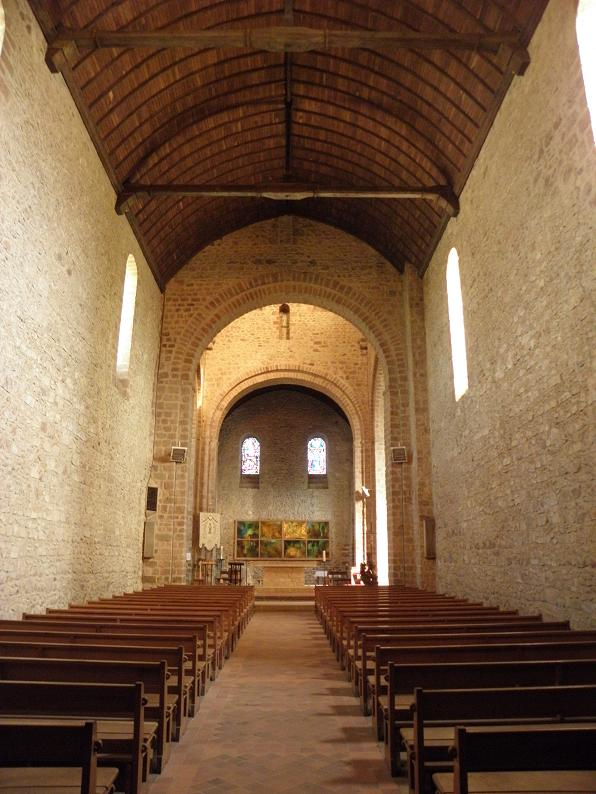
Nef de l'église Notre-Dame d'Ambrières-les-Vallées.
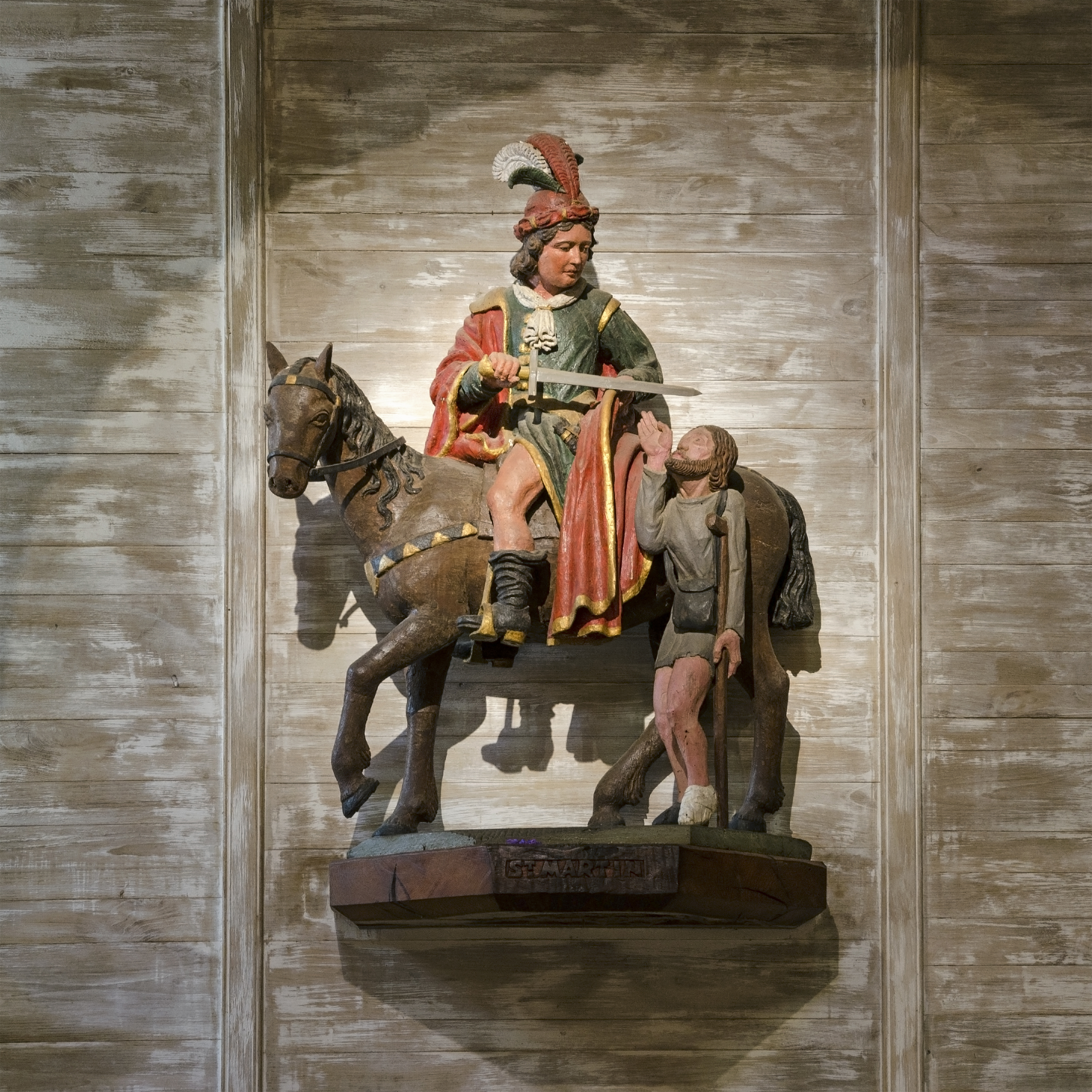
Statue de la Charité de Saint Martin, dans l'église Saint-Pierre de Saulges.
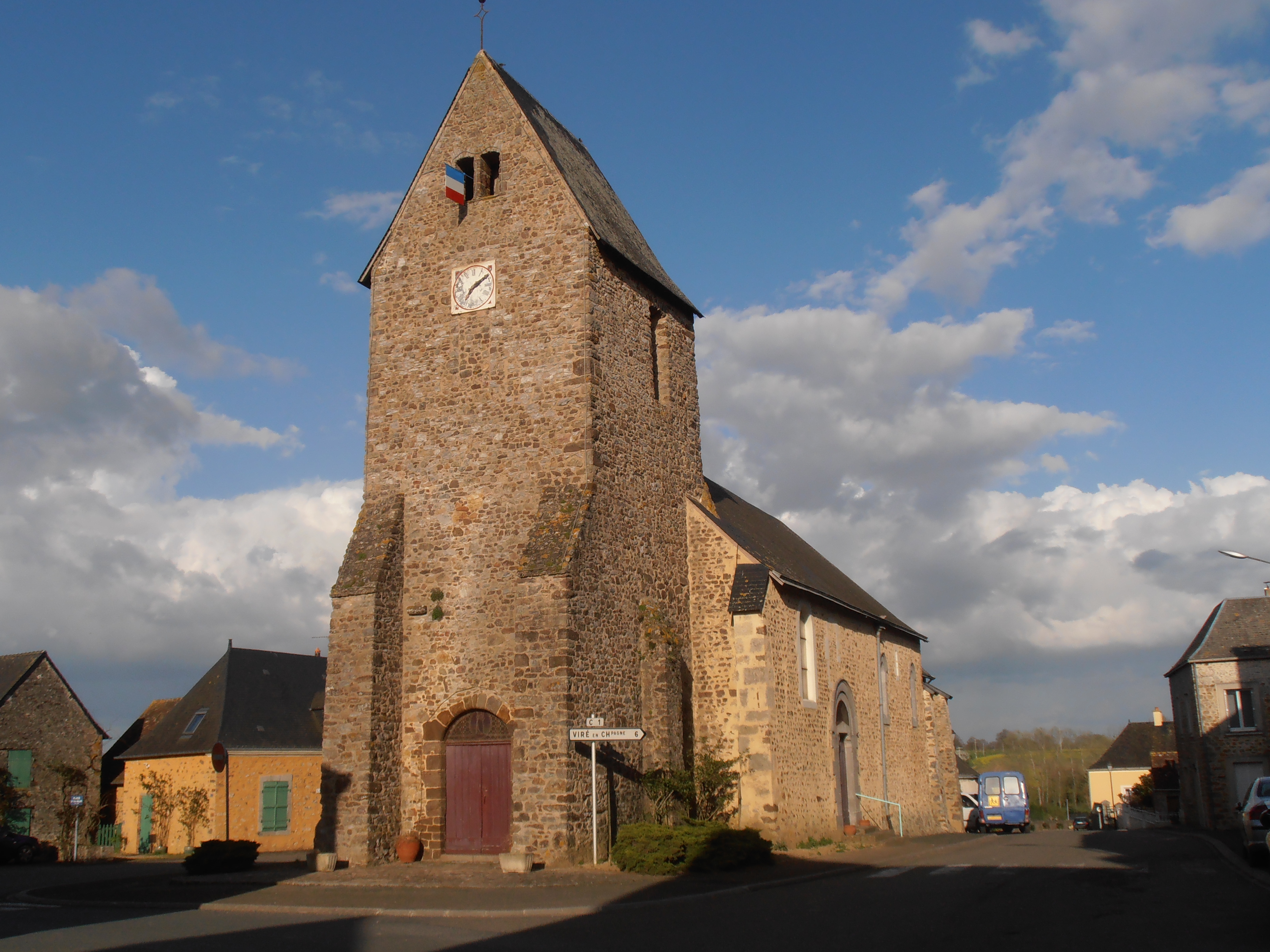
L'église de Thorigné-en-Charnie.
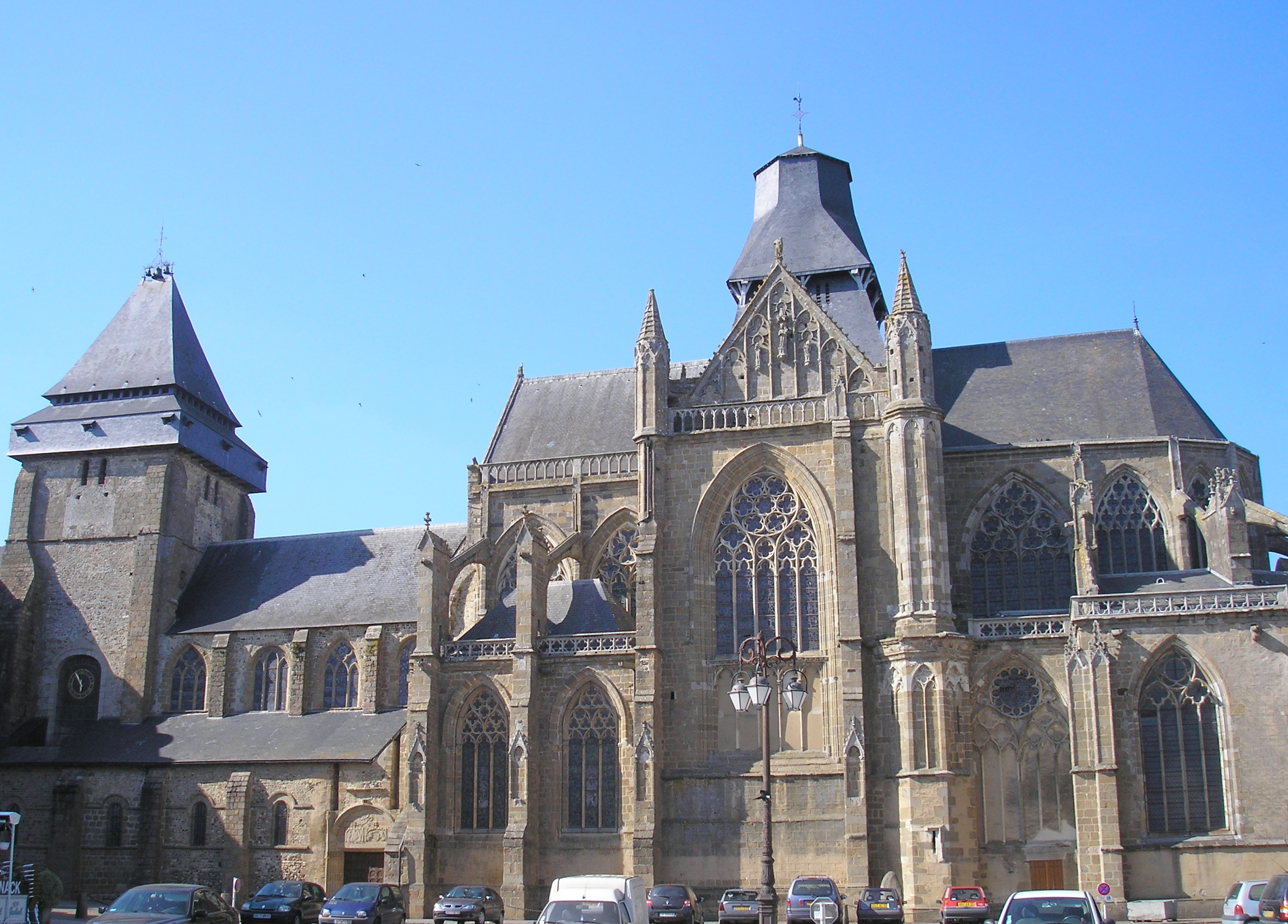
La basilique d'Évron.
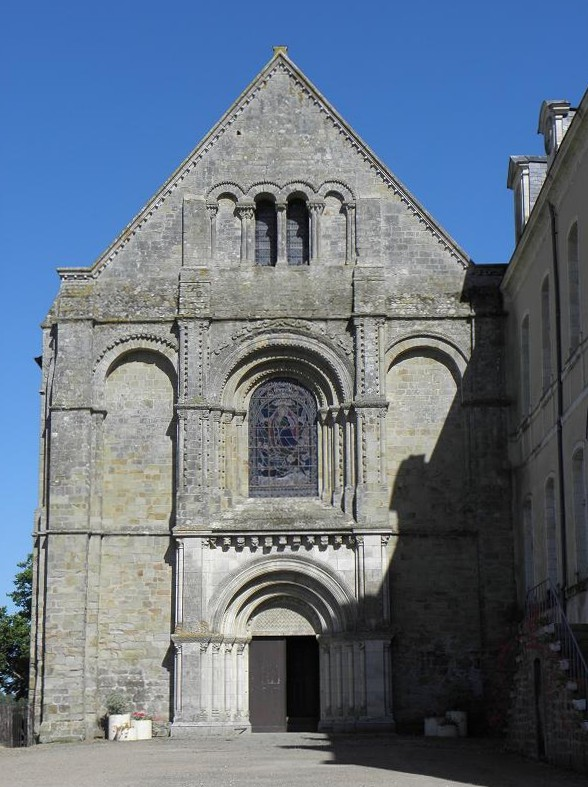
Portail de l'église de l'abbaye de la Roë.
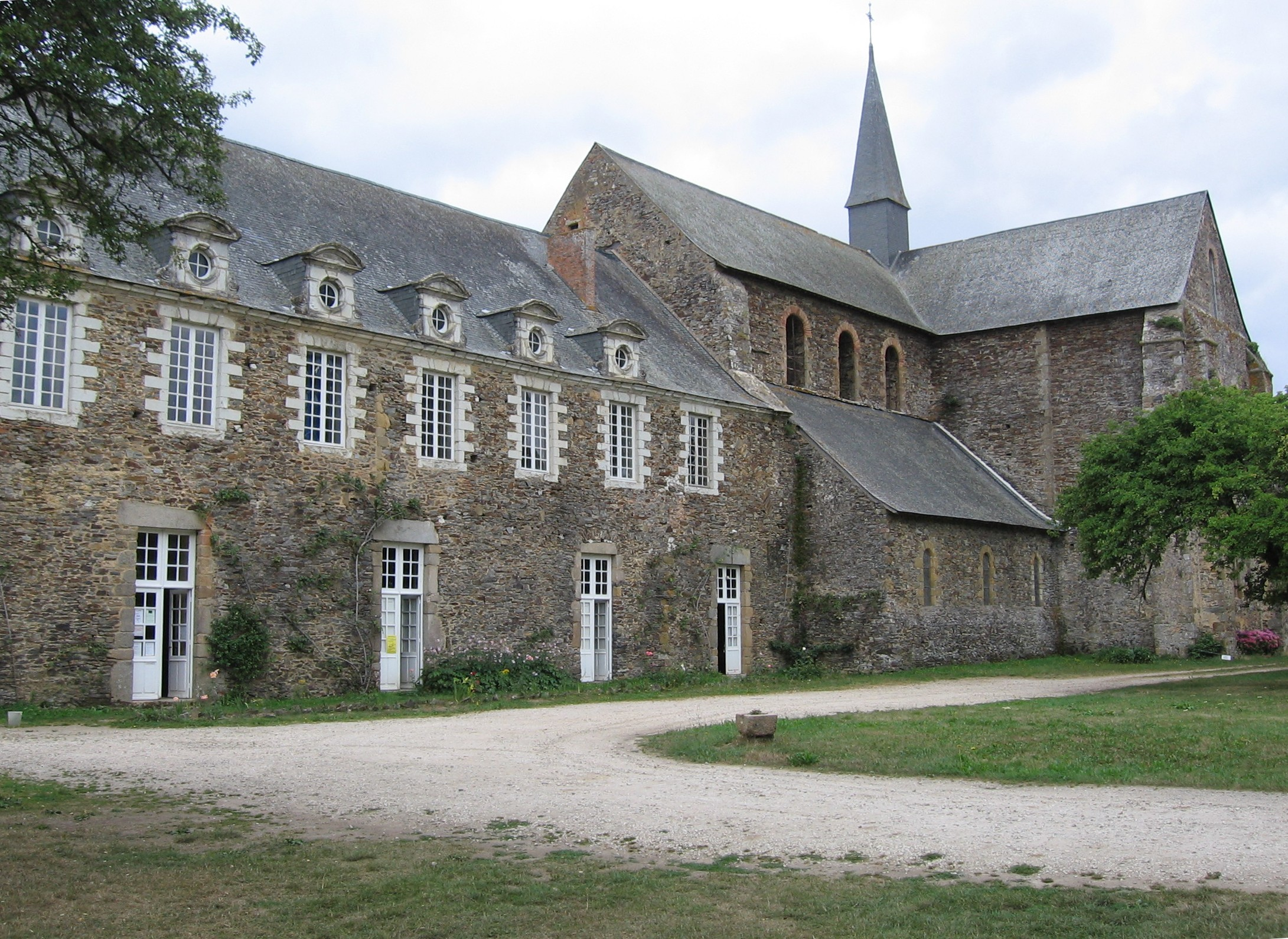
L'abbaye de Clermont.
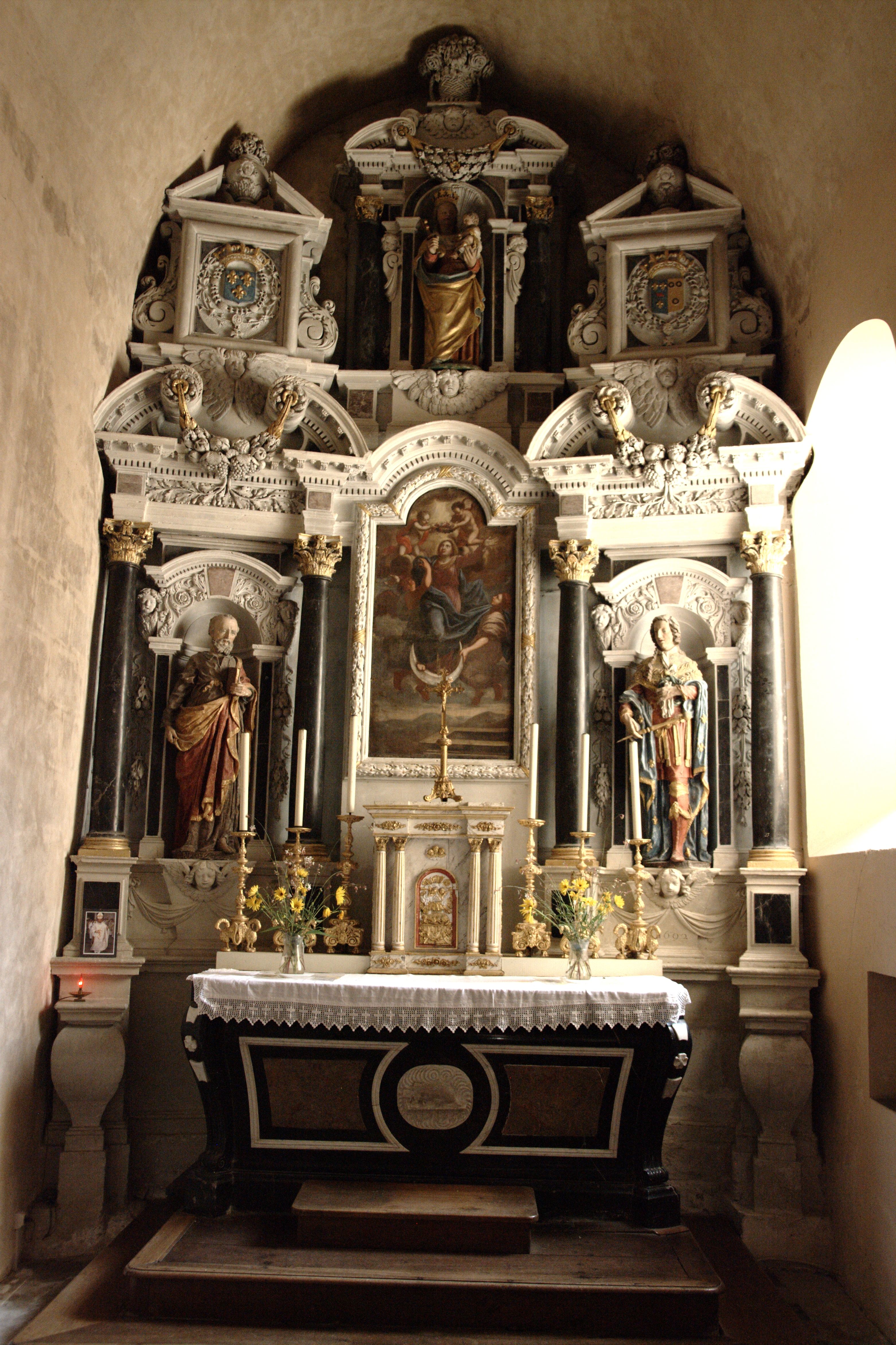
Un retable mayennais typique à Saulges.